# Carcassonne
Vous lisez un « article de qualité » labellisé en 2007.
Cet article concerne la ville du Sud de la France. Pour les autres significations, voir Carcassonne (homonymie).
Carcassonne  (Carcassona en occitan) est une commune française, préfecture du département de l'Aude dans la région Occitanie.
Sur le plan historique et culturel, la commune fait partie du Carcassès, un pays centré sur la ville de Carcassonne, entre les prémices du Massif central et les contreforts pyrénéens. Exposée à un climat océanique altéré, elle est drainée par le canal du Midi, l'Aude, le Fresquel, l'Arnouze, le ruisseau de Bazalac, le ruisseau de Malepère, le ruisseau de Fount Guilhen et par divers autres petits cours d'eau, dont les ruisseaux de Garrel et de Montirat qui alimentent le lac de la Cavayère.
Carcassonne est une commune urbaine qui compte 46 429 habitants en 2022, après avoir connu une croissance quasiment continue de la population depuis les années 1800. Elle appartient à l'unité urbaine de Carcassonne et fait partie de l'aire d'attraction de Carcassonne. Ses habitants sont appelés les Carcassonnais et ses habitantes les Carcassonnaises. Carcassonne est la ville principale de Carcassonne Agglo (114 411 habitants en 2022).
Occupée depuis le Néolithique, Carcassonne se trouve dans la plaine de l'Aude entre deux grands axes de circulation reliant l'Atlantique à la mer Méditerranée et le Massif central aux Pyrénées.
La ville est connue pour la Cité de Carcassonne, ensemble architectural médiéval restauré par Viollet-le-Duc au XIXe siècle et inscrit au patrimoine mondial de l'UNESCO depuis 1997.

## Géographie

### Localisation
Carcassonne est située dans le Sud-Ouest de la France à 95 kilomètres au sud-est de Toulouse. Son emplacement stratégique sur la route entre la mer Méditerranée et l'océan Atlantique est connu depuis le Néolithique. La ville se trouve dans un couloir entre la montagne Noire au nord et les Corbières à l'est, la plaine du Lauragais à l'ouest et la vallée de l'Aude au sud. Cette région naturelle est appelée le Carcassès ou le Carcassonnais.
La superficie de la commune est de 65 km2, ce qui est grand comparé aux nombreuses petites communes de l'Aude. La ville est traversée par l'Aude, le Fresquel et le canal du Midi.
Distances kilométriques entre Carcassonne et les capitales régionales (routes/autoroutes) : Ajaccio : 542 km (à vol d'oiseau), Bordeaux : 335 km, Dijon : 637 km, Lille : 986 km, Lyon : 444 km, Marseille : 318 km, Nantes : 678 km, Orléans : 645 km, Paris : 768 km, Rennes : 788 km, Rouen : 877 km, Strasbourg : 929 km, Toulouse : 95 km, Montpellier : 130 km. La ville la plus proche est Narbonne (62 km).

### Communes limitrophes

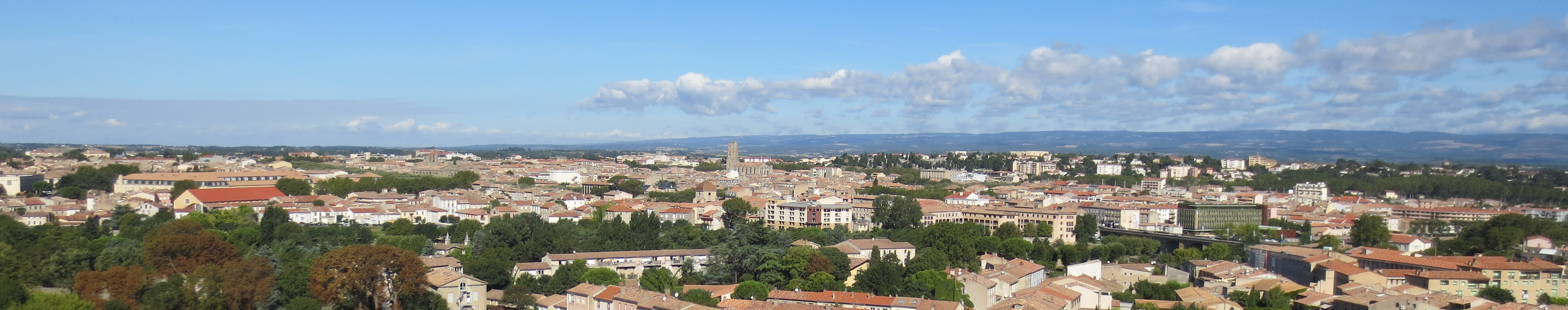
Vue panoramique de Carcassonne.

Les communes limitrophes sont Berriac, Caux-et-Sauzens, Cavanac, Cazilhac, Couffoulens, Fontiès-d'Aude, Lavalette, Montirat, Palaja, Pennautier, Pezens, Roullens, Trèbes, Villedubert et Villemoustaussou.
| Pezens                     | Pennautier, Villemoustaussou | Villedubert                         |
| Caux-et-Sauzens, Lavalette | Carcassonne                  | Berriac, Trèbes                     |
| Roullens, Couffoulens      | Cavanac, Cazilhac, Palaja    | Fontiès-d'Aude (sur 50 m), Montirat |

### Géologie et relief
La ville se situe dans un couloir entre la montagne Noire au nord et la chaîne des Pyrénées au sud. La plaine est constituée de dépôts récents amenés par l'Aude et provenant des Pyrénées. Il s'agit de la molasse de Carcassonne, qui se caractérise par une alternance de grès, de conglomérats et de marnes gréseuses fluviatiles datant de l'Éocène[réf. nécessaire].
Carcassonne se situe en zone de sismicité 1 (sismicité très faible).

### Hydrographie

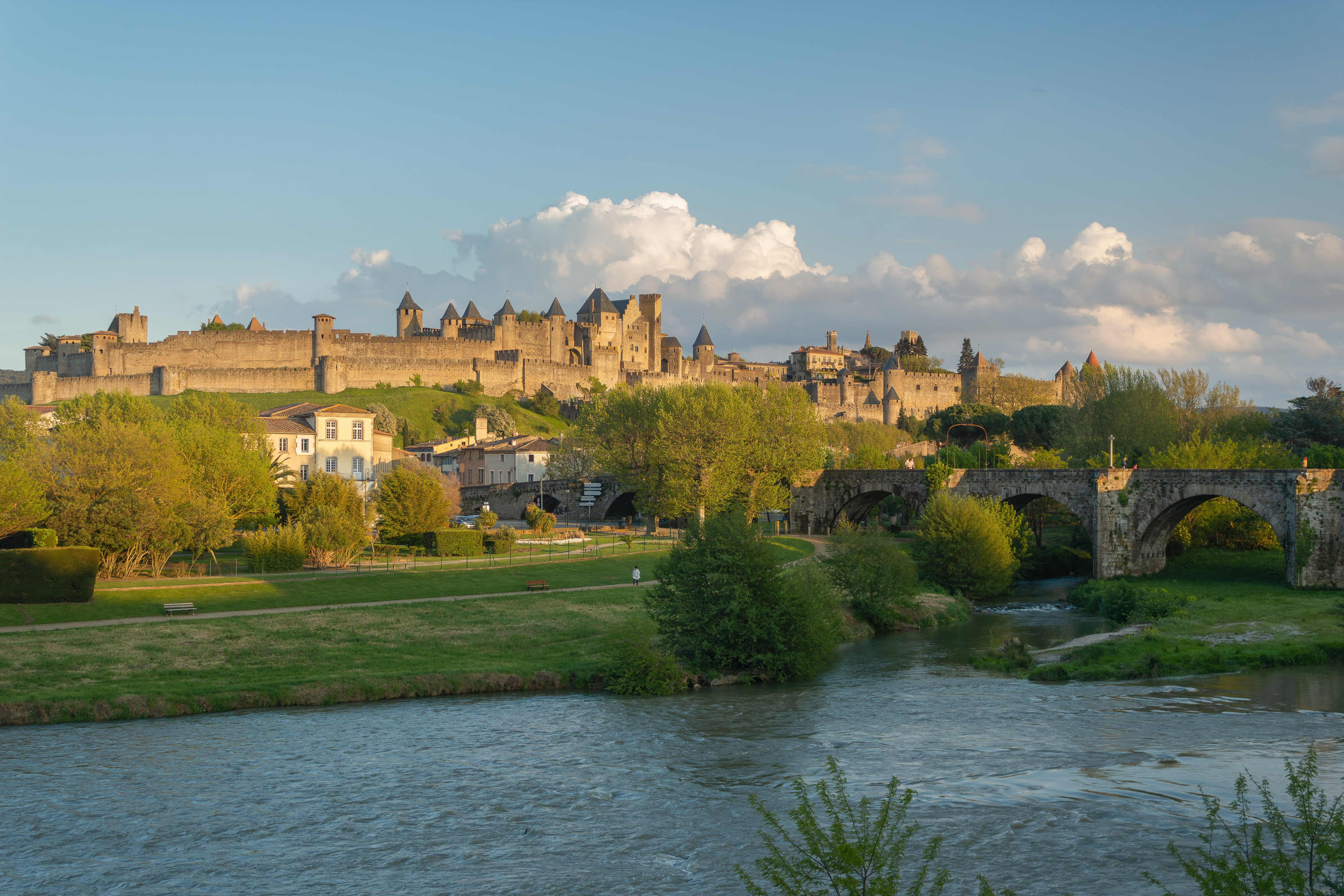
L’Aude, le pont Vieux et la cité médiévale.

La commune est dans la région hydrographique « Côtiers méditerranéens », au sein du bassin hydrographique Rhône-Méditerranée-Corse. Elle est drainée par le canal du Midi, l'Aude, le Fresquel, l'Arnouze, le ruisseau de Carrel, le ruisseau de Malepère, le ruisseau de Régal, le ruisseau des Bouteillères, le Rieu, le ruisseau de Conquet, le ruisseau de Montirat, le ruisseau de Saint-Martin, le ruisseau des Sabartèzes, qui constituent un réseau hydrographique de 69 km de longueur totale,.
Le canal du Midi, d'une longueur totale de 239,8 km, est un canal de navigation à bief de partage qui relie Toulouse à la mer Méditerranée depuis le xviie siècle.
L'Aude, d'une longueur totale de 223,59 km, prend sa source dans la commune des Angles et s'écoule du sud vers le nord. Elle traverse la commune et se jette dans le golfe du Lion à Fleury, après avoir traversé 73 communes.
Le Fresquel, d'une longueur totale de 63 km, prend sa source dans la commune de Baraigne et s'écoule d'ouest en est. Il traverse la commune et se jette dans l'Aude sur le territoire communal, après avoir traversé 22 communes.
L'Arnouze, d'une longueur totale de 15 km, prend sa source dans la commune d'Alairac et s'écoule du sud-ouest vers le nord-est. Il traverse la commune et se jette dans le Fresquel sur le territoire communal, après avoir traversé 3 communes.
Le ruisseau de Carrel, ou ruisseau de Bazalac, d'une longueur totale de 10,9 km, prend sa source dans la commune de Mas-des-Cours et s'écoule vers le nord. Il traverse la commune et se jette dans l'Aude à Trèbes, après avoir traversé 6 communes.
Le ruisseau de Malepère, d'une longueur totale de 10,9 km, prend sa source dans la commune d'Alairac et s'écoule du sud-ouest vers le nord-est. Il traverse la commune et se jette dans l'Aude à Cavanac, après avoir traversé 4 communes.
Carcassonne est située sur les bords du fleuve de l'Aude. La commune est traditionnellement divisée en deux, la ville basse qui occupe les berges du fleuve à l'ouest et la ville haute (ou Cité) qui occupe la colline surplombant l'Aude. La Cité est construite sur un petit plateau constitué par le creusement de l'Aude à environ 150 mètres d'altitude au-dessus de la ville basse. La ville basse se situe au niveau de l'Aude dont l'altitude est de 100 mètres.
L'Aude arrive à Carcassonne après son périple montagneux dans les gorges de la haute-vallée de l'Aude et devient alors un fleuve plus tranquille. Elle passe au Païcherou, longe le cimetière Saint-Michel puis se sépare en deux bras formant une île appelée  l'île du Roy. Quatre ponts permettent de la franchir : le pont Garigliano, le Pont-Vieux accessible uniquement aux piétons, le pont Neuf et le pont de l'Avenir. Le canal du Midi passe également au nord de la ville entre la gare et le jardin André-Chénier jouxtant la bastide Saint-Louis.

### Climat
Pour des articles plus généraux, voir Climat de l'Occitanie et Climat de l'Aude.
En 2010, le climat de la commune est de type climat du Bassin du Sud-Ouest, selon une étude du Centre national de la recherche scientifique s'appuyant sur une série de données couvrant la période 1971-2000. En 2020, Météo-France publie une typologie des climats de la France métropolitaine dans laquelle la commune est exposée à un climat océanique altéré et est dans la région climatique Aquitaine, Gascogne, caractérisée par une pluviométrie abondante au printemps, modérée en automne, un faible ensoleillement au printemps, un été chaud (19,5 °C), des vents faibles, des brouillards fréquents en automne et en hiver et des orages fréquents en été (15 à 20 jours).
Pour la période 1971-2000, la température annuelle moyenne est de 14,1 °C, avec une amplitude thermique annuelle de 15,9 °C. Le cumul annuel moyen de précipitations est de 707 mm, avec 9,1 jours de précipitations en janvier et 4,5 jours en juillet. Pour la période 1991-2020, la température moyenne annuelle observée sur la station météorologique installée dans la commune est de 14,4 °C et le cumul annuel moyen de précipitations est de 665,0 mm,. Pour l'avenir, les paramètres climatiques de la commune estimés pour 2050 selon différents scénarios d'émission de gaz à effet de serre sont consultables sur un site dédié publié par Météo-France en novembre 2022.
| Mois                                  | jan.             | fév.             | mars            | avril           | mai             | juin            | jui.            | août            | sep.            | oct.            | nov.            | déc.            | année      |
| ------------------------------------- | ---------------- | ---------------- | --------------- | --------------- | --------------- | --------------- | --------------- | --------------- | --------------- | --------------- | --------------- | --------------- | ---------- |
| Température minimale moyenne (°C)     | 3,5              | 3,5              | 5,9             | 8,1             | 11,6            | 15,1            | 17,3            | 17,3            | 14,1            | 11,3            | 6,9             | 4,2             | 9,9        |
| Température moyenne (°C)              | 6,7              | 7,5              | 10,4            | 12,9            | 16,5            | 20,5            | 23,1            | 23,1            | 19,4            | 15,5            | 10,4            | 7,4             | 14,4       |
| Température maximale moyenne (°C)     | 10               | 11,4             | 14,9            | 17,7            | 21,4            | 25,9            | 28,8            | 28,9            | 24,8            | 19,7            | 13,9            | 10,7            | 19         |
| Record de froid (°C) date du record   | −12,5 16.01.1985 | −15,2 04.02.1963 | −7,5 01.03.2005 | −1,6 08.04.1956 | 0,9 04.05.2010  | 6 01.06.1949    | 8,4 04.07.1948  | 8,2 30.08.1986  | 2,5 29.09.2024  | −2 29.10.1949   | −6,8 22.11.1998 | −12 28.12.1962  | −15,2 1963 |
| Record de chaleur (°C) date du record | 21,1 15.01.1955  | 25,2 27.02.2019  | 27,3 21.03.1990 | 31,3 13.04.2024 | 35,2 30.05.2001 | 40,7 17.06.2022 | 40,2 06.07.1982 | 43,2 23.08.2023 | 36,4 07.09.1988 | 31,9 10.10.2023 | 26,2 13.11.1948 | 22,4 18.12.1989 | 43,2 2023  |
| Ensoleillement (h)                    | 95,4             | 121,9            | 173,8           | 192,2           | 220,1           | 247,8           | 282,5           | 267,8           | 216             | 152,2           | 104,6           | 95,2            | 2 169,5    |
| Précipitations (mm)                   | 66               | 46,6             | 58,4            | 71,4            | 63,1            | 46,8            | 30,1            | 39,8            | 48,4            | 62,7            | 70,3            | 61,4            | 665        |

| Diagramme climatique                                  |             |             |             |              |              |              |              |              |              |             |             |
| J                                                     | F           | M           | A           | M            | J            | J            | A            | S            | O            | N           | D           |
| 103,566                                               | 11,43,546,6 | 14,95,958,4 | 17,78,171,4 | 21,411,663,1 | 25,915,146,8 | 28,817,330,1 | 28,917,339,8 | 24,814,148,4 | 19,711,362,7 | 13,96,970,3 | 10,74,261,4 |
| Moyennes : • Temp. maxi et mini °C • Précipitation mm |             |             |             |              |              |              |              |              |              |             |             |

## Urbanisme

### Typologie
Au 1er janvier 2024, Carcassonne est catégorisée centre urbain intermédiaire, selon la nouvelle grille communale de densité à 7 niveaux définie par l'Insee en 2022.
Elle appartient à l'unité urbaine de Carcassonne, une agglomération intra-départementale dont elle est ville-centre,. Par ailleurs la commune fait partie de l'aire d'attraction de Carcassonne, dont elle est la commune-centre,. Cette aire, qui regroupe 115 communes, est catégorisée dans les aires de 50 000 à moins de 200 000 habitants,.

### Occupation des sols

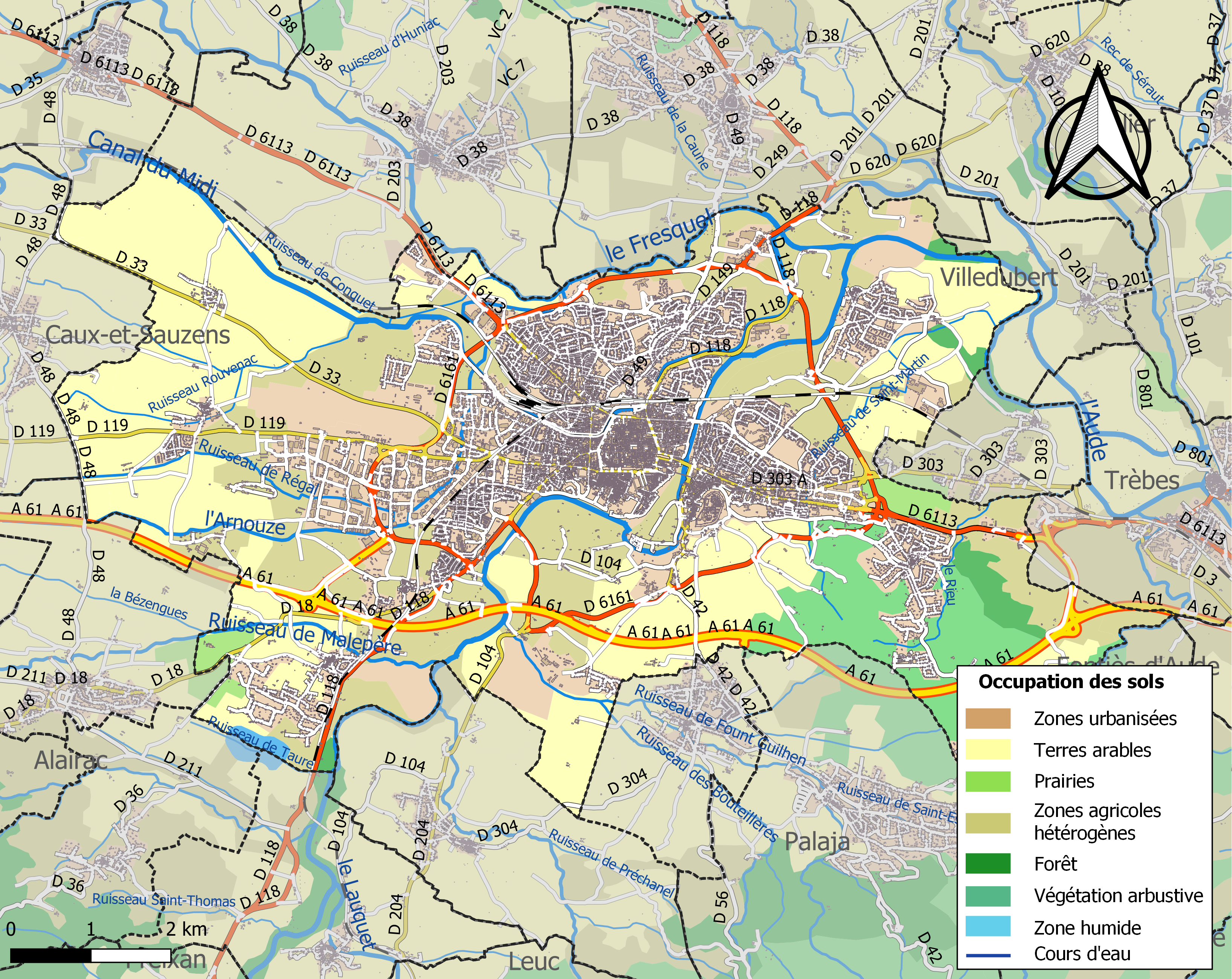
Carte des infrastructures et de l'occupation des sols de la commune en 2018 (CLC).

L'occupation des sols de la commune, telle qu'elle ressort de la base de données européenne d’occupation biophysique des sols Corine Land Cover (CLC), est marquée par l'importance des territoires agricoles (55,1 % en 2018), en diminution par rapport à 1990 (71,2 %). La répartition détaillée en 2018 est la suivante : zones agricoles hétérogènes (25,4 %), zones urbanisées (23,1 %), cultures permanentes (18,5 %), zones industrielles ou commerciales et réseaux de communication (10,3 %), terres arables (10 %), milieux à végétation arbustive et/ou herbacée (6,7 %), mines, décharges et chantiers (1,5 %), forêts (1,5 %), espaces verts artificialisés, non agricoles (1,4 %), prairies (1,2 %), eaux continentales (0,5 %). L'évolution de l’occupation des sols de la commune et de ses infrastructures peut être observée sur les différentes représentations cartographiques du territoire : la carte de Cassini (XVIIIe siècle), la carte d'état-major (1820-1866) et les cartes ou photos aériennes de l'IGN pour la période actuelle (1950 à aujourd'hui).

### Morphologie urbaine

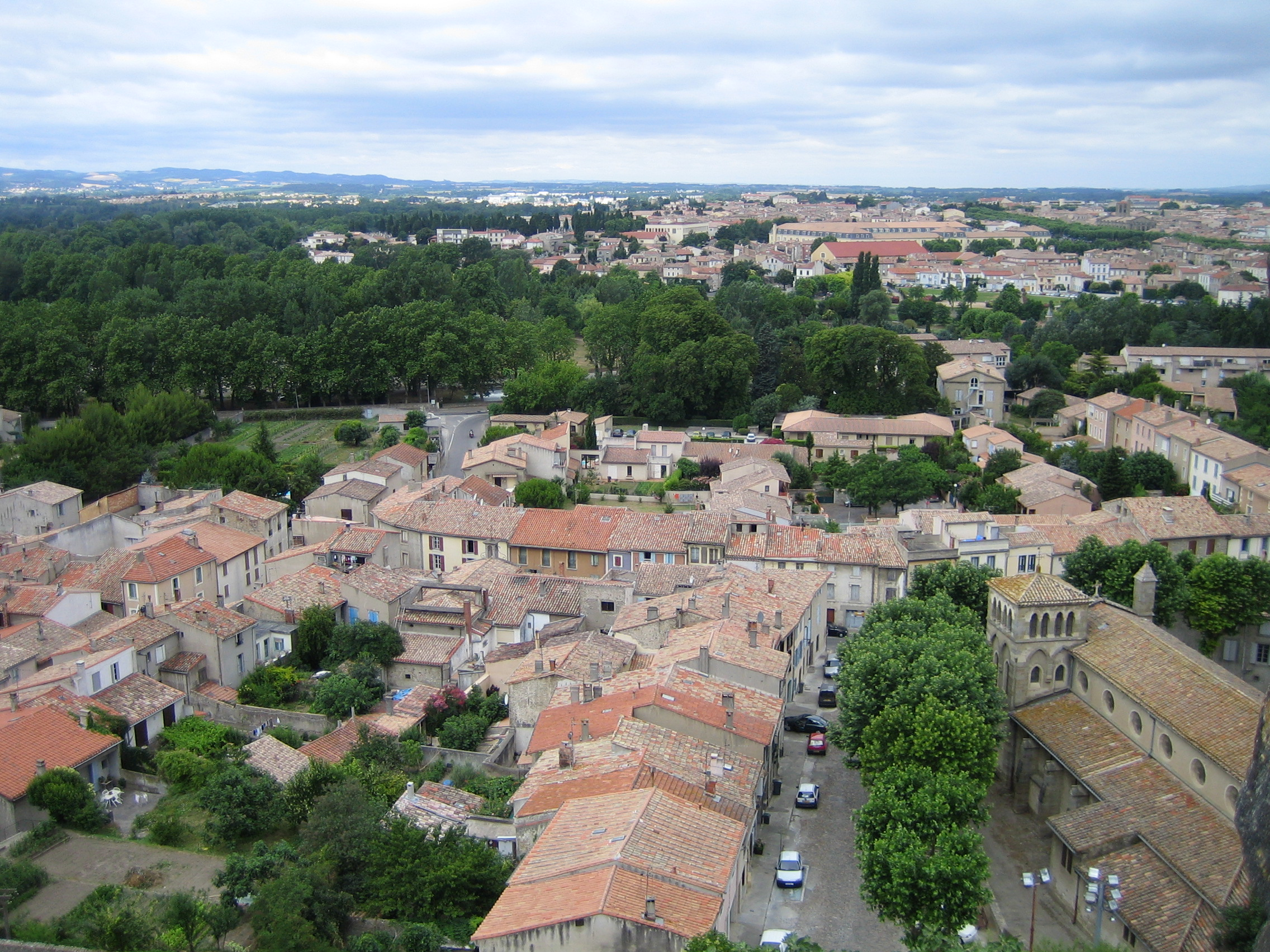
Vue du quartier de la Trivalle et de la ville basse depuis la cité de Carcassonne.

Les deux quartiers les plus importants sont la Cité ou Ville-Haute et la Bastide Saint-Louis ou Ville-Basse. Ils sont réunis par celui de la Trivalle avec le pont Vieux traversant l'Aude. La Cité est sise sur un promontoire élevé et entouré d'épais remparts depuis le Moyen Âge. Aussi l'habitat y est dense et vieux. La circulation y est difficile, réglementée et interdite en juillet et en août. La ville basse est une ancienne bastide dont l'organisation suit un plan régulier d'un hexagone aux angles flanqués de bastions. Les rues se coupent en angles droits et sont organisées autour d'une place centrale, la place Carnot. Un boulevard ceinture l'ensemble de cette bastide en suivant les anciens remparts de la ville détruits en 1764 sur ordre de l'évêque Armand Bazin de Bezons. Ce boulevard est large et ouvert contrairement aux rues de la bastide qui sont plus étroites. Plusieurs de ces rues de la bastide sont piétonnes.
Le reste de la ville est découpé en quartiers : La Conte et Joliot-Curie, Ozanam et Saint-Saëns, Saint-Georges, le Viguier, Saint-Jacques, la Cité Fleming, Grazailles-la Reille, la Cité la Prade, la Cité Albignac, le Palais, Gambetta, le Plateau, les Capucins, Bellevue et Pasteur.
La ville possède de nombreux hameaux : Montlegun, Montredon, Grèzes, Herminis, Maquens et Villalbe.

### Logement

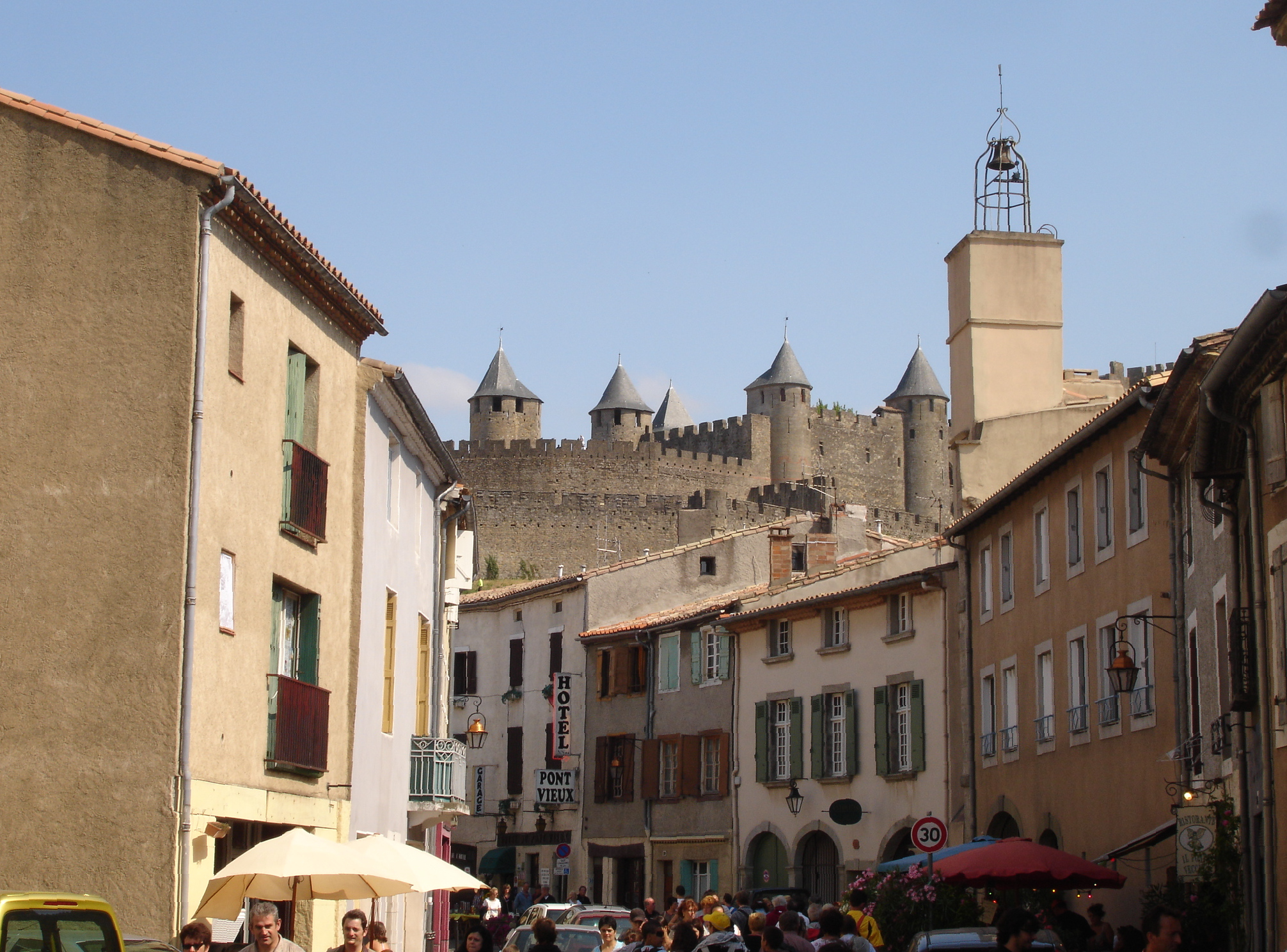
Logements du quartier de la Trivalle.

Carcassonne comptait 25 632 logements en 2007. Les constructions neuves sont peu présentes puisqu'en 1999, seulement 8,9 % des résidences principales étaient postérieures à 1990. À partir de 1990 cette tendance s'est inversée avec les programmes de défiscalisations immobilières Besson et de Robien entrainant de nombreux contentieux,. A contrario, les constructions antérieures à 1949 représentaient 29,2 % du parc.
86,6 % des logements sont des résidences principales, réparties à 51,3 % en maisons individuelles et à 47,8 % en appartements (respectivement 57,7 % et 40,5 % dans la région). 48 % des habitants sont propriétaires de leur logement, contre 49,8 % qui ne sont que locataires et 2,2 % logés gratuitement (respectivement 58,5 % et 41,5 % dans la région),.
En 2013 la ville respecte les dispositions de l’article 55 de la loi solidarité et renouvellement urbain (SRU) de décembre 2000 fixant à 20 % le taux minimum de logements sociaux pour les communes les plus importantes. On peut noter en outre que le nombre de logements vacants était assez important en 1999 avec 9,4 % du parc contre seulement 7,7 % dans la région. L'office HLM de l'Aude a participé à des programmes d'amélioration des logements en 1988 en construisant des résidences intégrant la domotique. Ainsi, les résidences « l'étoile » et « Roosevelt » à Carcassonne sont les premiers logements HLM de ce type. Les quartiers du Viguier et de La Conte regroupent la grande partie des logements sociaux de la ville dont la population est majoritairement composée d'habitants immigrés ou d'origine immigrée. Classés quartiers prioritaires, ils sont composés de logements HLM ainsi que de pavillons, avec un taux de pauvreté supérieur à 60 %, l'un des plus élevés de France.
La plupart des habitations possèdent 4 pièces (62,4 %), ou 3 pièces (18,8 %), puis 2 pièces (13,5 %). Les petits logements restent peu nombreux (studios : 5,3 %). La ville possède par conséquent des logements de taille importante du fait de l'espace immobilier non restreint, permettant de grandes constructions, et du fait de la demande faible en petits logements,. Enfin il faut préciser que ces logements sont bien dotés puisque 89,9 % ont le chauffage central et 57,4 % possèdent un garage, box ou parking (respectivement 76,5 % et 61,7 % pour la région).
Depuis le 1er avril 2021, le « Permis de louer », un dispositif pour lutter contre la location de logements insalubres et indignes est mis en place par la municipalité,.

### Projets d’aménagement
Plusieurs projets d'aménagement de la commune sont en cours de réalisation au nord-est de la ville. Il s'agit de mettre en place de nouvelles zones d'activité commerciale afin d'attirer de nouvelles entreprises à Carcassonne ainsi que l'implantation de nouvelles zones résidentielles. La ZAC (zone d'aménagement concerté) des Hauts de Grazailles située entre la rocade et le canal du Midi  est en cours de réflexion et permettrait d'ajouter entre 500 et 700 logements ainsi que des services publics (groupes scolaires) sur 27 hectares. La ZAC de Montredon est un nouveau quartier qui sera créé avec la délocalisation de l’hôpital en 2012. Le site accueillerait le nouveau pôle santé ainsi que des logements et des équipements publics. Enfin, le lotissement de Montredon est en cours de réalisation sur un site de 17 hectares au hameau de Montredon pour la construction de logements sociaux et de pavillons.

### Voies de communication et transports

Plan de situation de Carcassonne.

Carcassonne est située sur l'axe majeur de communication entre Toulouse et la côte méditerranéenne. Le canal du Midi datant du XVIIIe siècle était autrefois un parcours fluvial commercial très emprunté. Le tourisme fluvial l'a remplacé, le port de Carcassonne reste actif, ainsi que l'écluse face à la gare. L'autoroute des Deux Mers et plus précisément le tronçon est de l'A61 passe au sud de la ville permettant un accès direct depuis Toulouse ou Montpellier. Deux sorties ( 23 et  24) desservent la commune. Sur le réseau secondaire, la route départementale 6113 (ancienne route nationale 113) traverse Carcassonne et permet de rejoindre Toulouse à l'ouest et Narbonne à l'est. Au sud, la route départementale 118 permet d'emprunter la vallée de l'Aude et de rejoindre Limoux et Quillan. Au nord, cette même départementale 118 continue vers la montagne Noire et rejoint Mazamet.
Carcassonne est aussi accessible par le train grâce à la liaison Toulouse-Sète en passant par Narbonne. La ville est aussi reliée à Quillan via une portion rénovée de l'ancienne ligne Carcassonne-Rivesaltes. Plus particulièrement, Carcassonne est à 41 min de Toulouse, 1 h 24 min de Montpellier et 3 h de Barcelone grâce au train.
L'aéroport de Carcassonne Salvaza, rebaptisé « aéroport de Carcassonne en Pays Cathare - Sud de France », en 2010, est situé à l'ouest de la ville dans la zone d'activité de Salvaza. Il permet de s'envoler vers l'Angleterre (Londres, Manchester et Nottingham), vers l'Irlande (Dublin et Cork), vers l'Écosse (Glasgow et Édimbourg), vers la Belgique (Charleroi) et vers le Portugal (Porto) via la compagnie aérienne Ryanair. En 2002, des travaux ont permis d'allonger la piste principale afin de recevoir de plus gros avions. L'aéroport a reçu 413 724 passagers en 2014, 390 182 passagers en 2015, 392 148 passagers en 2016 et 398 716 passagers en 2017. Depuis 2010, de gros travaux sont entrepris pour augmenter la capacité de l'aéroport avec la création d'une nouvelle aire de stationnement permettant d'accueillir simultanément 4 aéronefs, la construction d'une nouvelle caserne de pompiers, le renouvellement du matériel d'exploitation, la création d'un nouveau hangar pour le matériel de piste, l'adaptation des infrastructures terminales pour garantir le cheminement des passagers et l'agrandissement des salles d'embarquement.
Du côté des transports en commun, 30 lignes de bus sillonnent la ville et l'agglomération de Carcassonne. La régie RTCA gère le réseau de transport en commun pour le compte de Carcassonne Agglo. Durant la période estivale, la bastide Saint-Louis est desservie par de petites navettes électriques gratuites dénommées  Les Toucs  et la liaison entre le centre-ville et la Cité médiévale est desservie par un petit train.
En centre-ville, la voiture est le moyen de transport privilégié des Carcassonnais. La circulation aux heures de pointe y est pourtant assez difficile, surtout en été avec l'afflux de touristes. La route départementale 6113 (ex-route nationale 113) qui débouche directement en ville est très vite saturée. Un premier tronçon routier est construit en 1980 avec la rocade Ouest permettant de joindre la sortie d'autoroute 23 et la route départementale 6113. La rocade Nord-Est est ouverte depuis le 18 décembre 2008 et permet de dévier le trafic de la RD 6113 grâce à un contournement par le nord. Ces travaux ont nécessité la construction d'un viaduc au-dessus de l'Aude et des trois ponts. En centre-ville, trois parkings souterrains (le parking André-Chénier de 340 places, le parking des Jacobins de 211 places et depuis le 25 février 2008 le parking Gambetta de 403 places) permettent d'accueillir jusqu'à 954 voitures.

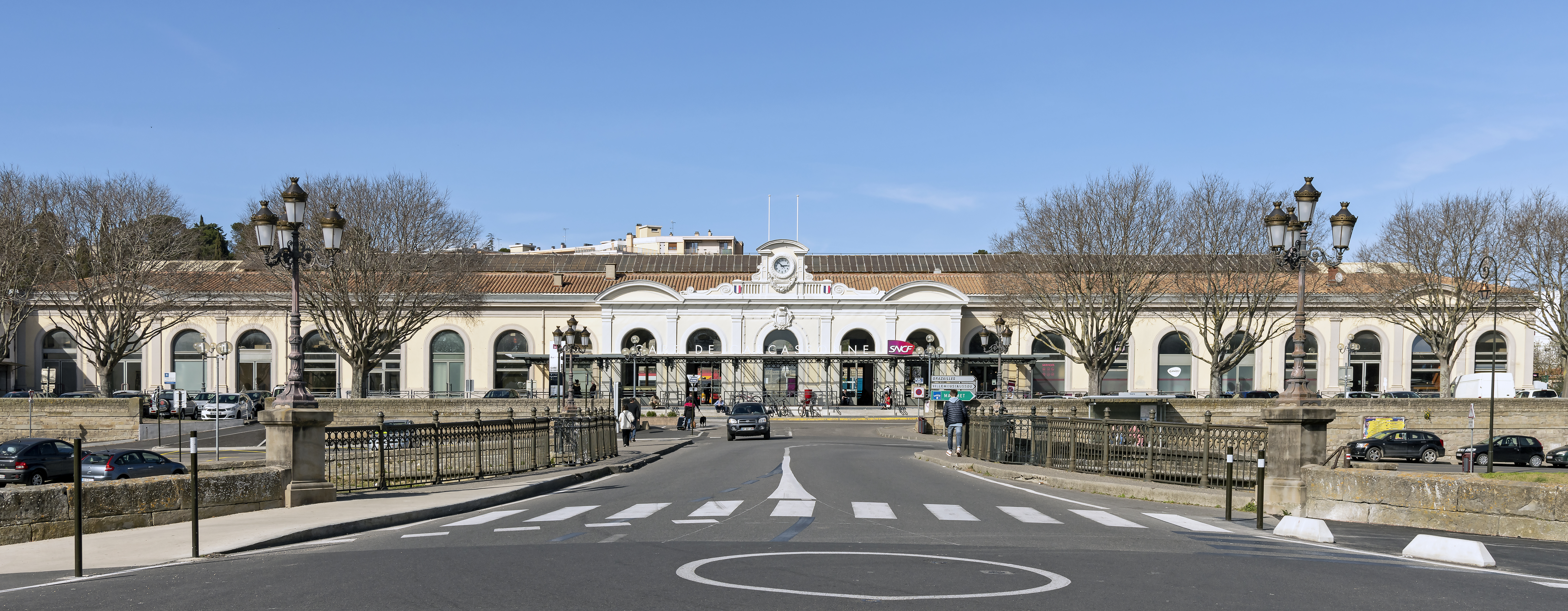
La gare vue du pont Marengo.
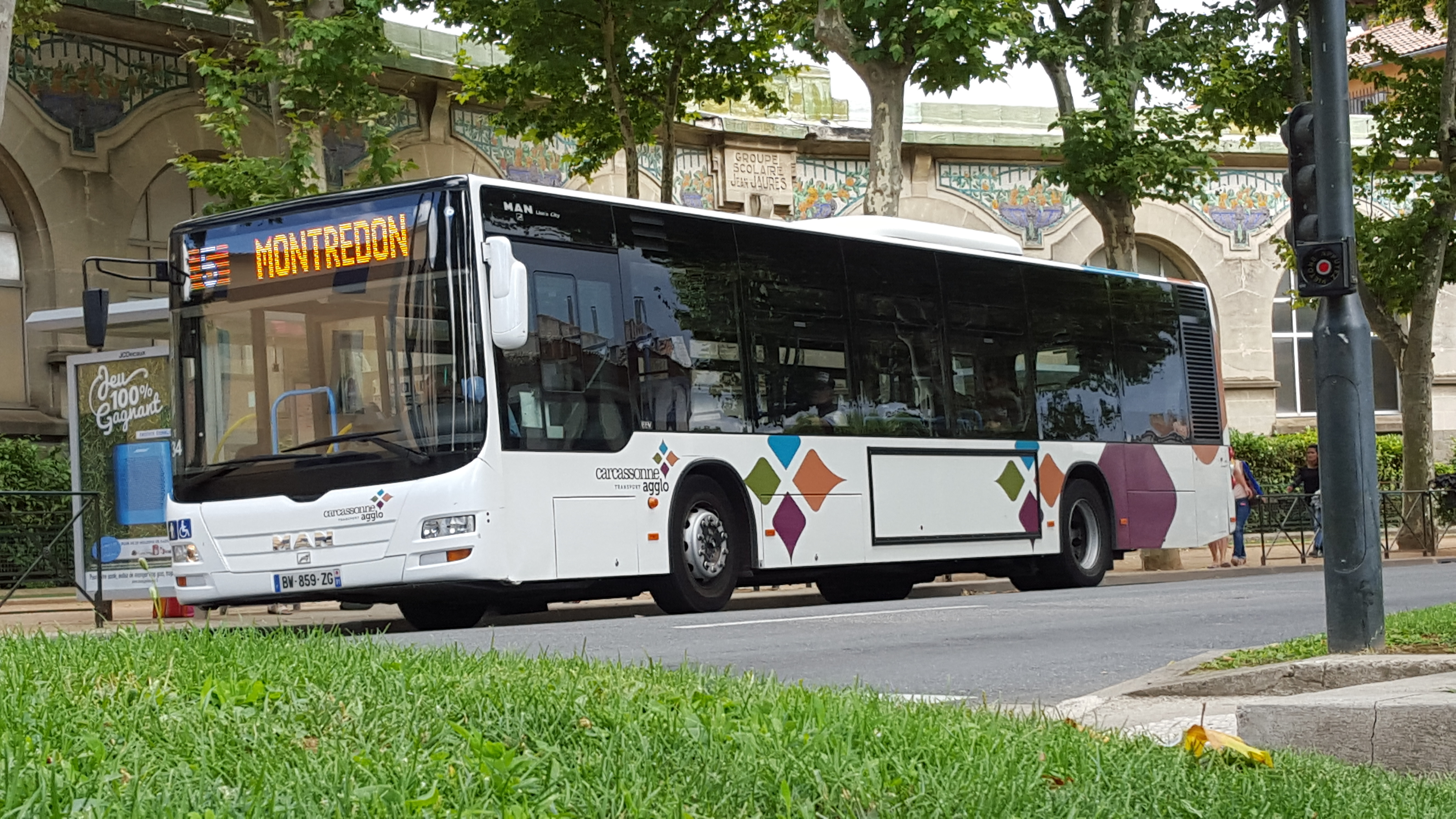
Transport en commun de Carcassonne.

### Risques majeurs
Le territoire de la commune de Carcassonne est vulnérable à différents aléas naturels : météorologiques (tempête, orage, neige, grand froid, canicule ou sécheresse), inondations, feux de forêts et séisme (sismicité très faible). Il est également exposé à deux risques technologiques, le transport de matières dangereuses et la rupture d'un barrage. Un site publié par le BRGM permet d'évaluer simplement et rapidement les risques d'un bien localisé soit par son adresse soit par le numéro de sa parcelle.

#### Risques naturels
La commune fait partie du territoire à risques importants d'inondation (TRI) de Carcassonne, regroupant 4 communes du bassin de vie de l'agglomération carcassonnaise, un des 31 TRI qui ont été arrêtés fin 2012 sur le bassin Rhône-Méditerranée, retenu au regard des débordements des cours d’eau l’Aude et le Fresquel. Parmi les dernières crues significatives qui ont touché le territoire, on peut citer la crue de novembre 1999. Des cartes des surfaces inondables ont été établies pour trois scénarios : fréquent (crue de temps de retour de 10 ans à 30 ans), moyen (temps de retour de 100 ans à 300 ans) et extrême (temps de retour de l'ordre de 1 000 ans, qui met en défaut tout système de protection),. La commune a été reconnue en état de catastrophe naturelle au titre des dommages causés par les inondations et coulées de boue survenues en 1982, 1992, 1996, 2003, 2011, 2014, 2018 et 2020,.

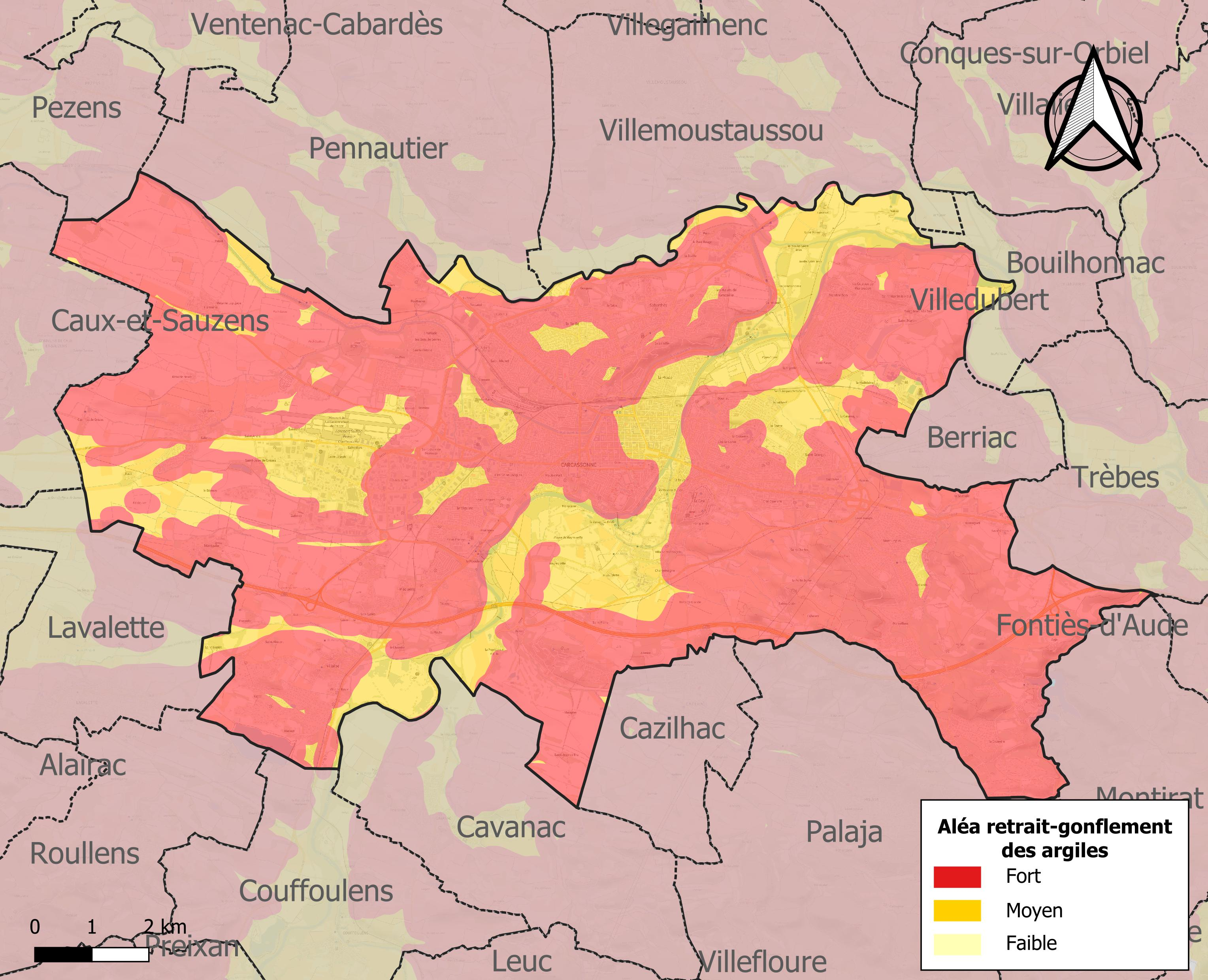
Carte des zones d'aléa retrait-gonflement des sols argileux de Carcassonne.

Le retrait-gonflement des sols argileux est susceptible d'engendrer des dommages importants aux bâtiments en cas d’alternance de périodes de sécheresse et de pluie. La totalité de la commune est en aléa moyen ou fort (75,2 % au niveau départemental et 48,5 % au niveau national). Sur les 13 865 bâtiments dénombrés sur le territoire de la commune en 2019, 13865 sont en aléa moyen ou fort, soit 100 %, à comparer aux 94 % au niveau départemental et 54 % au niveau national. Une cartographie de l'exposition du territoire national au retrait gonflement des sols argileux est disponible sur le site du BRGM,.

#### Risques technologiques
Le risque de transport de matières dangereuses dans la commune est lié à sa traversée par une route à fort trafic et une ligne de chemin de fer. Un accident se produisant sur de telles infrastructures est en effet susceptible d’avoir des effets graves au bâti ou aux personnes jusqu’à 350 m, selon la nature du matériau transporté. Des dispositions d’urbanisme peuvent être préconisées en conséquence.
La commune est en outre située en aval des barrages de Matemale et de Puyvalador, deux ouvrages de classe A, situés dans le département des Pyrénées-Orientales. À ce titre elle est susceptible d’être touchée par l’onde de submersion consécutive à la rupture d'un de ces ouvrages.

## Toponymie
Le nom de la localité est attesté sous la forme Carcasso au Ier siècle av. J.-C. (César), Carcaso au IIe siècle. Pline l'Ancien cite ce nom, plus précisément dans l'expression Carcaso Volcarum Tectosage.
Peut-être du pré-indo-européen *kar « pierre » et de *kass, possible mot gaulois de sens obscur qui constitue le radical du mot chêne : cass-anos, l'occitan languedocien casse « chêne pédonculé » en serait directement issu. Il est suivi du suffixe à la fois gaulois et latin -ona de sens vague.
En occitan le nom de la ville est directement dérivé de sa forme latine, ce qui donne Carcassona [karka'suno].

## Histoire
L'histoire de Carcassonne est directement liée à celle de la Cité. C'est en 1247 que la ville s'étend, avec la création de la ville basse ou bastide Saint Louis.
À plusieurs kilomètres au sud de la cité existent cinq vestiges plus ou moins conservés de châteaux médiévaux  (Termes, Aguilar, Quéribus, Peyrepertuse et Puilaurens), désignés comme les « cinq fils de Carcassonne ».

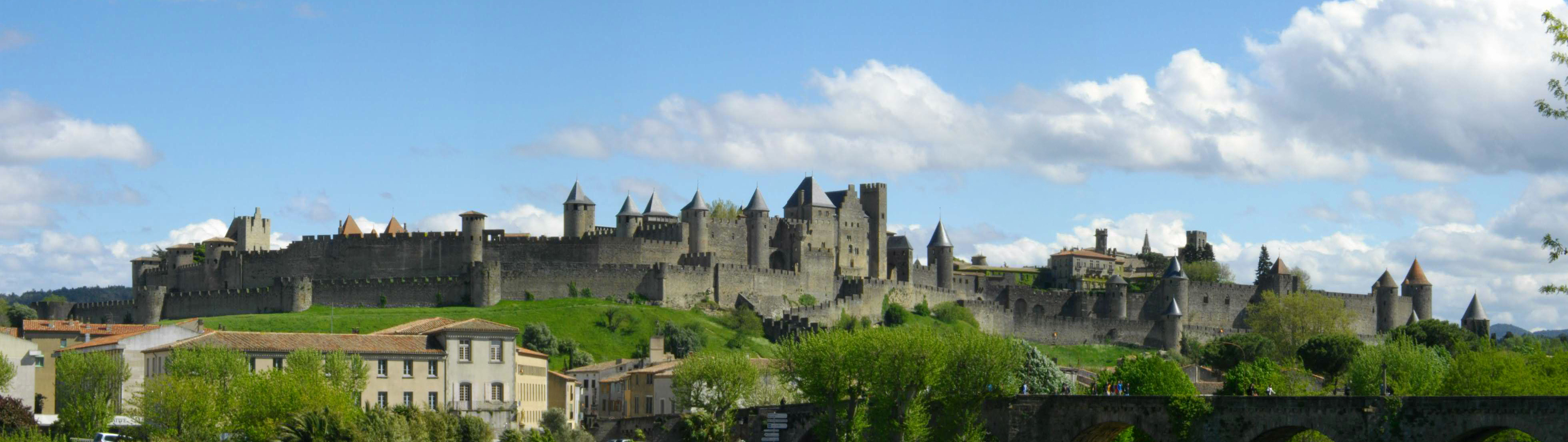
Cité de Carcassonne.

### Préhistoire et Antiquité

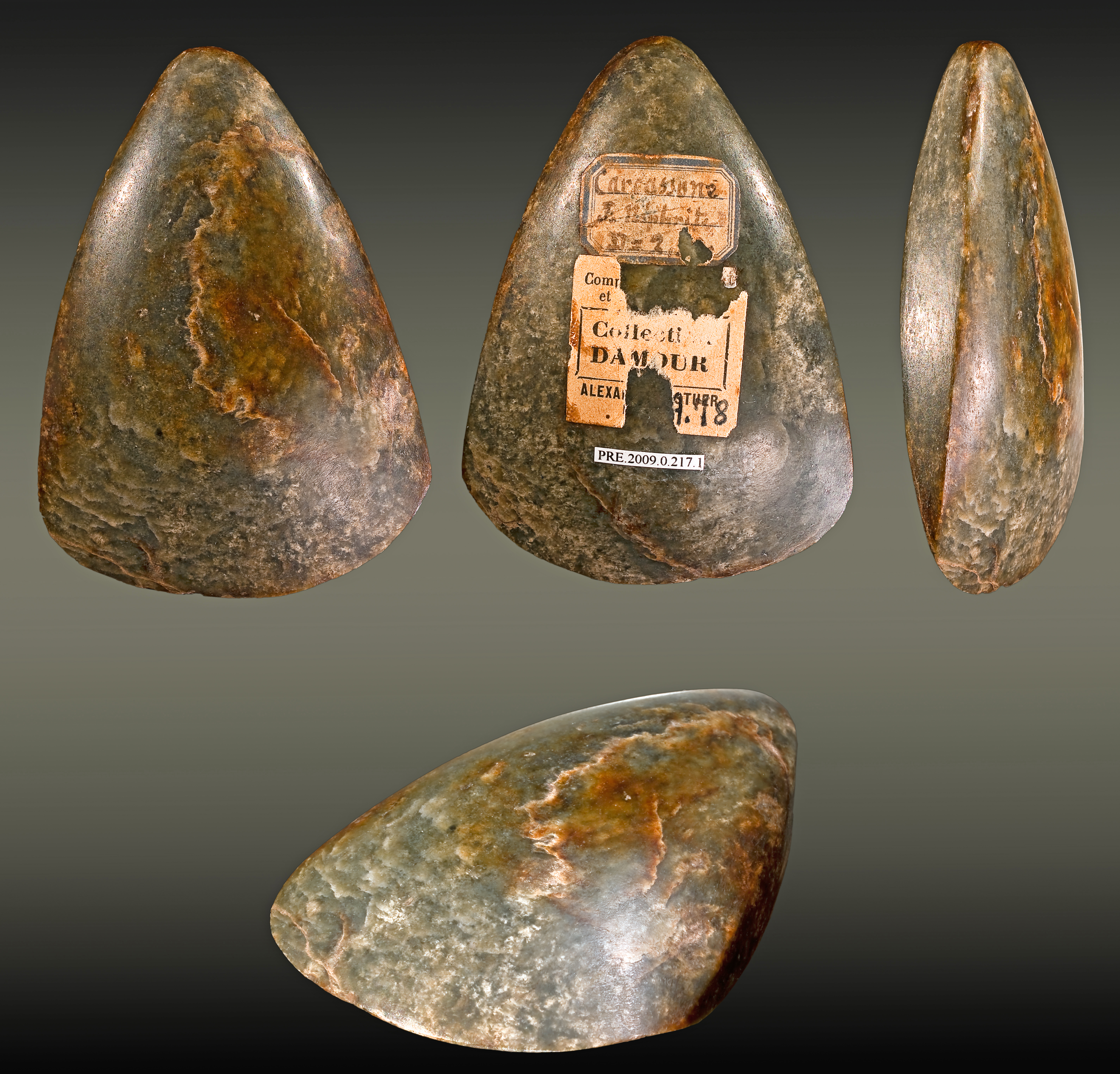
Hache polie néolithique en néphrite – Carcassonne – Muséum de Toulouse.

Au néolithique le site originel de Carcassonne se trouvait sur l'emplacement de l'actuel du Domaine d'Auriac, dit "Carsac", à environ deux kilomètres au sud de la cité médiévale. Vers le VIe siècle av. J.-C. ses habitants se sont déplacés sur l'éperon rocheux dominé par la cité médiévale, où ils ont bâti un oppidum,. Les activités commerciales et agricoles étaient florissantes. S'y échangeaient des objets parfois venus de loin : étrusques, grecs, carthaginois.
Pline l'Ancien est le premier à citer cette place très active située près du fleuve Atax (l'Aude), qu'il nomme Carcasum (officiellement Julia Carcaso) : 

« :.. Dans l'intérieur des terres, colonies : Arles de la sixième légion, Béziers de la septième, Orange de la seconde ; dans le territoire des Caveres, Valence, des Allobroges Vienne ; villes latines : Aix des Salluviens, Avignon des Cavares, Apta Julia des Vulgientes, Alabécé des Reies Apollinaires, Alba des Helves, Augusta des Tricastins, Anatilia, Aeria, Bormanni, Comacina, Cabellio, Carcasum des Volces Tectosages, Cessero, Carpentoracte des Mémines, Ies Caenicendes, les Cambolectres, surnommés Atlantiques, Forum Voconii, Glanum Livii. »

Au IIIe siècle av. J.-C., le lieu passe sous domination des  Volques Tectosages.
En 118 av. J.-C., lors de la création de la ville portuaire de Narbonne (Colonia Narbo Martius), la région passe sous domination romaine. En 70 av. J.-C. elle devient province romaine.
À partir de 14 apr. J.-C., la Via Aquitania relie Narbonne (Narbo Martius) à Bordeaux (Burdigala) en passant par Carcassonne. À cette époque l'oppidum n'existe plus, une ville gallo-romaine ouverte avec plan en damier a remplacé les constructions antérieures. Les habitations s'étendent dans la plaine.
Entre 234 et 285 l'Empire romain traverse une crise avec anarchie militaire, ce dont profitent les « Barbares » qui lancent de profonds raids de pillage en Gaule. Une enceinte de plus d'un kilomètre comprenant plus de trente tours défensives est édifiée.
L'Anonyme de Bordeaux mentionne la ville en 333 sous le nom de Castellum Carcasonne.

### Périodes wisigothiques et musulmanes
Les Wisigoths s’installent dans la région au début du Ve siècle. De 507 à 509, les Francs combattent les Wisigoths (ariens et considérés comme hérétiques), et font la conquête d'une grande partie du royaume de Toulouse. Les Wisigoths parviennent cependant à conserver Carcassonne qui restera longtemps convoitée par les Francs. En 587, une armée franque dirigée par Didier de Toulouse tente de prendre la ville : elle est repoussée et Didier meurt sous ses murs. Deux années plus tard, une autre armée est écrasée dans la région (5 000 tués, 2 000 prisonniers).
En 533 fut créé le diocèse de Carcassonne et Narbonne. Le roi wisigoth Récarède Ier se convertit au catholicisme en 589, et les relations entre Wisigoths et Francs s'adoucissent alors.
En 711, les musulmans débarquent au Rocher de Gibraltar, conquièrent une grande partie de la péninsule Ibérique en quelques années, puis franchissent les Pyrénées en 719 et font la conquête de la Septimanie qui appartenait toujours au royaume wisigoth de Tolède ; le wali (gouverneur) ’Anbasa ibn Suhaym al-Kalbi (en arabe : عنبسة بن سحيم الكلبي) fait le siège de Carcassonne en 725. La ville se soumet, est renommée Qarqshuna ; ses habitants sont contraints  de donner la moitié de leurs biens aux musulmans ; une garnison maure est installée. Pépin le Bref reprend la cité en 759, mais des raids de pillages désolent la région jusqu'au règne de Charlemagne.
Dans les écrits apparaissent les noms Carcasona ou Carcassione.

### Dame Carcas

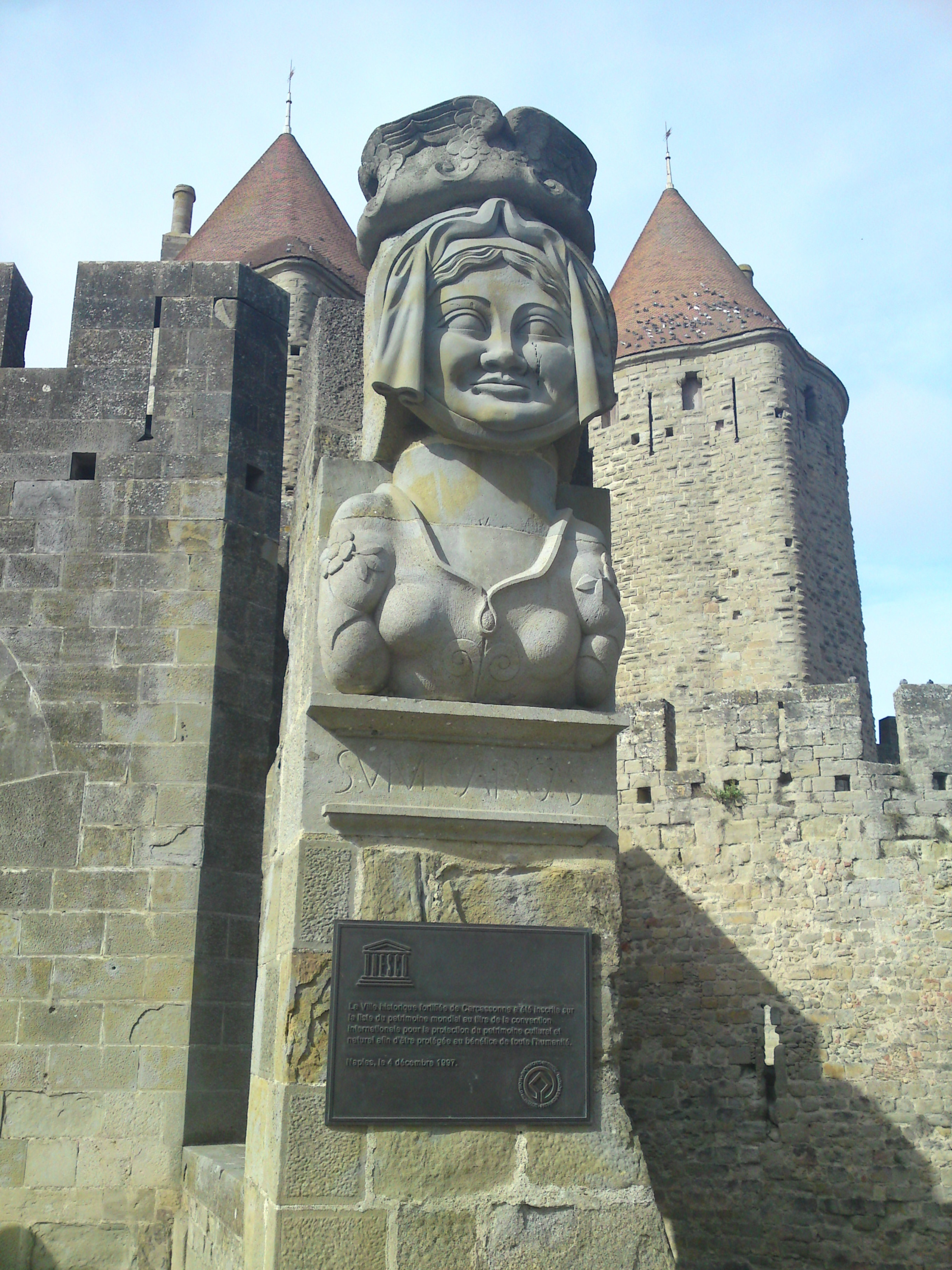
Dame Carcas accueille les touristes à l'entrée de la cité de Carcassonne.

Carcassonne entretient une légende totalement infondée, datant du XVIe siècle, selon laquelle le nom de la ville daterait du début du IXe siècle, au moment où elle aurait été sarrasine. Charlemagne en aurait fait le siège, mais la maîtresse des lieux, Dame Carcas, aurait fort résisté. Les assiégés étant au bord de la famine, il ne serait resté qu'une mesure de blé et un petit cochon dans la cité. Dame Carcas aurait eu l'idée de démoraliser ses adversaires : le porcelet aurait été engraissé puis projeté par-dessus les remparts, laissant penser que la ville avait encore beaucoup de nourriture. Charlemagne aurait alors fait lever le siège. À ce moment, dame Carcas aurait fait sonner les trompettes (ou les cloches des églises) et, Charlemagne revenant sur ses pas, la dame Carcas lui aurait proposé la paix. D'où l'expression « Carcas sonne ».

### Cathares et Croisade

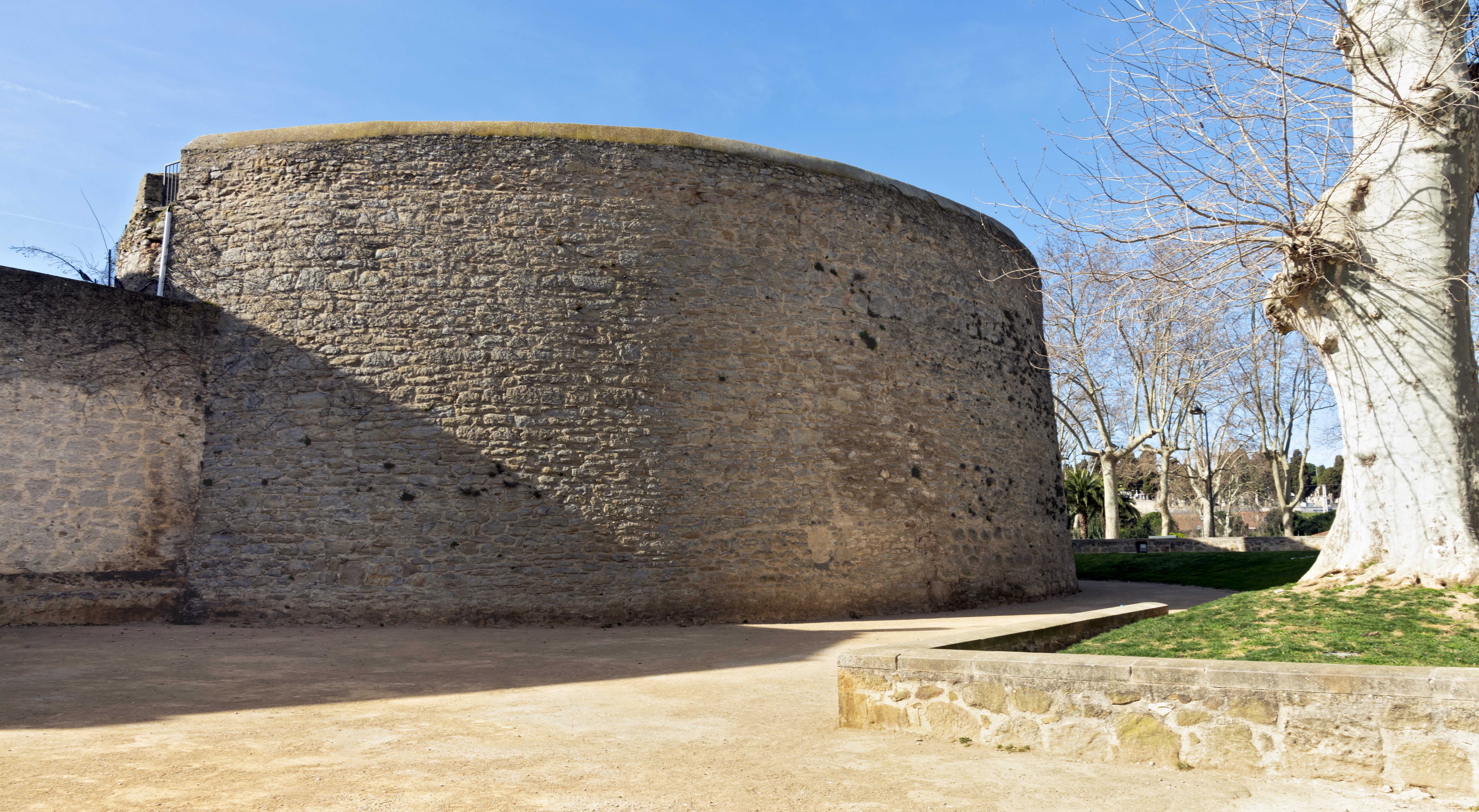
Rempart de la bastide Saint-Louis (le bastion Saint-Martial).

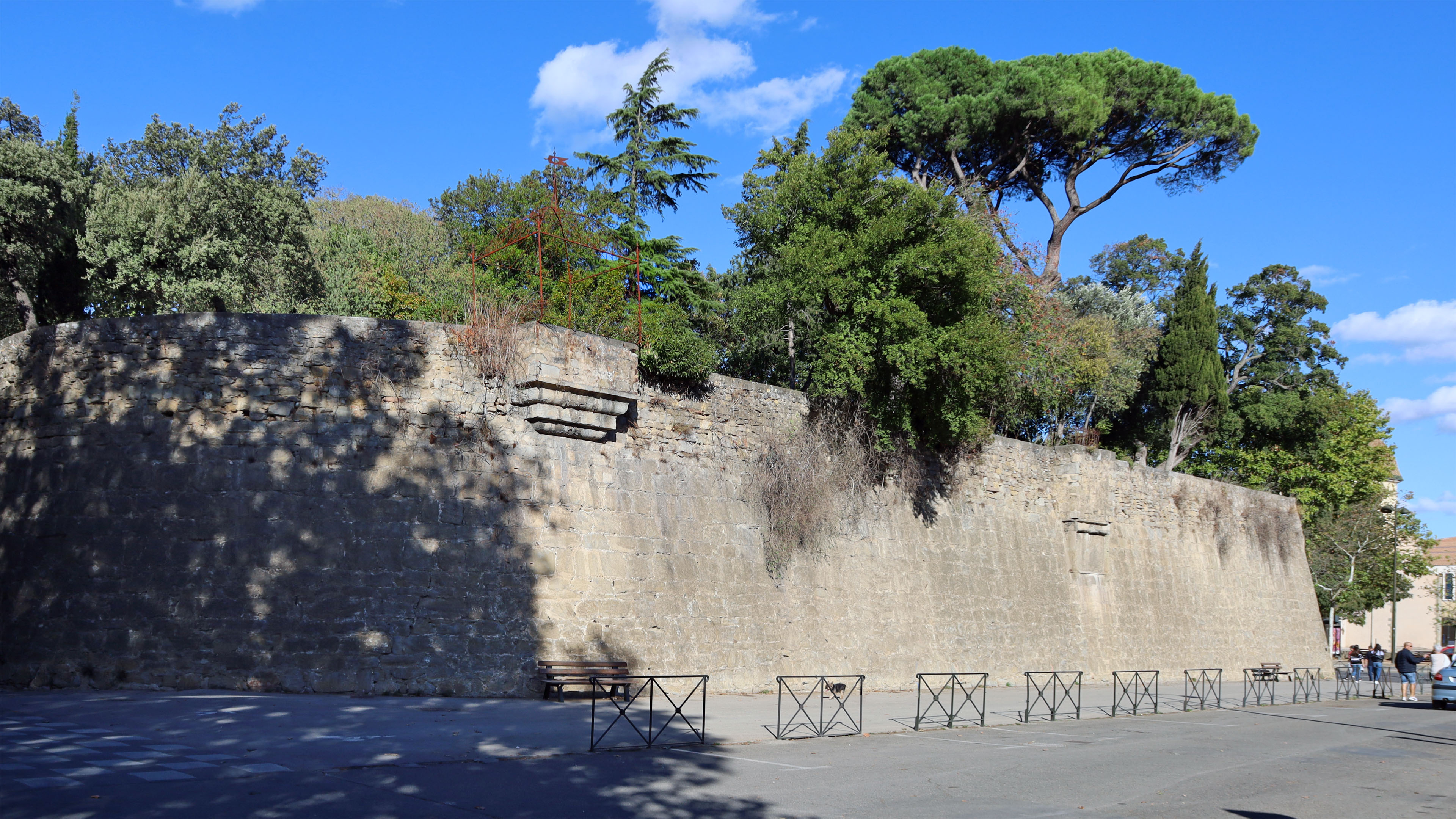
Rempart de la bastide Saint-Louis, bastion sud-est.

En 1067, Raimond-Bérenger Ier de Barcelone acquiert Carcassonne contre 4 000 mancus d'or versés aux descendants du dernier comte en exercice de la ville, Roger III. Mais Raymond-Bernard Trencavel, beau-fils de ce dernier, réussit à prendre le contrôle de la cité. S'ensuivent plusieurs années de guerres amplifiées par le fait qu'une révolte des habitants chasse Raymond-Bernard (il est obligé de reprendre la ville avec l'aide du comte de Toulouse), et parce qu'un autre prétendant au pouvoir de la cité se manifeste, Roger II de Foix. Trencavel meurt en 1074, sa femme Ermengarde est reconnue vicomtesse en 1082.
Le palais comtal fortifié est construit à l'intérieur des murs de la cité vers 1130, par hantise d'une nouvelle révolte.
À la fin du XIIe siècle le  catharisme atteint Carcassonne et y fera beaucoup d'adeptes, les cathares étant protégés par le vicomte Raimond-Roger Trencavel. Après l'assassinat du légat apostolique Pierre de Castelnau en janvier 1208, la ville et toute sa région sont déclarées terres d’hérésies par le pape Innocent III, et en conséquence subissent la Croisade des albigeois, dirigée par Arnaud Amaury.
L'armée croisée met le siège devant Carcassonne : deux bourgs situés près des remparts tombent rapidement et sont brûlés. L'enceinte de la cité résiste à l'assaillant, mais c'est la sécheresse et la soif qui font capituler la ville au bout de deux semaines, le 15 août 1209 : il fait très chaud cette année-là, les puits sont à sec. Il faut aller chercher de l'eau en dehors de l'enceinte, en bas de la colline, directement dans l'Aude, mais Trencavel ne prend aucune disposition pour en défendre l'accès et les habitants sont empêchés par les croisés d'aller y puiser. La ville capitule alors : Trancavel est jeté dans un cachot du palais  comtal où il meurt rapidement de dysenterie ; ses terres sont attribuées à Simon IV de Montfort (plus tard son fils les donnera au roi de France, qui les intégrera au domaine royal en 1224. Des sénéchaux royaux seront alors installés dans tout le Languedoc). Les habitants doivent quitter la ville, n'emportant que les vêtements qu'ils portent ; la cité devient zone militaire, mais reste un centre religieux grâce à la cathédrale Saint-Nazaire.
Le palais comtal est alors  transformé en forteresse, l'enceinte de la ville est doublée et renforcée jusqu'à la fin du XIIIe siècle.
Le 17 septembre 1240, Raimond II Trencavel assiège la cité, les combats dureront jusqu'au 11 octobre et l'arrivée d'une armée royale de secours.
Saint Dominique a passé tout le carême de 1213 à prêcher à Carcassonne. Un tribunal d'Inquisition y est installé en 1234.

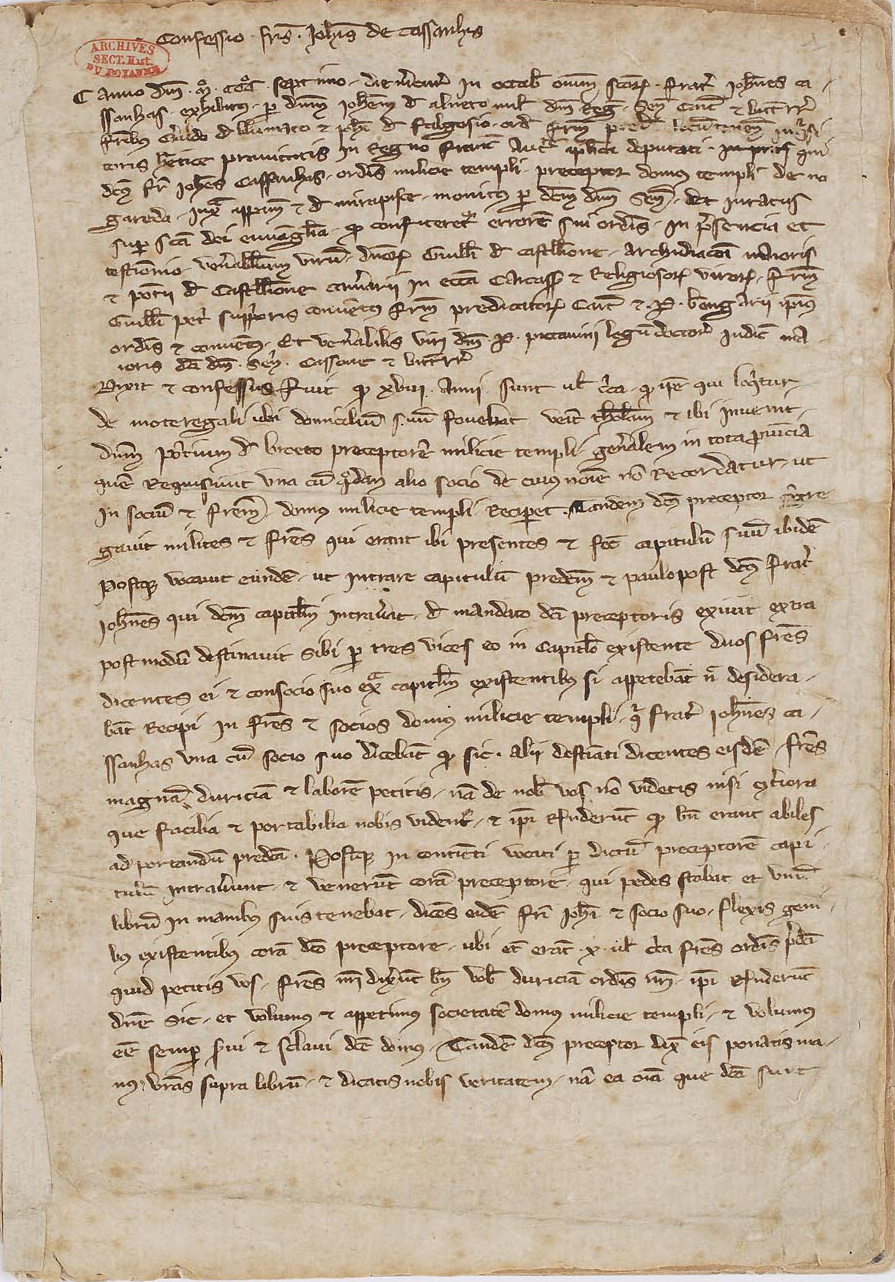
Interrogatoire des templiers de la sénéchaussée de Carcassonne, 13 novembre 1307. Archives nationales de France.

L'expulsion des habitants de la cité fortifiée est un acte majeur de l'histoire de Carcassonne, car ils   s'établissent sur l'autre rive du fleuve, où Louis IX crée « la ville basse » ou « bastide Saint Louis ». Cette colonie rurale aux rues en damier, fut entouré de murs au XIVe siècle. Progressivement elle prospère économiquement et acquiert un rayonnement politique.
Peu après cette époque la Cité dans son ensemble incluant désormais le bourg Saint-Vincent situé au Nord et le bourg Saint-Michel situé au sud de la porte Narbonnaise devient riche et sa population globale est comprise entre 3 000 à 4 000 personnes en incluant les habitants des deux bourgs qui se sont édifiés sous ses murailles. La ville s'est dotée en 1192 d'un consulat, composé de notables et de bourgeois dont les noms nous sont parvenus à partir de 1294 par la liste des consuls qui a été tenue sur plusieurs siècles. Ils sont jusqu'à six, chargés d'administrer la ville qui en 1229 s'est en outre dotée d'une charte coutumière.

### Fin du Moyen Âge
Au XIVe siècle, Carcassonne  est le premier centre de production textile du royaume, dont la matière première utilisée est la laine. Elle provient des élevages de la Montagne Noire et des Corbières. Les productions étaient exportées vers Constantinople ou encore Alexandrie.
En 1348 s'abat une épidémie de peste, récurrente jusqu'au siècle suivant.
En 1355 le prince Noir dévaste par le feu la bastide sans chercher à conquérir la Cité. Elle est reconstruite (moitié moins grande) et fortifiée en 1359.
Louis XI confirme les privilèges de Carcassonne en mars 1462,,.

### DuXVIeauXVIIIesiècle

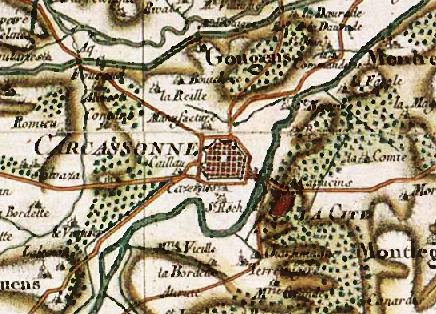
Carcassonne vers 1780 (carte de Cassini) avec la bastide et la cité.

Jusqu’à la signature en 1659 du traité des Pyrénées, la Cité conserve son rôle militaire à la frontière entre la France et l’Aragon.
Le XVIe siècle est déchiré par les guerres de Religion : la ville basse  soutient les protestants, la ville haute reste catholique. Des échauffourées ont lieu entre les deux sites jusqu'à l'édit de Nantes.
Charles IX passe dans la ville lors de son « Grand tour de France » (1564-1566), accompagné de Grands du royaume : son frère le duc d’Anjou, Henri de Navarre, les cardinaux de Bourbon et de Lorraine.
Un passage de l'Histoire générale de Languedoc de Dom Vaissète offre un intéressant compte rendu de la réunion des États de Languedoc de 1569 qui se tint dans le grand réfectoire des Augustins de la ville basse, sous la présidence d'Antoine II de Dax, évêque d'Alet (1565-† 1579).
La Cité perd de son importance avec le transfert de nombreuses institutions à la ville basse croissante. La richesse due au commerce drapier permet d'embellir cette dernière. La manufacture de draps des Saptes est créée en 1667 par Colbert pour poursuivre l'œuvre des frères Saptes, originaires de Tuchan, qui concentrèrent en un même lieu toutes les opérations nécessaires à la fabrication des tissus. Des hôtels luxueux sont construits, l'eau est amenée jusqu'à la ville, les rues sont pavées et éclairées. Les remparts sont démolis au XVIIIe siècle, et le portail des Jacobins est construit à cette époque.
Malheureusement de nombreux problèmes causent la perte de cette mono-industrie. À la Révolution française, la ville est peu engagée et l'industrie drapière est concurrencée par les Anglais, provoquant des baisses de salaires importantes. Le 29 janvier 1790, le département de l'Aude est créé, et Carcassonne en devient le chef-lieu. Elle devient aussi chef-lieu de district. Mais les prix de la nourriture augmentent, la famine et le mécontentement populaire se font sentir.
Carcassonne absorbe Carcassonne-Cité entre 1795 et 1800.
Sous la Restauration l'activité est mécanisée et les salaires sont tirés vers le bas. La viticulture entre en concurrence, et la misère gagne la ville et ses derniers tisserands.

### DuXIXeauXXIesiècle

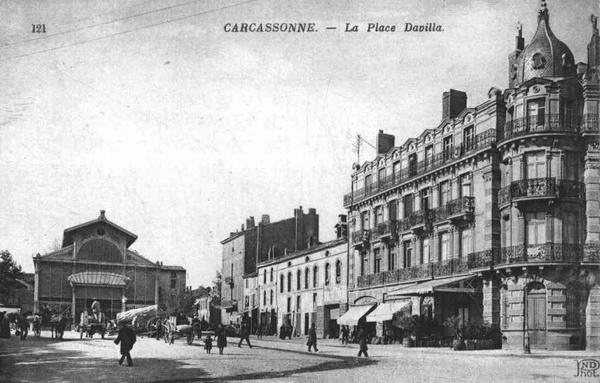
Place Davilla à Carcassonne.

Au XIXe siècle, un changement dans les mentalités intervient et une prise de conscience pour les monuments historiques s'annonce. On veut restaurer et valoriser le patrimoine français. La Cité, complètement ruinée et miséreuse, reçoit le soutien d’érudits audois et carcassonnais tel Jean-Pierre Cros-Mayrevieille soutenu par Prosper Mérimée, inspecteur des monuments historiques. Les premiers travaux de restauration portent sur la basilique Saint-Nazaire.

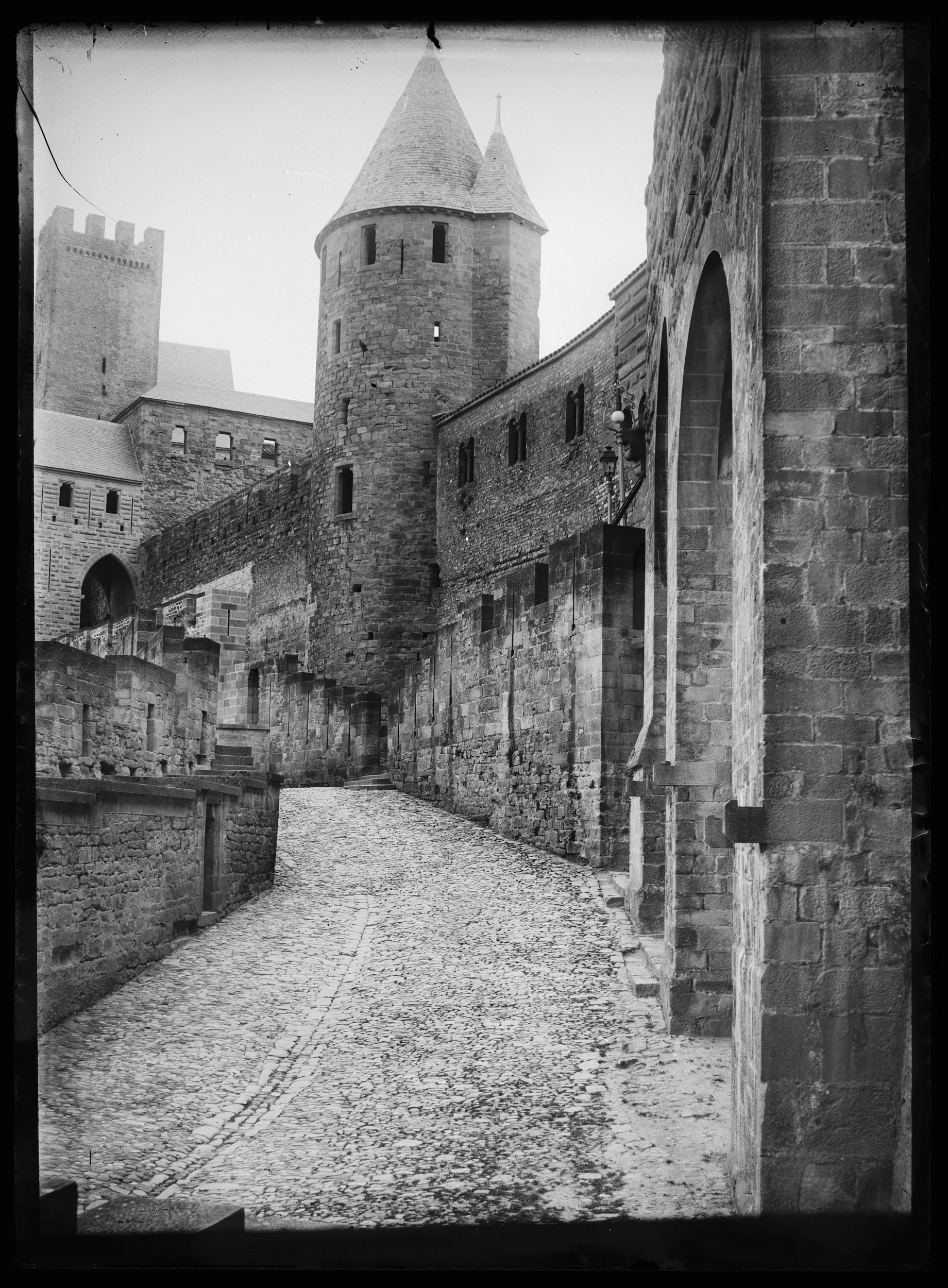
Vue de l'intérieur de la cité médiévale de Carcassonne entre 1900 et 1915. Négatif sur verre par Charles Géniaux.

De nombreuses expropriations ont ensuite lieu, supprimant la totalité de l’habitat construit dans les lices (espace intermédiaire délimité par les deux remparts) et excluant une partie de la population de la Cité. Il faut ensuite un demi-siècle de travaux pour restituer toute la grandeur du XIIIe siècle au plus grand ensemble de fortification du Moyen Âge d’Occident. L’architecte Viollet-le-Duc, spécialiste des restaurations en France, porta ce chantier avec réussite mais déclencha parfois une certaine polémique sur ses choix de restaurations et sur ses initiatives personnelles assez particulières. Il n'en demeure pas moins que la Cité de Carcassonne est globalement très bien restaurée, la restauration portant sur seulement 15 % du bâti (crénelages, toitures).
En 1907, les vignerons carcassonnais participent à la Révolte des vignerons pour dénoncer les problèmes qui affectent la viticulture du Languedoc. La fraude récurrente de certains producteurs, la surproduction, le mildiou et la concurrence provoquent leur colère et ils demandent à l'État, qui dans un premier temps ne réagit pas, de mettre en place une réglementation sur les productions viticoles. Carcassonne rejoint en septembre 1907 la Confédération générale de vignerons du Midi (CGV), la première union syndicale.

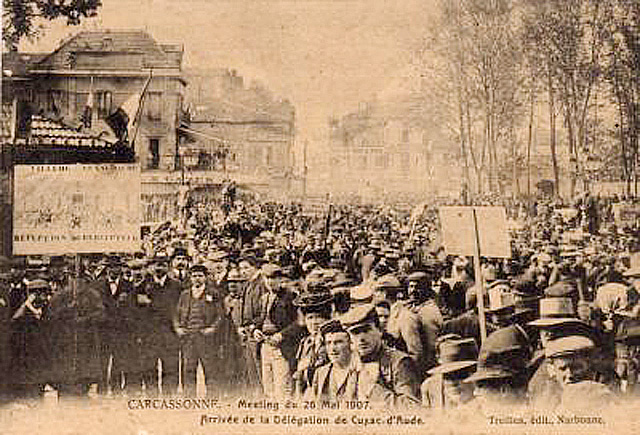
Arrivée d'une délégation accueillie par une pancarte Bienvenu aux sacrifiés, le 26 mai 1907.
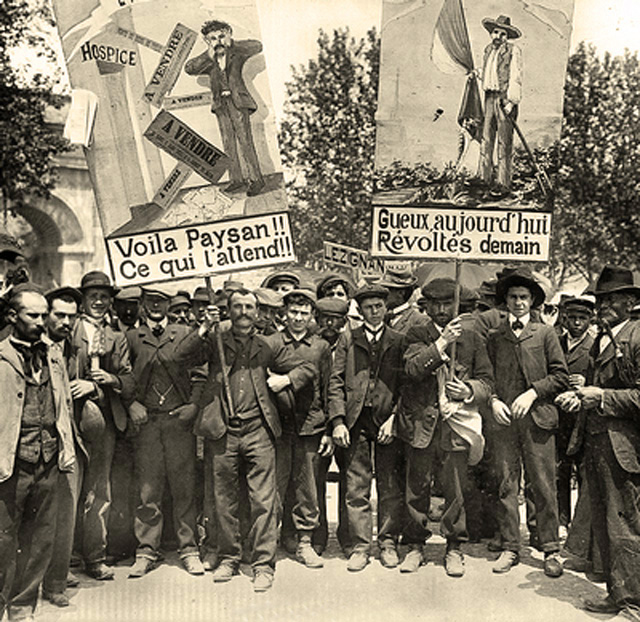
Les slogans de la manifestation de Carcassonne.
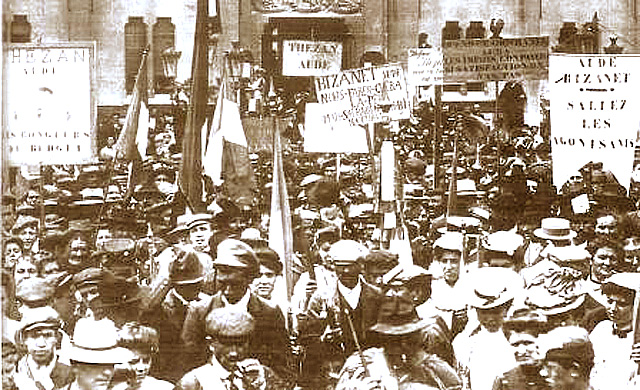
Les manifestants de Carcassonne rassemblés par villages.

#### La Seconde Guerre mondiale
Après l'armistice du 22 juin 1940, le Parlement est convoqué en congrès à l'opéra de Vichy le 10 juillet. Parmi les parlementaires audois, seuls deux font partie des 80 refusant de voter en faveur des pleins pouvoirs au maréchal Philippe Pétain : Léon Blum et Henri Gout. Ils en subiront plus tard les conséquences. Au mois de février 1941, Albert Tomey, maire de Carcassonne démocratiquement élu, est destitué par Pétain et remplacé par Jules Jourdanne. Le boulevard Jean Jaurès est débaptisé par décision municipale ; il portera le nom du maréchal Pétain.
Le 14 juillet 1942, une manifestation clandestine en faveur de la République réunit plus de 2000 personnes à la statue de Armand Barbès. Les meneurs seront arrêtés dans les semaines qui suivront, mis en prison ou en résidence surveillée. Parmi eux, des membres du mouvement Combat. Ce sont les prémices de la future action résistante. Les Allemands occupent Carcassonne le 11 novembre 1942, en réponse au débarquement des alliés en Afrique du Nord. Ils réquisitionnent de nombreux hôtels, les casernes et les immeubles bourgeois pour les militaires. L'aérodrome de Salvaza passe entre les mains de la Luftwaffe. En février 1943, la section audoise de la  Milice française est créée au théâtre municipal. La police allemande (SIPO-SD) s'installe dans une villa, 67 route de Toulouse.
En mai 1944, la cité de Carcassonne est occupée par les troupes allemandes qui utilisent le château comtal comme réserve de munitions et d'explosifs. Les habitants sont expulsés de la Cité. Joë Bousquet, commandeur de la Légion d'honneur, s'indigne de cette occupation et demande par lettre au préfet la libération de la Cité, considérée par tous les pays comme une œuvre d'art qu'il faut respecter et laisser libre.
Le 29 juillet 1944, Jean Bringer (chef des FFI de l'Aude) est arrêté dans la clinique du docteur Delteil. Le lendemain, c'est le tour d'Aimé Ramond. Ces deux responsables de la Résistance sont internés à la maison d'arrêt.

#### La Libération

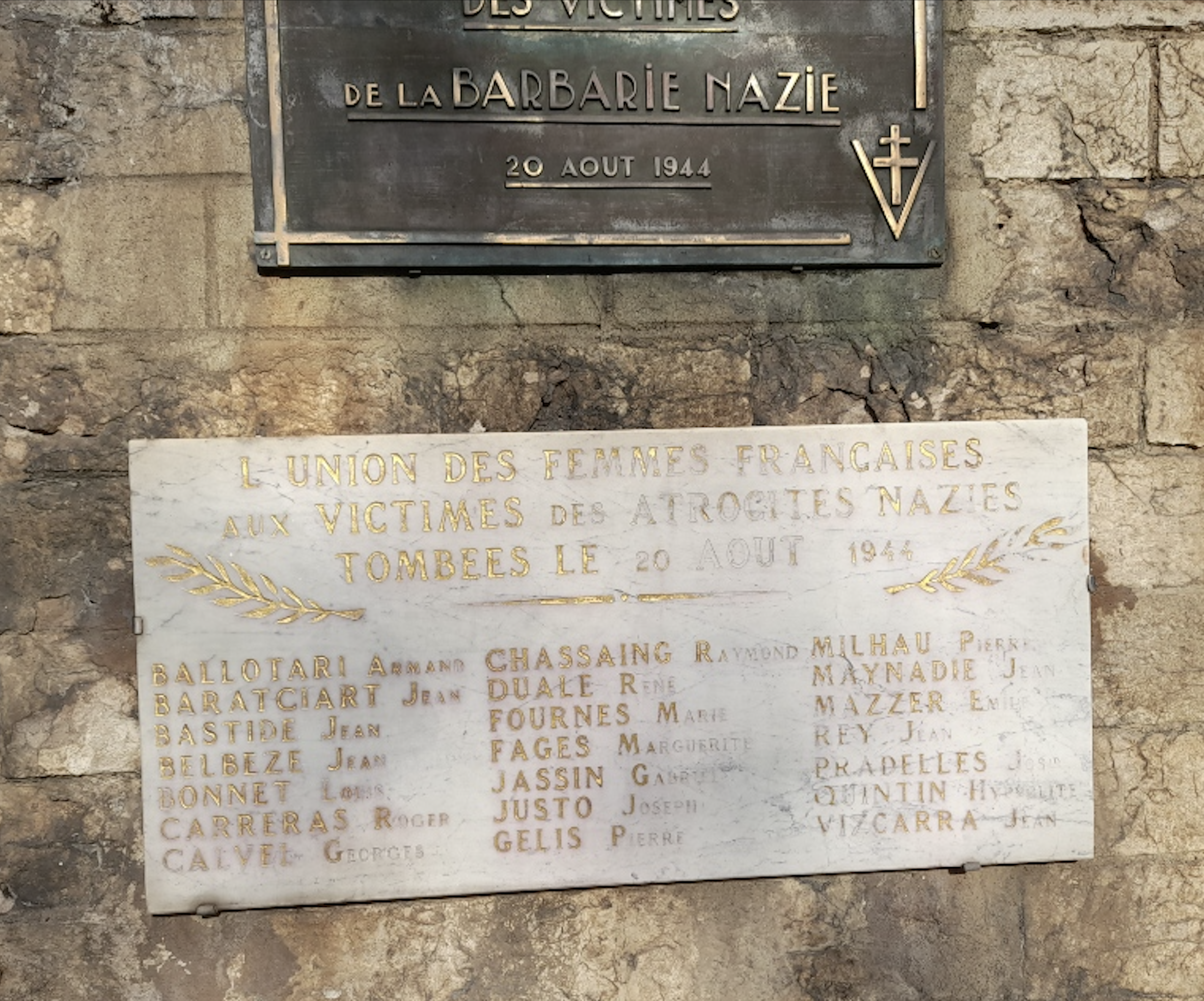
Plaque en hommage aux 26 victimes fusillées par les nazis le 20 août 1944, au Quai Riquet à Carcassonne.

Le 19 août 1944, alors que les Allemands s'apprêtent à quitter la ville, quinze résistants sont amenés au domaine de Baudrigue dans la commune de Roullens. D'abord passés par les armes, les corps de ces martyrs disparaissent dans l'explosion des dépôts de munitions de la clairière du parc du domaine. La déflagration a causé d'énormes dégâts ; elle a été ressentie à des kilomètres. Le 21 août, une unité de la 11e panzer traverse Carcassonne. Pour une raison encore indéterminée, elle fait halte au Quai Riquet près de la gare. Après avoir tiré sur des passants, elle rassemble des otages qu'elle exécute sous le pont de chemin de fer. Le bilan des victimes s'établit au nombre de vingt-six.

#### Après-guerre
En avril 1996, Rémy Cazals organise le colloque de Carcassonne sur la Première Guerre mondiale, qui permit de publier Traces de 14-18 et de faire avancer l'historiographie de la Première Guerre mondiale.
En 1997, la Cité de Carcassonne atteint la consécration en obtenant son classement sur la liste des sites au patrimoine mondial de l'Unesco, et la ville basse de Carcassonne, « la Bastide Saint-Louis », est classée secteur sauvegardé. Avec en moyenne 1,9 million de touristes depuis 2012, la cité est un haut lieu touristique.
Le 6 novembre 2003 eut lieu à Carcassonne, dans l'hôtel de la Cité, le 16e sommet franco-espagnol en présence de José María Aznar, chef du gouvernement espagnol, de Jacques Chirac, président de la République et de treize ministres des deux pays.
Le 29 juin 2008 pendant les journées « portes ouvertes » à Carcassonne du 3e régiment de parachutistes d'infanterie de marine (3e RPIMa), à la suite d'une erreur d'approvisionnement de tir (balles réelles au lieu de balles à blanc), un accident provoque des blessures graves sur 17 personnes dans le public. Cette affaire, devenue nationale après la visite sur place du président de la République, Nicolas Sarkozy, accompagné de son ministre de la Défense, entraîna la démission du chef d'état-major des armées.
Le 23 mars 2018, la ville est le théâtre d'un attentat djihadiste revendiquée par le groupe État islamique. À 10 h 15, Redouane Lakdime, un Franco-Marocain âgé de 25 ans résidant à la cité Ozanam de Carcassonne, vole une voiture, tue le passager et blesse le conducteur. Il se dirige vers une caserne militaire et tire sur quatre CRS qui revenaient de faire leur footing, blessant grièvement l'un d'entre eux à l'épaule. Il prend ensuite la direction de Trèbes et prend une cinquantaine de personnes en otage dans le Super U de la ville. Il tue deux personnes. Le lieutenant-colonel Arnaud Beltrame propose au terroriste de prendre la place d'une otage. Il sera grièvement touché par les tirs du terroriste et décèdera le lendemain. Le terroriste est abattu lorsque l'assaut est donné.

## Politique et administration

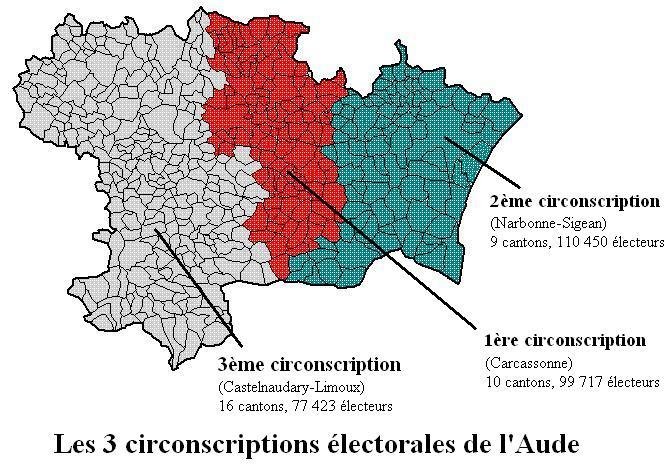
Circonscriptions de l'Aude.

Palais de justice de Carcassonne.

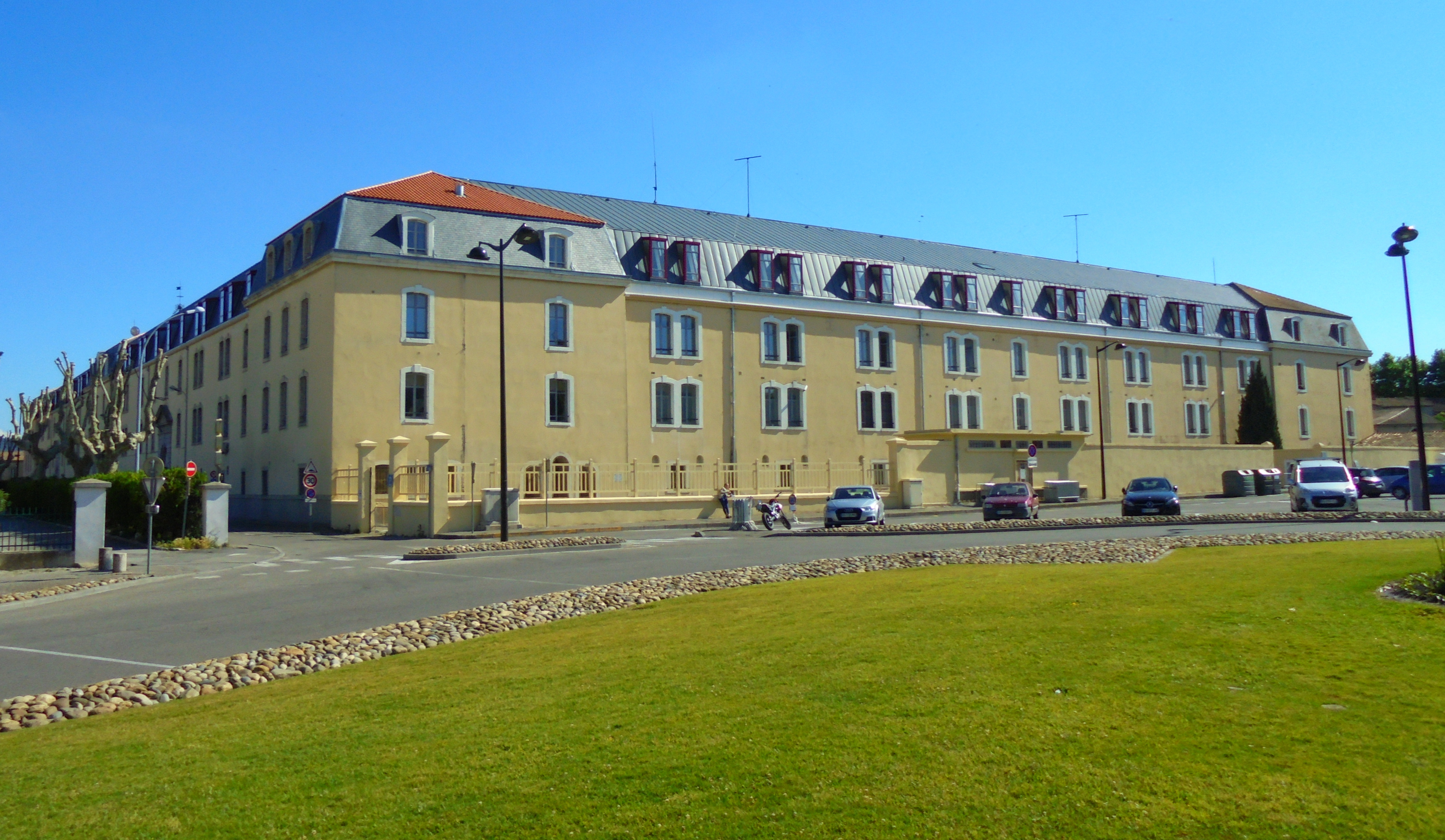
La caserne Laperrine à Carcassonne.

Jusqu'au redécoupage de 2014, Carcassonne était le chef-lieu de quatre cantons :
- le canton de Carcassonne-Centre est formé d'une partie de Carcassonne (12 124 habitants) ;
- le canton de Carcassonne-Est est formé d'une partie de Carcassonne et des communes de Berriac, Cavanac, Cazilhac, Couffoulens, Leuc, Mas-des-Cours et Palaja (21 022 habitants) ;
- le canton de Carcassonne-Nord est formé d'une partie de Carcassonne et de la commune de Pennautier (15 019 habitants) ;
- le canton de Carcassonne-Sud est formé d'une partie de Carcassonne (9 252 habitants).

Depuis les départementales de 2015, Carcassonne est le chef-lieu de trois cantons :
- le canton de Carcassonne-1 formé d'une partie de Carcassonne (15 023 habitants en 2013) ;
- le canton de Carcassonne-2 formé d'une partie de Carcassonne et des communes de Cavanac, Cazilhac, Couffoulens, Leuc, Mas-des-Cours, Palaja, Verzeille et Villefloure (20 792 habitants en 2013) ;
- le canton de Carcassonne-3 formé d'une partie de Carcassonne et des communes d'Alairac, Lavalette, Montclar, Preixan, Rouffiac-d'Aude et Roullens (21 594 habitants en 2013).

C'est aussi la préfecture du département de l'Aude dont les locaux sont hébergés dans un bâtiment de 1760 de style Louis XV. La ville fait aussi partie de la première circonscription de l'Aude qui contient 10 cantons et 99 717 électeurs.
Elle abrite plusieurs administrations et services publics sur son territoire : un bureau de poste (40, rue Jean-Bringer), un hôtel de police, une direction départementale des renseignements généraux, une compagnie républicaine de sécurité, un groupement de gendarmerie, un poste de douane présent à l'aéroport de Carcassonne-Salvaza, un centre des impôts ainsi qu'une caserne de sapeurs-pompiers. D'autres services publics sont disponibles comme un centre de sécurité sociale, une agence France Travail , un point d’accueil EDF-GDF et la caisse d'allocation familiale de l'Aude.
Carcassonne fait partie de la juridiction d’instance, de grande instance et de commerce de Carcassonne, ainsi que de la cour d'appel de Montpellier. La ville possède son propre palais de justice sur le boulevard jean Jaurès. De plus, l'armée est très bien implantée à Carcassonne avec des détachements de l'Armée de terre : le 3e régiment de parachutistes d'infanterie de marine (3e RPIMa) hébergé à la caserne Laperrine datant du XVIIIe siècle, une délégation militaire départementale de l'Aude et le centre d'information et de recrutement de l'Armée de terre.

### Administration municipale
Le conseil municipal est composé de quarante-trois membres, dont le maire et onze adjoints.De plus, un conseil municipal des enfants est formé de 44 élèves de classes de CM1 et CM2 de vingt-deux écoles.

### Tendances politiques et résultats

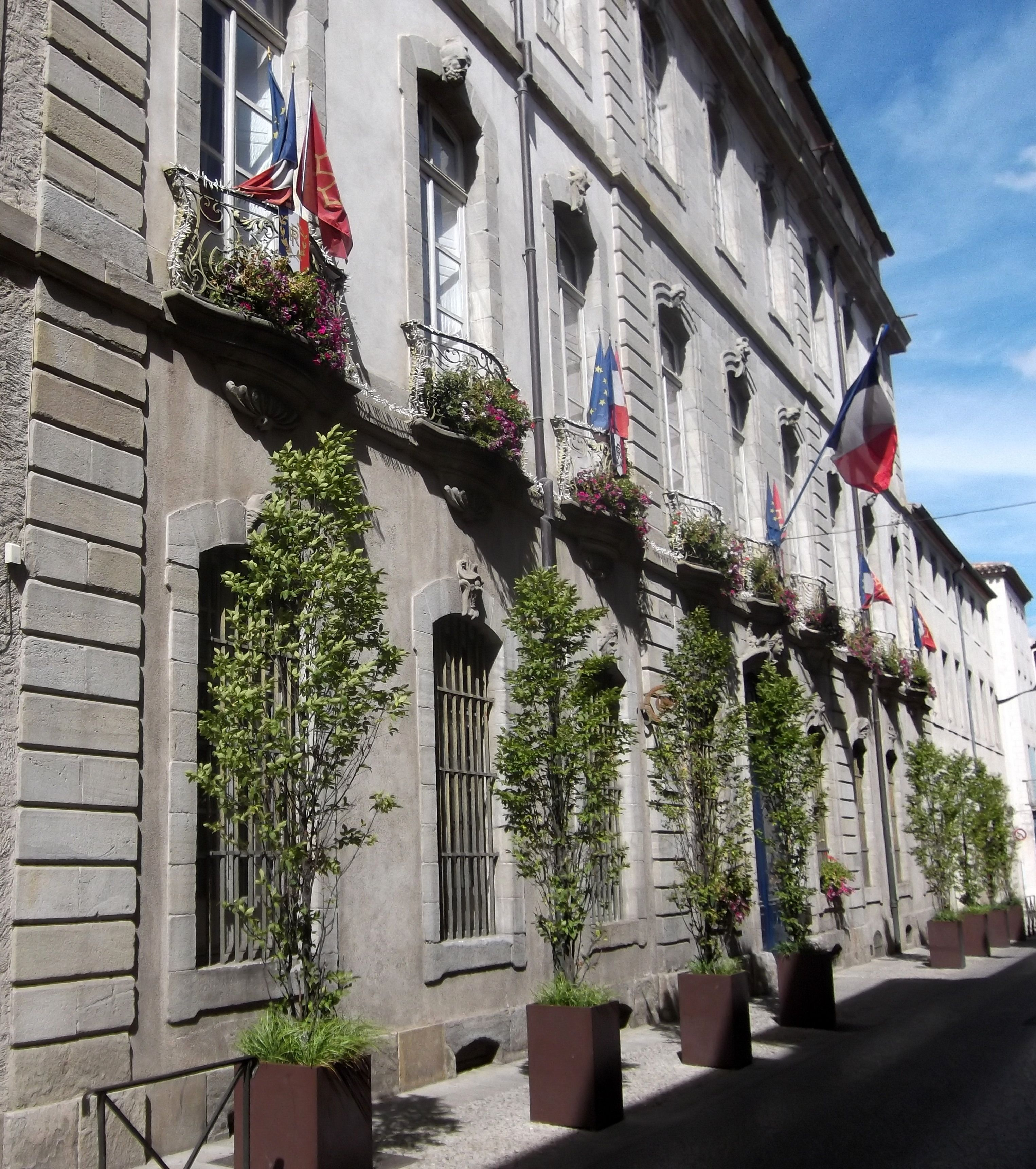
L'hôtel de Rolland, siège de l'hôtel de ville..

L'Hôtel de Rolland (XVIIIe siècle) abrite le bureau du maire et de ses adjoints, ainsi que de nombreux services administratifs de la mairie. Carcassonne fut une ville de gauche pendant une très longue période qui commença avec Jules Sauzède, radical-socialiste élu maire en 1896 et se termina en 1983 avec l'élection de Raymond Chesa (RPR). Pendant 87 ans se sont succédé des élus radicaux-socialistes, SFIO et PS. Une mésentente des candidats de gauche en 1983 entrainera un changement complet de couleur politique.
Au décès de Raymond Chesa en 2005, c'est Gérard Larrat (UMP) qui lui succède. Mais l'élection est invalidée en juin 2009 et c'est le socialiste Jean-Claude Perez qui est élu maire en septembre 2009. Lors du scrutin de 2014, Gérard Larrat retrouve son siège.
À l’élection présidentielle de 2002, le premier tour a vu arriver en tête Jean-Marie Le Pen avec 23,50 %, suivi de Lionel Jospin avec 20,15 %, puis de Jacques Chirac avec 17,93 % et enfin Jean-Pierre Chevènement avec 5,36 %, aucun autre candidat ne dépassant le seuil des 5 %. Au second tour, les électeurs ont voté à 77,15 % pour Jacques Chirac contre 22,85 % pour Jean-Marie Le Pen avec un taux d’abstention de 17,27 %, résultat assez proche des tendances nationales (respectivement 82,21 % et 17,79 % ; abstention 20,29 %) avec cependant cinq points supplémentaires pour Jean-Marie Le Pen.
Au référendum sur le traité constitutionnel pour l’Europe du 29 mai 2005, les Carcassonnais ont largement voté contre la Constitution européenne, avec 59,63 % de Non contre 40,37 % de Oui avec un taux d’abstention de 29,84 % (France entière : Non à 54,67 % ; Oui à 45,33 %). Ces chiffres sont assez conformes à la tendance départementale de l'Aude (Non à 64,62 % ; Oui à 35,38 %) mais légèrement supérieurs à la moyenne du département démontrant le caractère privilégié des habitants de la ville par rapport au reste du département rural, l'électorat ayant choisi le vote positif étant, selon les analystes politiques, le fait d'une population plus privilégiée économiquement et d'un plus haut niveau d'éducation.
À l’élection présidentielle de 2007, le premier tour a vu se démarquer en tête Ségolène Royal avec 31,13 %, suivi par Nicolas Sarkozy avec 29,60 %, François Bayrou avec 13,71 %, Jean-Marie Le Pen avec 13,33 %, puis Olivier Besancenot avec 3,75 %, et enfin Marie-George Buffet avec 2,29 %, aucun autre candidat ne dépassant le seuil des 2 %. Le second tour a vu arriver en tête Nicolas Sarkozy avec 50,30 % (résultat national : 53,06 %) contre 49,70 % pour Ségolène Royal (national : 46,94 %). La victoire au premier tour de la gauche à Carcassonne montre un retournement depuis plusieurs années de la dominance de la droite.
En mars 2008, le maire sortant Gérard Larrat (UMP) gagne l'élection de 56 voix face au député Jean-Claude Perez (PS) mais à la suite de nombreuses irrégularités dans le scrutin, cette victoire est contestée par la liste adverse. Le 29 mai 2009, en appel, le Conseil d'État prononce l'annulation des élections municipales. Au premier tour des nouvelles élections, le 6 septembre 2009, la liste de Jean-Claude Perez (PS) arrive en tête avec 45,9 % des voix, suivi par celle de Gérard Larrat (UMP) avec 39 % des voix. Le 13 septembre, la liste de Jean-Claude Perez remporte l'élection avec 54,03 % des suffrages, contre 45,96 % pour celle de Gérard Larrat (avec 36,71 % d'abstentionnistes).
En avril 2014, Gérard Larrat est élu maire, sous l'étiquette Divers droite. À la faveur d'une alliance avec la liste UMP d'Isabelle Chesa, sa liste l'emporte au deuxième tour avec 40,41 % des suffrages lors d'une  élection triangulaire qui l'oppose à celle du maire sortant PS Jean-Claude Perez (39,24 %) et celle du Front national Robert Morio (20,33 %).
Il est réélu le 28 juin 2020 avec 47,02 % des voix, face à la liste d'Union de la Gauche de Tamara Rivel (37,41 %) et celle du Rassemblement National conduite par Edgar Montagné (15,38 %).

### Liste des maires

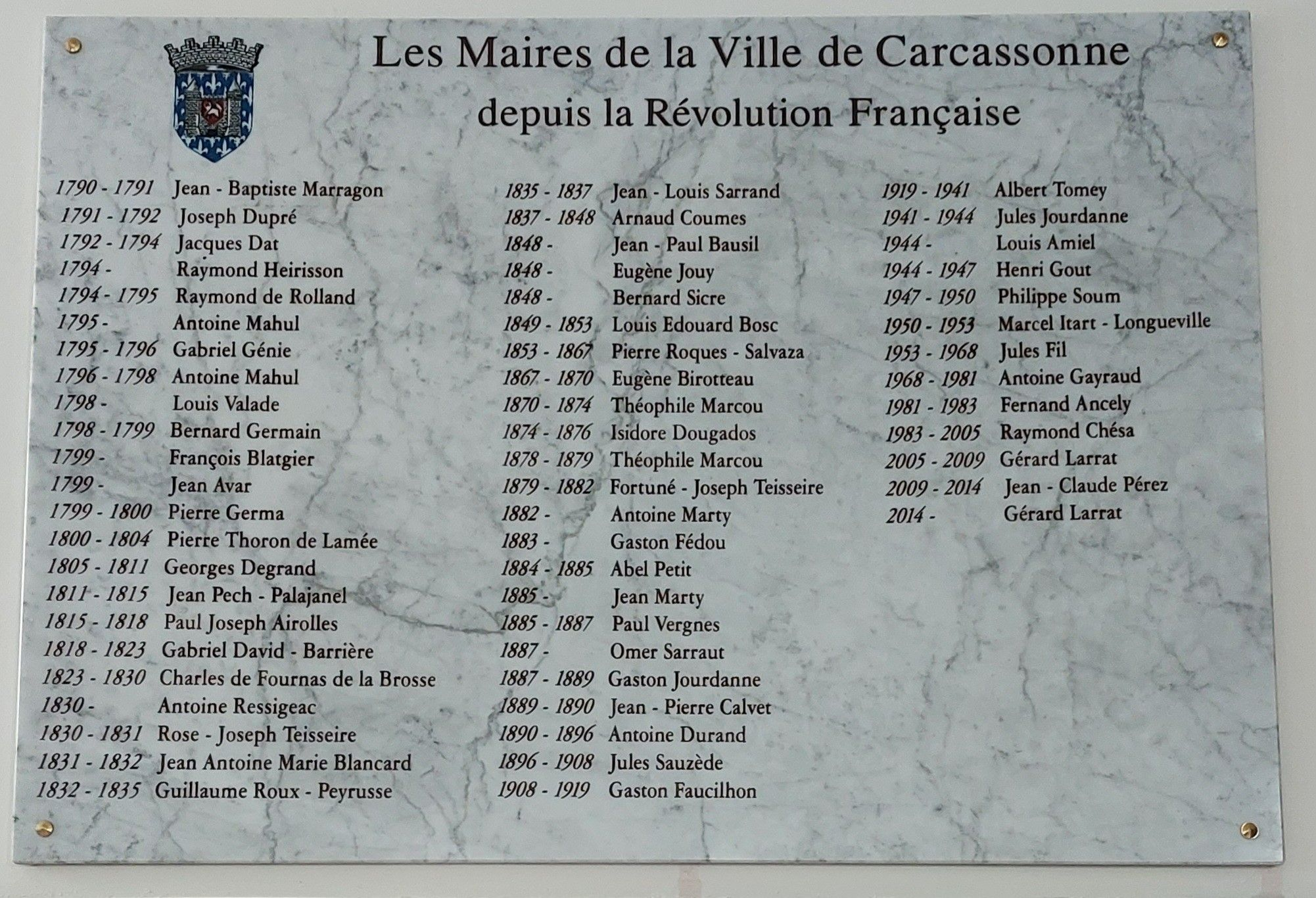
Plaque gravée de la liste des maires de Carcassonne visible dans l'ancienne mairie.

#### Récapitulatif de résultats électoraux récents
| Scrutin             | 1er tour | 1er tour | 1er tour | 1er tour | 1er tour | 1er tour | 1er tour | 1er tour | 1er tour | 1er tour | 1er tour | 1er tour | 2d tour     | 2d tour     | 2d tour     | 2d tour     | 2d tour     | 2d tour     | 2d tour     | 2d tour     | 2d tour     |
| Scrutin             | 1er      | 1er      | %        | 2e       | 2e       | %        | 3e       | 3e       | %        | 4e       | 4e       | %        | 1er         | 1er         | %           | 2e          | 2e          | %           | 3e          | 3e          | %           |
| ------------------- | -------- | -------- | -------- | -------- | -------- | -------- | -------- | -------- | -------- | -------- | -------- | -------- | ----------- | ----------- | ----------- | ----------- | ----------- | ----------- | ----------- | ----------- | ----------- |
| Municipales 2014    |          | PS       | 28,17    |          | FN       | 21,87    |          | DVD      | 18,89    |          | UMP      | 18,08    |             | DVD         | 40,41       |             | PS          | 39,24       |             | FN          | 20,33       |
| Européennes 2014    |          | FN       | 31,28    |          | UMP      | 18,38    |          | PS       | 16,74    |          | EELV     | 9,27     | Tour unique | Tour unique | Tour unique | Tour unique | Tour unique | Tour unique | Tour unique | Tour unique | Tour unique |
| Régionales 2015     |          | FN       | 36,94    |          | PS       | 24,58    |          | LR       | 17,08    |          | EELV     | 8,64     |             | PS-EELV     | 42,45       |             | FN          | 38,56       |             | LR          | 18,98       |
| Présidentielle 2017 |          | FN       | 25,07    |          | LFI      | 21,99    |          | EM       | 21,51    |          | LR       | 16,73    |             | EM          | 60,06       |             | FN          | 39,94       | Pas de 3e   | Pas de 3e   | Pas de 3e   |
| Européennes 2019    |          | RN       | 29,54    |          | LREM     | 18,93    |          | EELV     | 10,74    |          | PS-PP    | 8,87     | Tour unique | Tour unique | Tour unique | Tour unique | Tour unique | Tour unique | Tour unique | Tour unique | Tour unique |
| Régionales 2021     |          | PS       | 34,92    |          | RN       | 29,06    |          | LR       | 12,85    |          | LREM     | 7,77     |             | PS          | 52,75       |             | RN          | 30,11       |             | LR          | 17,13       |
| Présidentielle 2022 |          | RN       | 26,03    |          | LFI      | 23,80    |          | LREM     | 22,15    |          | REC      | 9,17     |             | LREM        | 52,54       |             | RN          | 47,46       | Pas de 3e   | Pas de 3e   | Pas de 3e   |

### Fiscalité

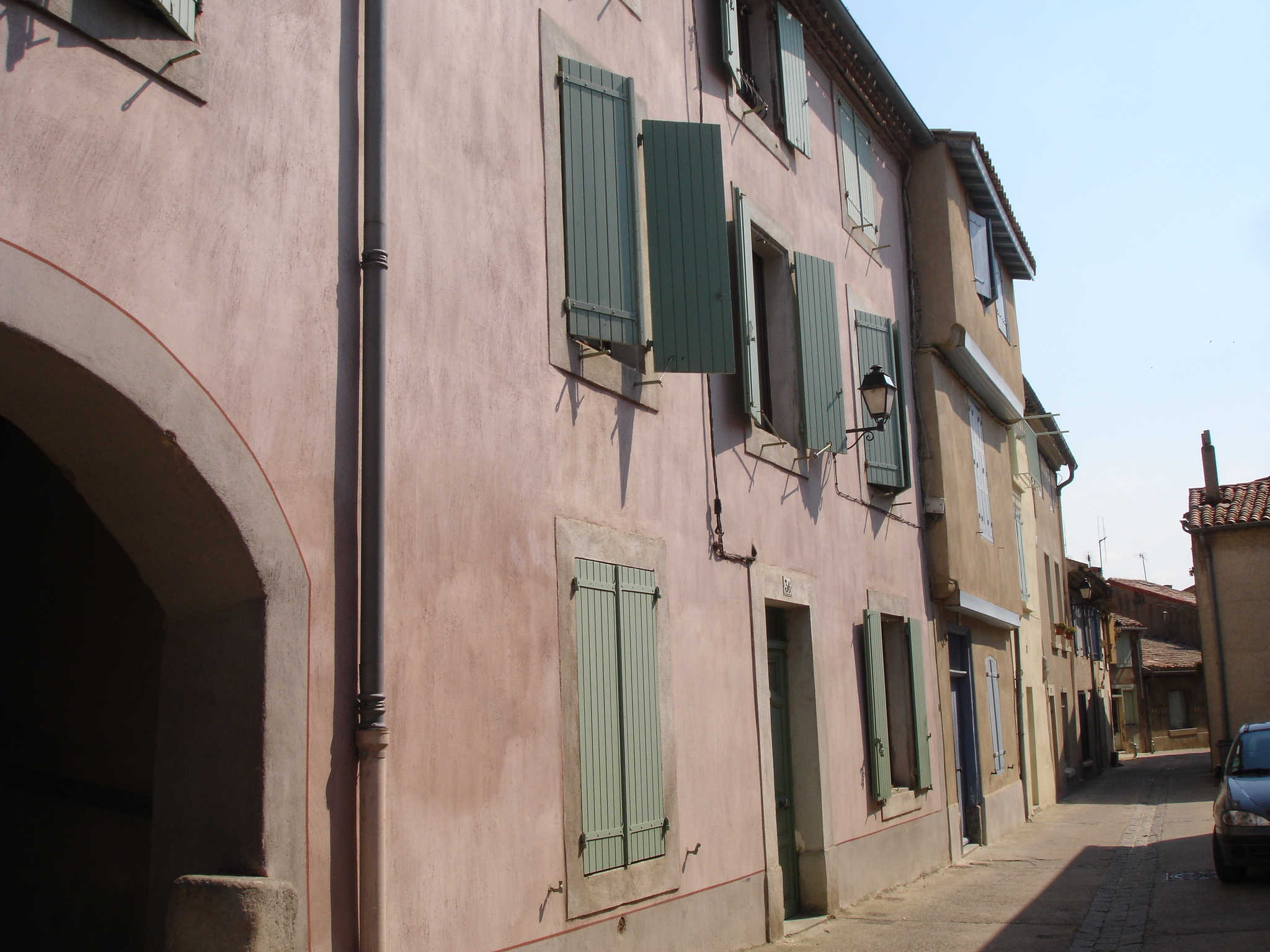
Habitations du quartier de la Trivalle.

Les quatre taxes de 2006 furent votées par le conseil municipal de Carcassonne pour des taux de : 15,23 % pour la taxe d'habitation, 39,82 % pour la taxe foncière bâti, 107,99 % pour la taxe foncière non bâti, et 21,33 % pour la taxe professionnelle (taux intercommunal). Les taux départementaux étaient respectivement la même année de 9,43 %, 21,17 %, 54,93 % et 14,68 %.
Cette fiscalité est très supérieure à la moyenne départementale pour les communes de population équivalente. Ces taux sont à titre de comparaison et respectivement 11,44 %, 28,63 %, 67,79 % et 14,37 % pour Narbonne. Narbonne est de taille équivalente à Carcassonne mais possède un dynamisme et une économie liée au tourisme et à des entreprises privées plus nombreuses.
Le taux de la fiscalité directe locale est de 15,23 % en 2006 ce qui est là aussi supérieur au taux départemental avec 9,43 %.
Le taux de la taxe d’habitation de 13,82 % en 2003 et 15,23 % 2006 comme les autres taxes est en augmentation constante depuis plusieurs années, contrairement à Narbonne qui a réussi à maintenir ces taux entre 2003 et 2006, notamment les taxes foncières et professionnelles qui n'ont pas bougé.
Enfin, la municipalité a dû supporter le poids de la dette Orta entre 1989 et 2009. Cette dette vient d'un projet de centre international de congrès financé par la municipalité lors du mandat de Raymond Chesa. La construction du site a été confiée au promoteur immobilier Orta, lequel s'est enfui avec le financement et la municipalité a été condamnée à rembourser l'argent emprunté. Cette dette est à l'origine d'une partie de l'augmentation des impôts locaux. Mais Carcassonne doit aussi rattraper son retard par rapport à Narbonne car elle a connu une période d'immobilisme durant laquelle aucun investissement n'avait été fait dans la commune. À la fin des années 2010, divers projets d'aménagement et d'infrastructures sont en cours.

### Sécurité

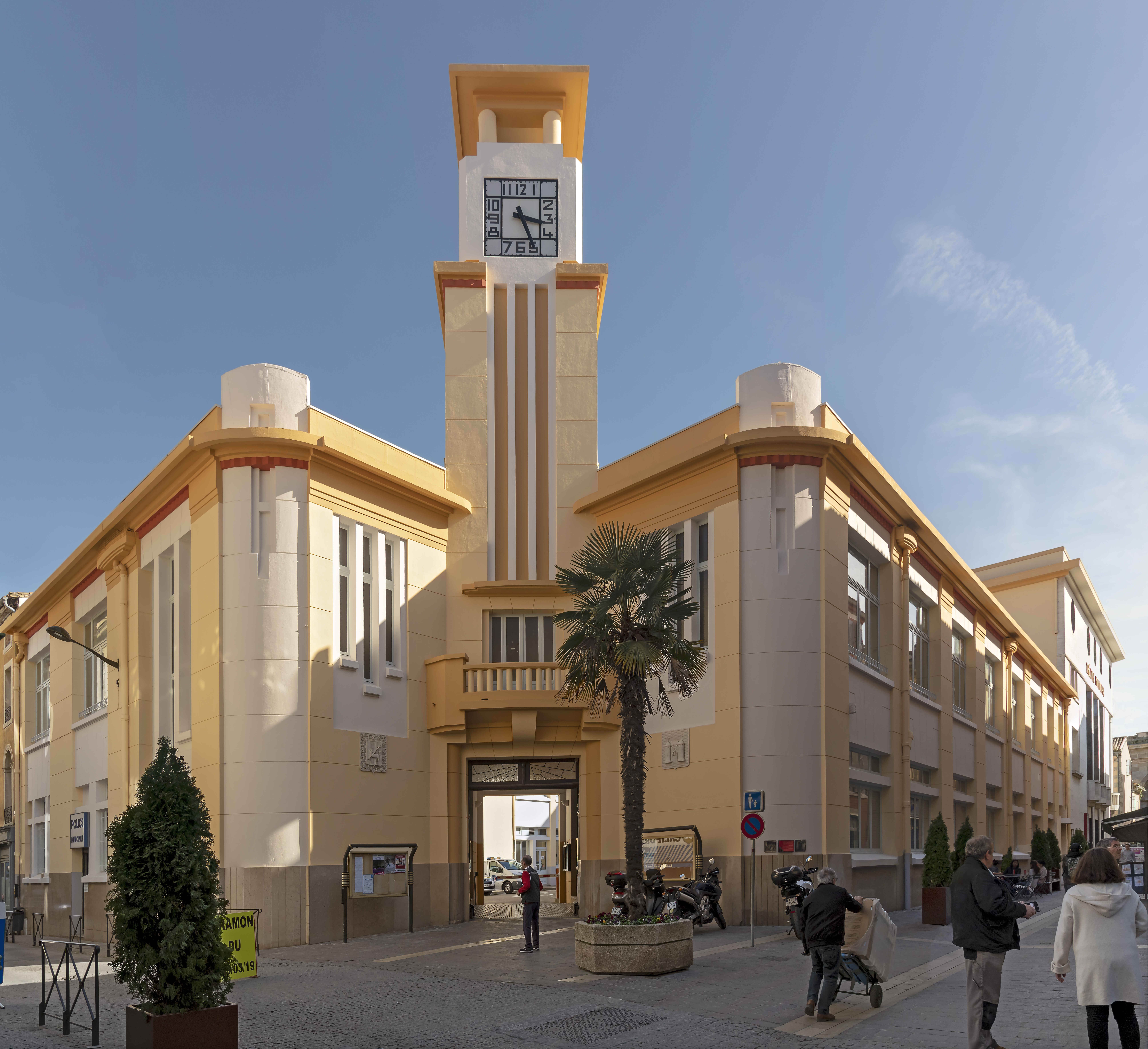
Immeuble Art Déco de l'ancienne mairie, abritant les salles du conseil municipal et des mariages et la police municipale.

Le taux de criminalité de la circonscription de police de Carcassonne est de 108,60 actes pour 1 000 habitants (crimes et délits, chiffres 2005) ce qui en fait le plus élevé de l'Aude, très largement supérieur à la moyenne nationale (83/1000). Ce taux correspond au taux de criminalité de la région Languedoc-Roussillon (109,31/1000). Le taux de résolution des affaires par les services de police est de 24,51 %, le plus faible du département et de la région mais proche des moyennes régionale (26,79 %) et nationale (28,76 %).

### Politique environnementale
La ville réalise plusieurs projets de gestion de l'environnement. Un tri sélectif a été mis en place en 2005 et a permis de traiter 750 tonnes d'ordures ménagères. Ce dispositif a nécessité la mise en place de la déchetterie de La Fajolle, de faire des campagnes de sensibilisation auprès des citoyens et des écoles, et l'extension de l'aire de compostage au pôle environnemental de Salvaza. La ville a investi 28 000 000 d'euros dans la station d’épuration et l'usine de compostage de Saint-Jean.
Depuis  2017, la ville, dans le cadre de sa participation au programme zéro phyto recourt à l’ecopaturage pour débroussailler les berges de l’Aude et les abords de la cité.

### Jumelages
- Eggenfelden (Allemagne) depuis 1973[115]
- Baeza (Espagne) depuis 2012[116]
- Tallinn (Estonie) depuis 2013[117]
- Jaisalmer (Inde) depuis 2024[118]

## Population et société

### Démographie

#### Évolution démographique
L'évolution du nombre d'habitants est connue à travers les recensements de la population effectués dans la commune depuis 1793. Pour les communes de plus de 10 000 habitants les recensements ont lieu chaque année à la suite d'une enquête par sondage auprès d'un échantillon d'adresses représentant 8 % de leurs logements, contrairement aux autres communes qui ont un recensement réel tous les cinq ans,.

En 2022, la commune comptait 46 429 habitants, en évolution de +1,16 % par rapport à 2016 (Aude : +2,65 %, France hors Mayotte : +2,11 %).
| 1793   | 1800   | 1806   | 1821   | 1831   | 1836   | 1841   | 1846   | 1851   |
| ------ | ------ | ------ | ------ | ------ | ------ | ------ | ------ | ------ |
| 10 400 | 15 219 | 14 985 | 15 752 | 20 997 | 22 623 | 21 333 | 21 607 | 20 005 |

| 1856   | 1861   | 1866   | 1872   | 1876   | 1881   | 1886   | 1891   | 1896   |
| ------ | ------ | ------ | ------ | ------ | ------ | ------ | ------ | ------ |
| 19 915 | 20 644 | 22 173 | 24 407 | 25 971 | 27 512 | 29 330 | 28 235 | 29 298 |

| 1901   | 1906   | 1911   | 1921   | 1926   | 1931   | 1936   | 1946   | 1954   |
| ------ | ------ | ------ | ------ | ------ | ------ | ------ | ------ | ------ |
| 30 720 | 30 976 | 30 689 | 29 314 | 33 974 | 34 921 | 33 441 | 38 139 | 37 035 |

| 1962   | 1968   | 1975   | 1982   | 1990   | 1999   | 2006   | 2011   | 2016   |
| ------ | ------ | ------ | ------ | ------ | ------ | ------ | ------ | ------ |
| 40 897 | 43 616 | 42 154 | 41 153 | 43 470 | 43 950 | 46 639 | 47 268 | 45 895 |

| 2021   | 2022   | - | - | - | - | - | - | - |
| ------ | ------ | - | - | - | - | - | - | - |
| 46 218 | 46 429 | - | - | - | - | - | - | - |

Carcassonne est la deuxième ville la plus peuplée de l'Aude après Narbonne (56 692 hab). La densité de la commune est de 713,4 hab/km2. C'est aussi la plus densément peuplée par rapport à Limoux (319 hab/km2), Narbonne (327,8 hab/km2) ou Castelnaudary (255,9 hab/km2). Mais cette densité est largement inférieure à des villes comme Toulouse (4 325,3 hab/km2), Montpellier (5 399,1 hab/km2) ou Perpignan (1 777,5 hab/km2).
L'évolution démographique de la ville est régulière et en augmentation depuis le XIXe siècle en passant de 15 219 habitants en 1800 à 47 854 habitants en 2009. Dans le milieu du XXe siècle, cette progression stagne. En 1968, le nombre total d'habitants était de 43 616 habitants. Il descend à 41 153 habitants en 1982. À partir de 1982 la population augmente à nouveau jusqu'en 2009 pour atteindre un maximum de 47 854 habitants, puis recommence à diminuer pour s'établir à 46 513 habitants en 2018. Ce recul de la population s'explique par un solde migratoire négatif au profit des villes de Toulouse ou de Montpellier dans lesquelles l'économie et l'emploi sont plus attractifs.

#### Pyramide des âges
En 2018, le taux de personnes d'un âge inférieur à 30 ans s'élève à 33,5 %, soit au-dessus de la moyenne départementale (30,2 %). À l'inverse, le taux de personnes d'âge supérieur à 60 ans est de 30,3 % la même année, alors qu'il est de 32,9 % au niveau départemental.
En 2018, la commune comptait 21 527 hommes pour 24 986 femmes, soit un taux de 53,72 % de femmes, légèrement supérieur au taux départemental (51,92 %).
Les pyramides des âges de la commune et du département s'établissent comme suit.
| Hommes | Classe d’âge | Femmes |
| ------ | ------------ | ------ |
| 1,1    | 90 ou +      | 2,5    |
| 7,8    | 75-89 ans    | 11,7   |
| 18,2   | 60-74 ans    | 18,9   |
| 19,4   | 45-59 ans    | 20,2   |
| 17,0   | 30-44 ans    | 15,8   |
| 18,7   | 15-29 ans    | 15,9   |
| 17,8   | 0-14 ans     | 15,0   |

| Hommes | Classe d’âge | Femmes |
| ------ | ------------ | ------ |
| 1      | 90 ou +      | 2,4    |
| 9,5    | 75-89 ans    | 11,8   |
| 21,2   | 60-74 ans    | 21,7   |
| 20,4   | 45-59 ans    | 20,3   |
| 16,3   | 30-44 ans    | 16,1   |
| 14,9   | 15-29 ans    | 13,1   |
| 16,6   | 0-14 ans     | 14,7   |

### Enseignement

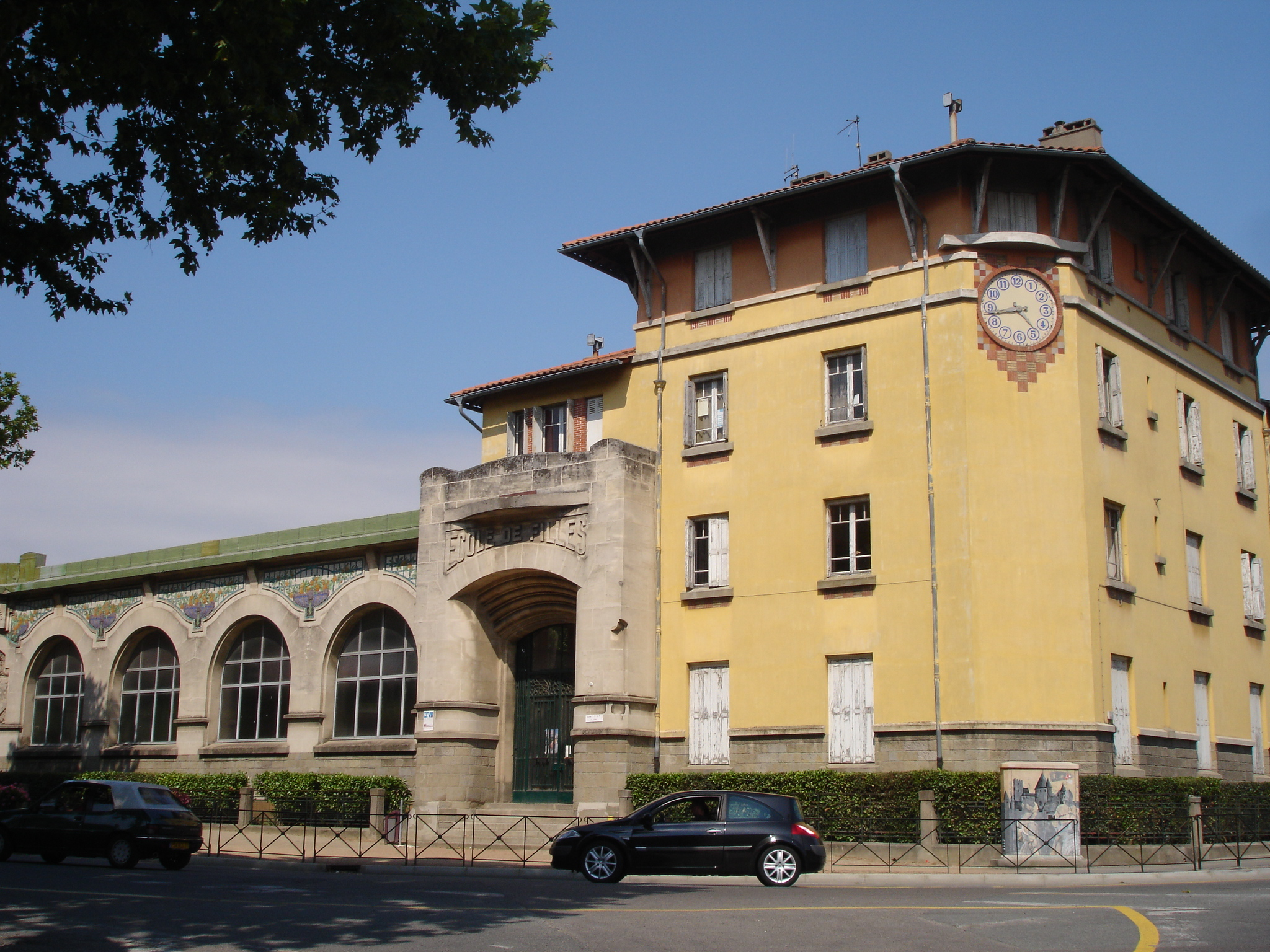
Ancienne école des filles de Carcassonne.

Carcassonne possède seize écoles maternelles, quatorze écoles élémentaires et quatre écoles primaires. Cela représente 4 250 élèves dans les écoles publiques et 750 élèves dans le privé.
La ville possède six collèges publics : les collèges André-Chenier, de Grazailles, Alain, Jules-Verne (ancien « la conte »), le Bastion et Varsovie ; et quatre lycées publics : Charles-Cros, lycée agricole Charlemagne, Jules-Fil et Paul-Sabatier.
La commune compte en outre trois établissements privés : le collège Jeanne-d'Arc, le lycée Saint-Stanislas et le lycée d'enseignement professionnel Saint-François.
Carcassonne est équipée de quelques établissements d'enseignement supérieur comme un Institut de formation en soins infirmiers, une antenne de l'École nationale de l'aviation civile, un IUFM et deux départements de l'IUT de Perpignan en « Statistique et Informatique Décisionnelle » (STID) et en « techniques de commercialisation ».
Depuis la rentrée 2019, un "campus connecté" est en service, à la suite de la désignation de Carcassonne, parmi les 13 villes, chargées d'expérimenter cet enseignement à distance sur le territoire national.
Un nouveau Centre de formation des apprentis, géré par la Chambre de commerce et d'industrie de l'Aude pour la CCI Occitanie a ouvert ses portes en septembre 2020 dans le quartier de Grazailles. Il remplace le C.F.A Prosper-Montagné situé à côté du lycée Jules-Fil. Il dispense des formations  consacrées aux métiers de l'hôtellerie-restauration, commerce et distribution, santé, gestion et services, informatique-numérique-robotique, et tourisme.

### Santé
Le premier centre de santé de Carcassonne date de 1648. Il est situé au pied du pont vieux du côté de la bastide Saint-Louis. Il s'agit de l'ancien hôpital général qui est devenu le centre de séjour du pont Vieux, fermé à son tour. La ville possède un établissement privé, la clinique Montréal, et un établissement public, le centre hospitalier de Carcassonne. Un nouveau pôle santé a été mis en service, en juin 2014, et se situe sur la zone d'activité de Montredon. Il comprend un pôle logistique et un secteur hospitalier.

### Cultes

#### Christianisme
Entre la ville basse et la ville haute, Carcassonne possède plusieurs lieux sacrés. Deux églises, la cathédrale Saint-Michel et l'église Saint-Vincent, datent de l'extension de deux villages, Saint-Vincent et Saint-Michel, hors de murs de la cité durant l'époque médiévale. La cathédrale Saint-Michel est le lieu de culte de la bastide Saint-Louis construit en 1247. C'est une église gothique de style languedocien qui devient cathédrale en 1803 à la suite de la destitution de la basilique Saint-Nazaire (décrite plus bas) située dans la cité. La partie sud de la cathédrale reposait contre une muraille construite après la destruction du Bourg en 1355. Le clocher se compose de trois étages rectangulaires et massifs et un quatrième octogonal. La cathédrale a été restaurée plusieurs fois par Eugène Viollet-le-Duc. L'église Saint-Vincent, pour sa part, a été construite en 1269, elle possède la 2e nef a travée unique la plus large de France (20 m), seulement devancée par la cathédrale de Mirepoix (20,50 m). Le clocher de l'église Saint-Vincent, domine toute la bastide à une hauteur de 54 mètres, abrite un important carillon de 54 cloches.
L'église Saint-Gimer est située dans le quartier de la Barbacane, au pied de la cité. Elle est plus récente, car elle a été dessinée par Eugène Viollet-le-Duc de 1849 à 1859, à la place de la barbacane d'Aude qui a été détruite pour l'occasion. La chapelle Saint-Gimer existait dans le quartier avant la construction de l'église. Elle a été érigée au XVIIe siècle à l’emplacement de la maison natale de saint Gimer, évêque de Carcassonne au début du Xe siècle.
Des chapelles sont aussi présentes en ville comme la chapelle Notre-Dame-de-la-Santé qui date de 1527 grâce à l'argent du legs de Jean de Saix. Elle faisait partie de l'hôpital des pestiférés situé près du pont Vieux. Une autre chapelle, la chapelle des Carmes, est située dans la bastide Saint-Louis. Elle a été reconstruite plusieurs fois au XIVe siècle, puis au XVIIe siècle et enfin au XVIIIe siècle. Elle est inscrite au titre des Monuments Histories.
Le temple protestant de Carcassonne, membre de l'Église protestante unie de France est situé dans la rue Antoine-Marty et a été inauguré en 1890. Sa façade est sobre et ressemble à une église anglicane.
Enfin, une nouvelle salle du royaume a été inaugurée par les témoins de Jéhovah impasse Faraday. Des offices y sont donnés en quatre langues (français, anglais, arabe et portugais).

### Édifices religieux

#### Musulman
- La mosquée As-Salam a été inaugurée le 24 juin 2000 dans le quartier La Conte. C'est la principale mosquée de Carcassonne en capacité d'accueil et l'un des neuf lieux de culte officiels musulmans de la ville, les deux autres mosquées étant la mosquée du quartier du Viguier, rue Louis-Pergaud, et la mosquée de la rue Trivalle. De plus il existe une salle de prière islamique Al Imane, boulevard Léon-Blum et des lieux de prières boulevard Joliot-Curie, cité Ozanam (association Madarassati), rue des Genévriers, et rue du Ventolet (association Al Hiqma), etc.[138].
- La mosquée El-Nour, ouverte en novembre 2024, est située avenue Jules Verne dans le quartier du Viguier[139].

#### Catholique
- Cathédrale Saint-Michel, rue Voltaire.
- Basilique Saint-Nazaire, place Auguste-Pierre pont.
- Église Saint-Vincent, rue du Docteur-Albert-Tomey.
- Église Notre-Dame des Carmes, rue Georges-Clemenceau.
- Église Saint-Gimer, place Saint-Gimer.
- Église Notre-Dame-de-l'Abbaye, rue Trivalle.
- Église du Sacré-Cœur, rue Jules-Michelet.
- Église Saint-Jacques, rue Louis-Pergaud au Viguier.
- Église Saint-Joseph, place Wilson.
- Église Notre-Dame, avenue d'Alexandrie-de-Grazaille.
- Église Saint-Saturnin, rue de l'Église de Grèzes à Grèzes.
- Église Sainte-Cécile, rue de l'Église-de-Mont-Legun à Mont Legun.
- Église Saint-Martin-de-Poursan, avenue de Carcassonne de Montredon.
- Église Saint-Saturnin, rue de l'Église-de-Maquens à Maquens. (Paroisse orthodoxe)
- Église Notre-Dame, avenue Philippine-Crouzat de Villalbe.

#### Chapelles
- Chapelle des Dominicaines, rue de Verdun (centre culturel).
- Chapelle des Jésuites, rue des Études (auditorium).
- Chapelle Notre-Dame-de-la-Santé, rue des Trois-Couronnes.
- Chapelle Saint-Charles, avenue Jean-Moulin.
- Chapelle Saint-Gimer, rue Barbacane (salle municipale).
- Chapelle du lycée Saint-Louis site Saint-Stanislas, rue Voltaire.
- La chapelle de la Roseraie, avenue Leclerc.
- Ancienne chapelle Saint-Sernin de Carcassonne.
- Chapelle Radulphe D 104 de Mayrevielle.

#### Orthodoxe
Paroisse orthodoxe Saint Gaudéric située dans l'église Saint-Saturnin de Maquens.

#### Protestant / évangélique
- Église Protestante Unie, rue Antoine-Marty[141].
- Église Évangélique de Pentecôte ADD Carcassonne, rue Pierre-Germain[142].
- Centre Chrétien Église Évangélique, rue Pierre-Charles-de-Lespinasse.
- Centre chrétien le Sarment, rue Joseph-Gossec.
- Centre Chrétien Le Sarment, rue Antoine-Marty[143].

#### Culte millénariste
- Salle du royaume des témoins de jéhovah, rue Michael-Faraday.
- Église de Jésus-Christ des saints des derniers jours, avenue Docteur-Henri-Gout.

#### Cimetières
La ville compte neuf cimetières :
- Cimetière Saint-Michel
- Cimetière Saint-Vincent
- Cimetière de la Cité
- Cimetière La Conte
- Hameau de Montredon
- Hameau de Montlegun
- Hameau de Maquens
- Hameau de Grèzes-Herminis
- Hameau de Villalbe

### Manifestations culturelles et festivités

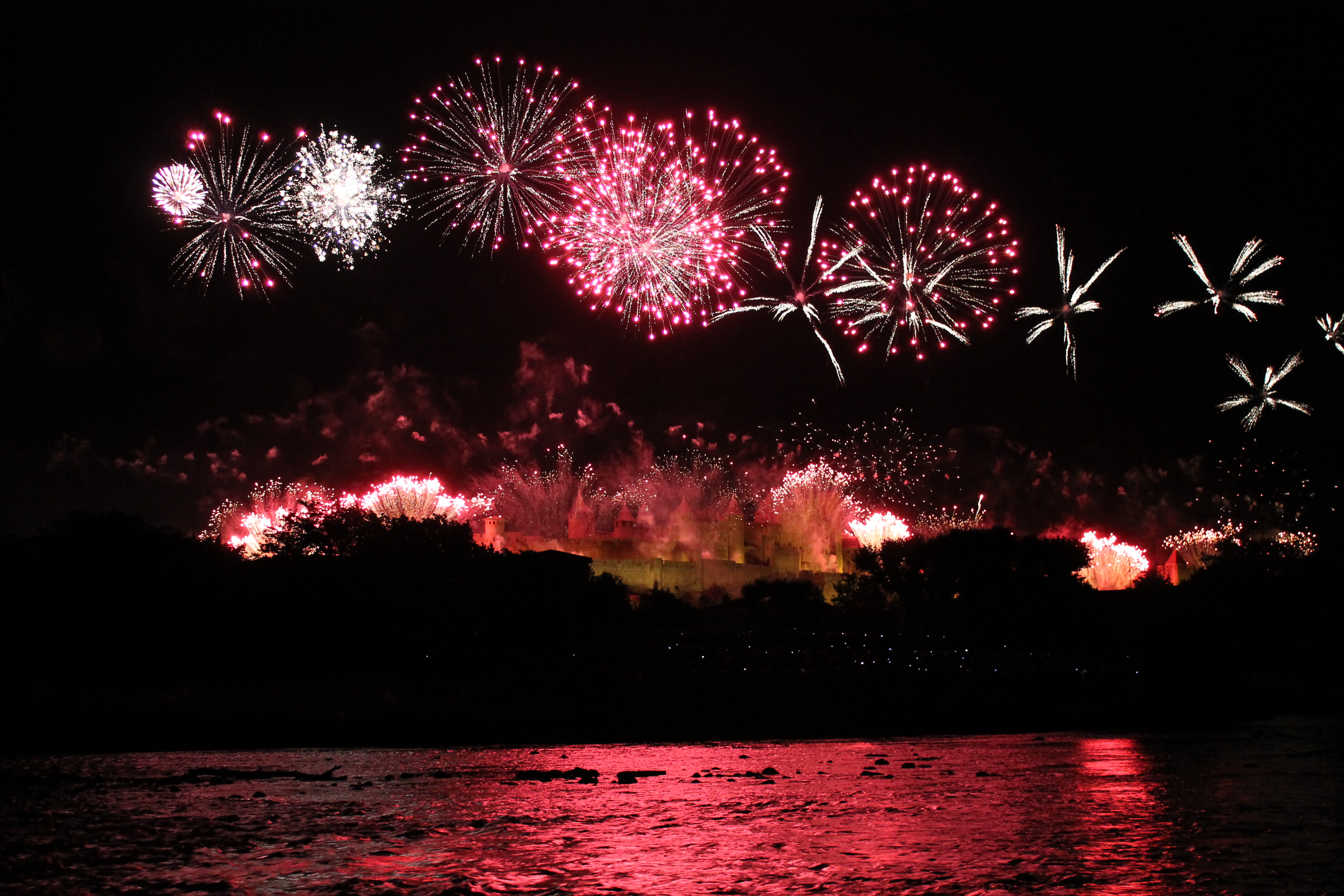
Embrasement de la cité de Carcassonne lors du 14 juillet 2012.

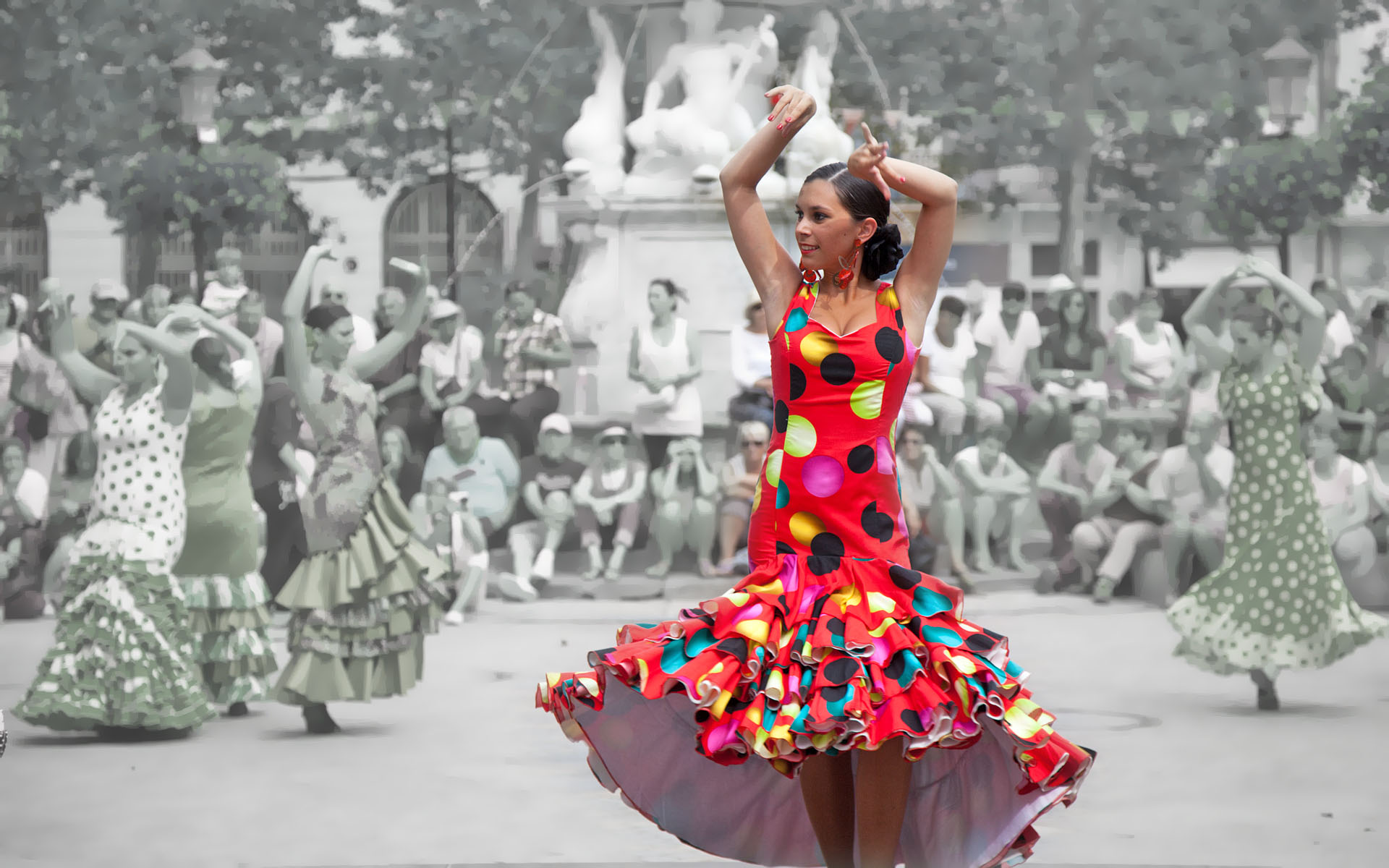
Sévillanes place Carnot.

- Janvier - Fête de la Saint-Vincent
- Janvier - Festival international du film politique
- Avril - Semaine du Jazz
- Mai-août - Festival d'Orgues: « les Vents D'Anges ».
- 21 juin - Fête de la musique
- Juillet-août - Festival de Carcassonne qui propose depuis 2006 une centaine de spectacles de musique, théâtre ou danse et accueille 200 000 spectateurs[145],[146].
- Juillet-août - Les estivales d'Orgue de la Cité.
- 14 juillet -  Feu d'artifice - Embrasement de la Cité
- Juillet-août - Grand tournoi de chevalerie
- Fin août - Féria « Carcassonne fête le Sud »
- Septembre - Convenanza, festival de musique électronique et rock depuis 2013[147],[148].
- Octobre à mai, programmation du théâtre Jean-Alary
- Octobre - Fête du vin
- Décembre - Animations: « La magie de Noël »

La ville est membre de l'Union des villes taurines françaises.

### Sports

#### Rugby à XIII
Le club Association sportive Carcassonne XIII dit (ASC) est le club de rugby à XIII de la ville de Carcassonne. Auparavant, ce club, créé en 1899, jouait au rugby à XV et avait participé à la finale en 1925, défaite devant l'Union sportive perpignanaise (5 à 0). Le club évolue en première division nationale de rugby à XIII depuis 1938. C'est une des équipes de rugby à XIII qui a eu son heure de gloire, durant les années 1945-1954, avec la famille Taillefer. Les joueurs Édouard Ponsinet, Puig-Aubert, Claude Teisseire et Gilbert Benausse et l'entraineur Félix Bergèse étaient des figures emblématiques du rugby à XIII carcassonnais. L'ASC XIII est le club le plus titré de France avec 13 titres de champion de France et 17 coupes nationales. L'ensemble des équipes évoluent au stade Albert-Domec.

#### Rugby à XV
Le club de rugby à XV Union sportive carcassonnaise XV (USC). La structure a créé une école de rugby, l'école de Rugby Bassin Carcassonnais pour former les jeunes de la région. Son palmarès n'est pas très important et le club a été rétrogradé en division d'honneur en 1951. Le renouveau a lieu en 2008 avec l'arrivée de Christian Labit, il accède à la Fédérale 1 (3e division nationale) en remportant le titre de champion de France de Fédérale 2. Il remporte également en 2010 celui de Fédérale 1, ce qui permet sa montée en Pro D2 et de figurer sur la liste des 30 meilleurs clubs français jusqu'en 2023 où à l'issue de la saison, il est relégué en Nationale. Sacré champion de France lors de la saison 2024-2025, il retrouve la PRO D2 la saison suivante.

#### Autres sports et infrastructures
La ville possède aussi plusieurs clubs de football, le Football Agglomération Carcassonne fondé en 1947, de basketball, Sport Olympique Carcassonnais Basket, et de handball, le Handball Club Carcassonnais. Avec les Blackhawks, Carcassonne dispose d'un club permettant la découverte ou la pratique du football américain.
Au niveau des infrastructures sportives, Carcassonne propose dix stades dont le stade Albert-Domec pouvant accueillir 10 000 personnes. Elle possède aussi des aires de jeux, un centre omnisports de 6 500 m2 où l'on peut pratiquer les sports de raquette, les arts martiaux et la gymnastique et un centre de remise en forme avec la possibilité de faire du tir à l'arc, de la boxe et du taekwondo. La ville possède aussi six gymnases et une salle polyvalente ainsi que trois piscines dont deux couvertes et, 30 courts de tennis (couverts et de plein air). Il existe aussi un golf de 18 trous et un hippodrome.
Depuis octobre 2015, a lieu la première édition du Grand raid des Cathares, qui est une course pédestre d'ultradistance en semi autonomie sur trois formats de course : 170 km, 96 km et 39 km, depuis la cité de Carcassonne vers le sud du département de l'Aude. Elle relie les sentiers cathares du nord du département de l'Aude à ceux du sud.

#### Le Tour de France
La ville a accueilli de nombreuses étapes du Tour de France cycliste en 1947, 1951, 1962, 1981, 1986, 2004, 2006, 2014, 2016, 2018, 2021, 2022 et 2025,.

#### Étapes vers Carcassonne
- Luchon (3): 1951 (15e étape) 1962 (14e étape) 2006 (12e étape).
- Montpellier (1): 1947 (13e étape)
- Nîmes (1): 2021 (13e étape)
- Narbonne (1): 1981 (4e étape)
- Millau (1): 2018 (15e étape)
- Rodez (1): 2022 (15e étape)
- Muret (1): 2025 (15e étape)

#### Étapes depuis Carcassonne
- Luchon (3): 1947 (14e étape) 2014 (16e étape) 2018 (16e étape)
- Montpellier (3): 1951 (16e étape) 1962 (15e étape) 2016 (11e étape))
- Nîmes (2): 1986 (15e étape) 2004 (14e étape)
- Quillan (1): 2021 (14e étape)
- Foix (1): 2022 (16e étape)

#### Ville repos
2018, 2022

### Médias

#### Presse locale
La presse est représentée majoritairement par les grands quotidiens régionaux L'Indépendant, Midi libre et La Dépêche du Midi.
Un magazine culturel, bimestriel, « Le Mag Evasion » est édité depuis 1988.

#### Radios locales
En plus des stations de radio nationales, la ville est couverte par de nombreuses stations locales :
- 88.8 Contact FM Occitanie : radio associative de Carcassonne[157].
- 93.9 Fun Radio Méditerranée : Programme local de Fun Radio depuis Montpellier. Il a remplacé "Fun Radio Carcassonne" au début des années 2000[158].
- 95.3 Grand Sud FM.
- 96.0 Europe 2 : Antenne locale d'Europe 2 depuis Narbonne (90.5 FM)[159].
- 98.0 100 % Radio : radio régionale basée à Aussillon, près de Mazamet, à 50 km de Carcassonne. Elle émet de Pau jusqu'en Roussillon et couvre une partie de la région Midi-Pyrénées[160].
- 99.0 RTL2 Languedoc-Roussillon : Programme local d'RTL2 depuis Perpignan. Avant, c'était RTL2 Languedoc FM qui était diffusé sur Carcassonne avec un programme local réalisé depuis Limoux[161].
- 101.3 Radio Marseillette : radio associative située dans le proche village de Marseillette (91.8 FM)[162].
- 103.0 RCF pays d'Aude : radio locale chrétienne[163].
- 103.8 France Bleu Occitanie : programme diffusé avec un traitement de l’actualité de l’Aude dans les journaux de sa matinale de 6 h à 9 h[164]
- 104.7 Sud Radio : radio généraliste du Sud. Cette fréquence est émise depuis le Pic de Nore. Elle couvre ainsi une large partie des régions voisines.

#### Télévision locale
- Une télévision locale, « TV Carcassonne », diffuse des émissions sur Internet depuis 2009[165].
- France 3 Languedoc-Roussillon, (faisant partie depuis 2017 de France 3 Occitanie), France 3 Tarn et toutes les autres chaînes de la TNT sont diffusées sur Carcassonne grâce aux émetteurs du Pic de Nore et de l'IUT avenue du Docteur-Suzanne-Noël (pylône TDF)[166]. France 3 Languedoc-Roussillon possède un bureau local sur Carcassonne[167].

## Économie
La ville figure au palmarès des dix destinations les plus durables en France étant dominé par Nantes, Angers et Lyon.
Du XIIIe au XVIIIe siècle, la ville était une grande ville industrielle grâce à la production de textiles de toutes sortes. En 2020, Carcassonne vit principalement que de commerce local lié au tourisme et à ses fonctions administratives attachées à sa préfecture.
Carcassonne abrite au sein de l'hôtel de Murat le siège de la Chambre de commerce et d'industrie de Carcassonne-Limoux-Castelnaudary. Après sa fusion avec la Chambre de commerce et d'industrie de Narbonne - Lézignan Corbières - Port La Nouvelle, en novembre 2016, elle prend le nom de Chambre de Commerce et d'Industrie de l'Aude.

### Prédominance du commerce
L'économie industrielle est faible, l'industrie lourde est inexistante et la ville tente d'attirer de nouvelles industries. Quelques entreprises sont présentes en agro-alimentaire comme La Fabrique du Sud (fabrication de crèmes glacées), le groupe UCCOAR (usine d'embouteillage) dont le chiffre d'affaires est de 92 millions d'euros et Aude Coop (Coopérative des producteurs du terroir d'Oc).
Le groupe Goyard et sa filiale Algo, spécialisé dans la fabrication d'articles de voyage, de maroquinerie et de sellerie, est l'acteur principal du savoir-faire local dans le domaine du luxe avec l'implantation de deux sites de productions.
L'artisanat est bien représenté à Carcassonne avec 936 entreprises regroupant 2 700 actifs. L'agriculture est peu représentée et se limite majoritairement à la viticulture. Le tourisme est aussi un apport économique important grâce à l'attrait mondial de la cité de Carcassonne et du canal du Midi. Il représente un taux d'emploi comparable à celui de la côte languedocienne. La commune a donc développé son offre d'accueil avec de nombreux restaurants (trois établissements étoilés au guide Michelin en 2020) et 1 200 chambres réparties dans 34 établissements dont trois hôtels de luxe, cinq  étoiles, l'hôtel de la Cité, l'Hôtel le Domaine d'Auriac et le Hilton Double Tree, inauguré en 2018. Carcassonne possède un camping trois étoiles et de nombreux gîtes. Au milieu de la cité, se trouve aussi une auberge de jeunesse.
Comme dans tout le reste de la France, le commerce de détail de Carcassonne a régressé au profit du commerce de grande surface. La grande surface gagnait 14,1 emplois pour 1 000 habitants entre 1975 et 1999 tandis que le reste du commerce de détail en perdait 16,3 pour 1 000. Le commerce de détail reste tout de même majoritaire avec 68 % des emplois commerciaux tandis que les grandes surfaces représentaient 32 % dans l’ensemble des communes 25 km autour de Carcassonne.

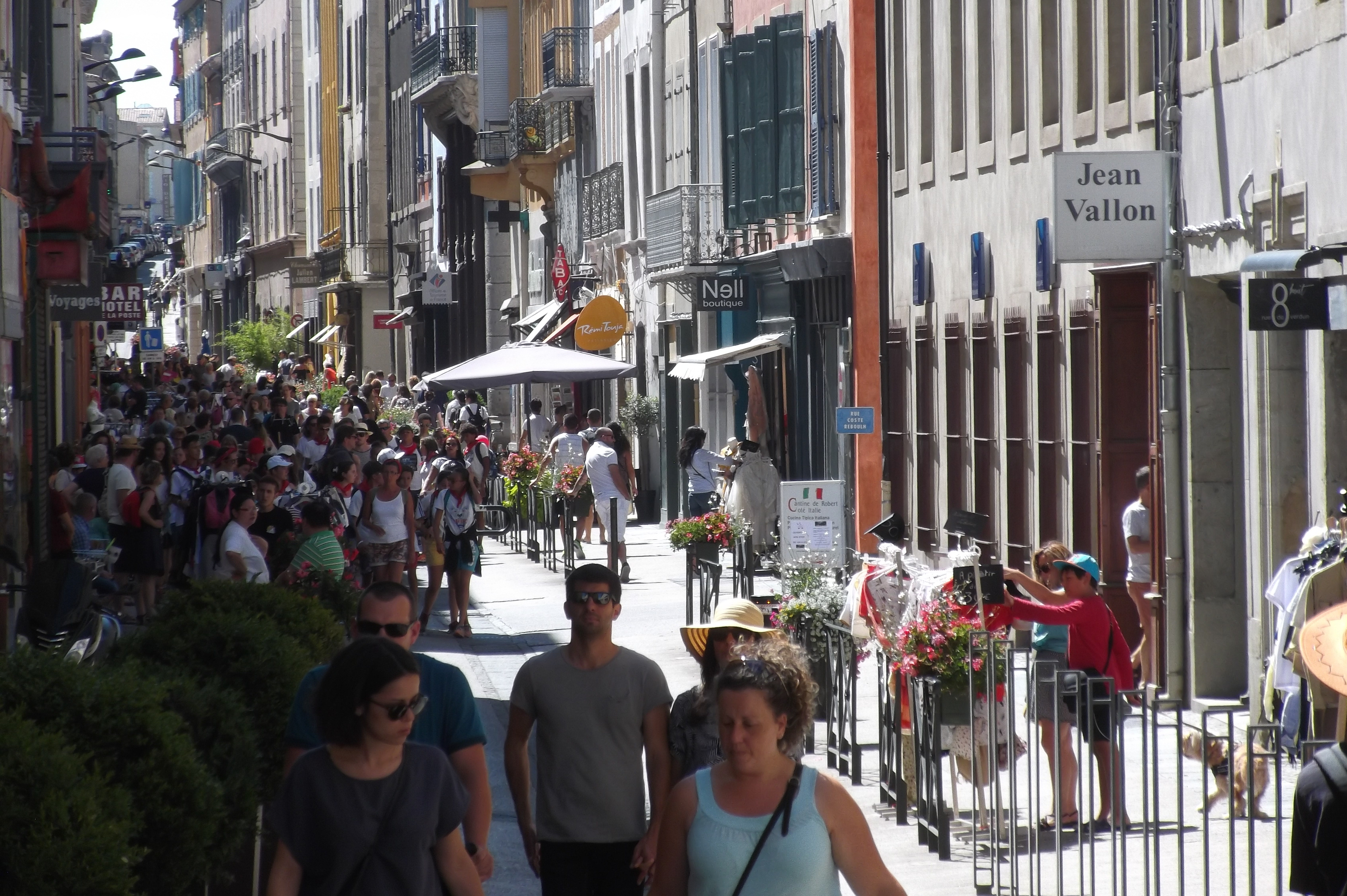
La rue de Verdun, avec ses façades rénovées, est devenue l'une des principales artères commerçantes de la bastide Saint Louis à Carcassonne.

De 2007 à 2020, six managers du commerce de centre-ville, employés par la CCI et la Ville ont fait le lien avec les commerçants. Le poste est requalifié  « développeur de centre-ville » en 2021, après le retrait du dispositif de la chambre consulaire et la fin de mission du dernier manager.

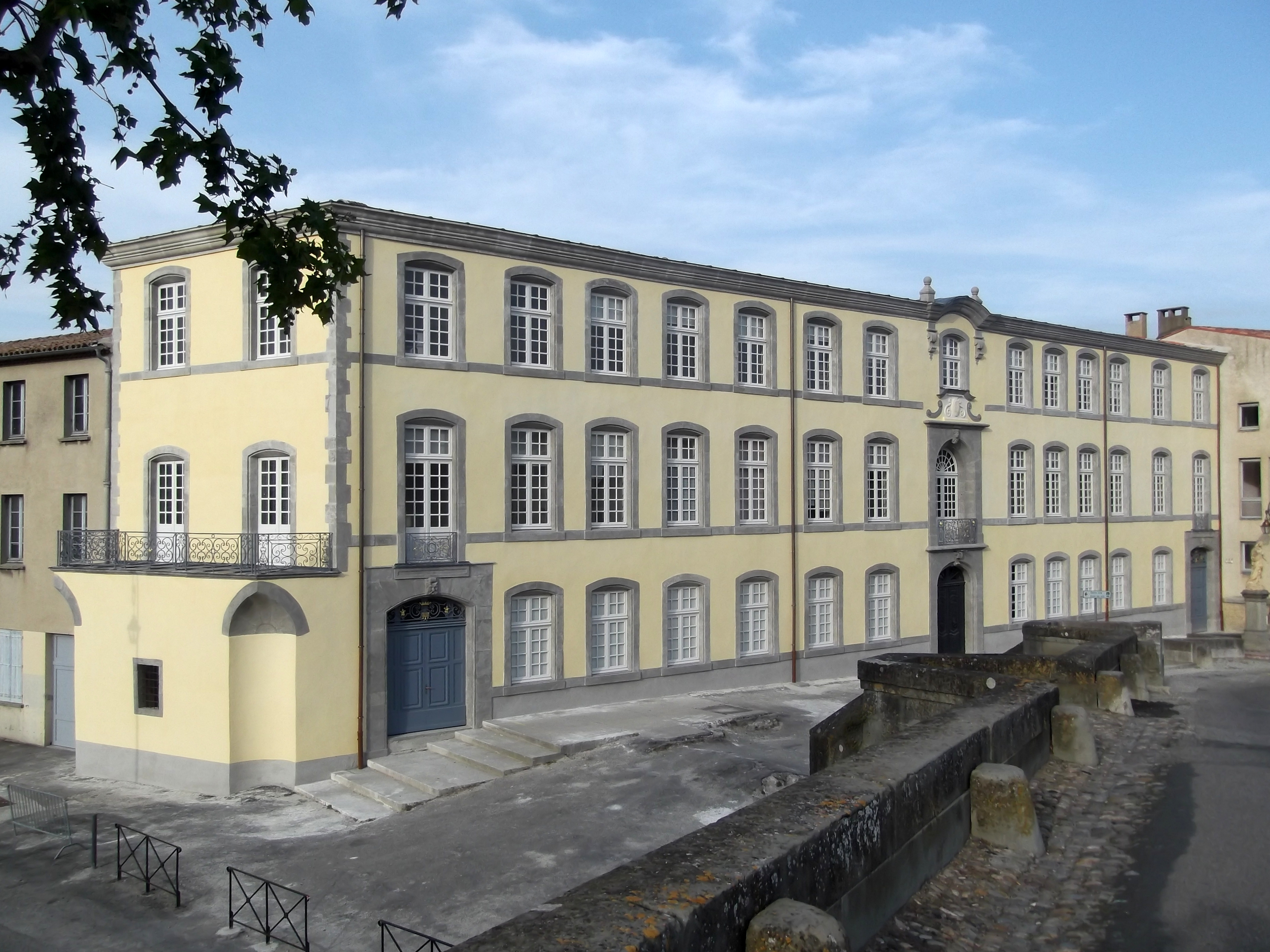
L'ancienne manufacture royale de draps de la Trivalle, siège de la cité administrative.
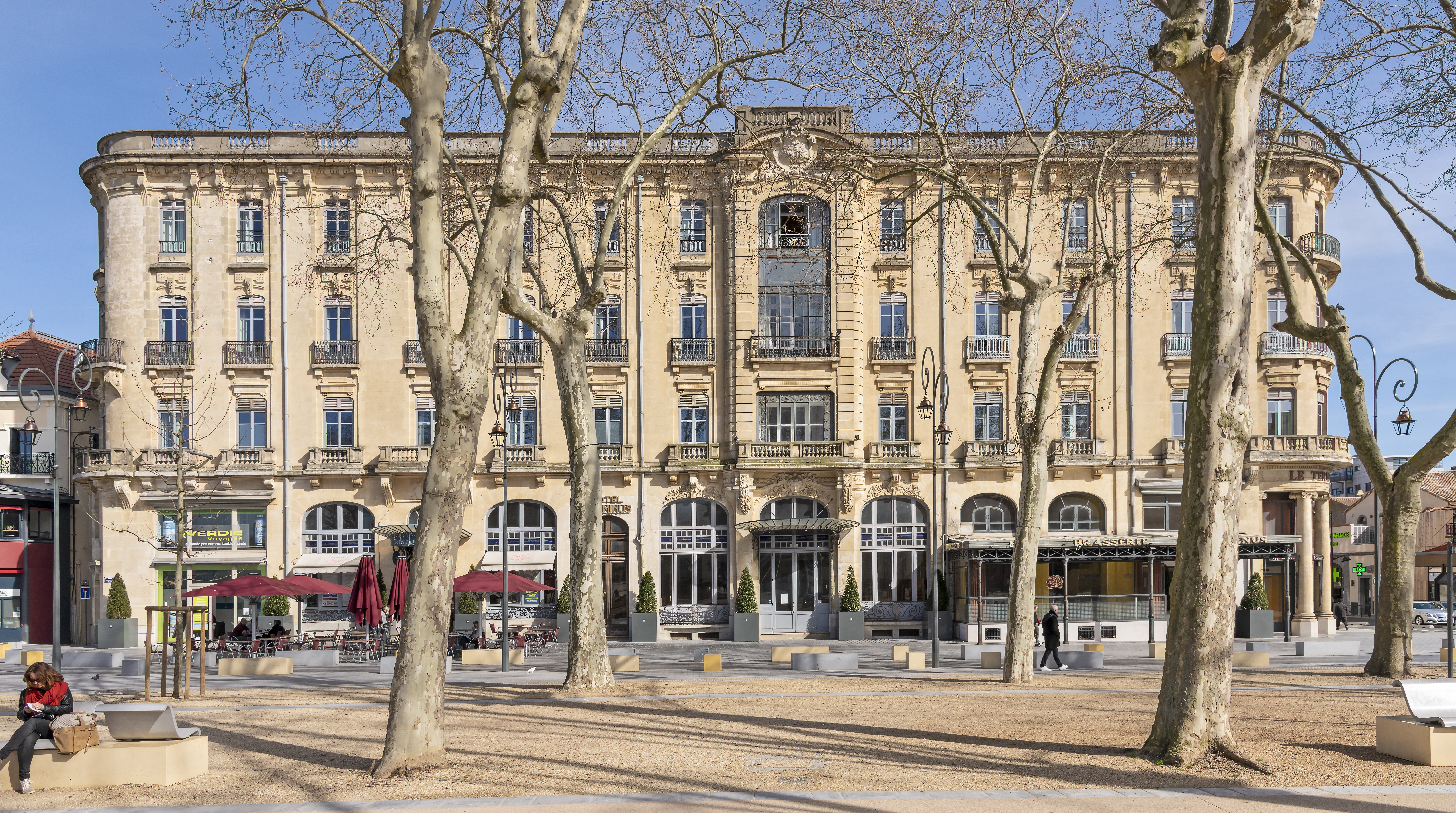
L'ancien Hôtel Terminus, avant sa transformation en résidence-services pour seniors vu du square André-Chénier.
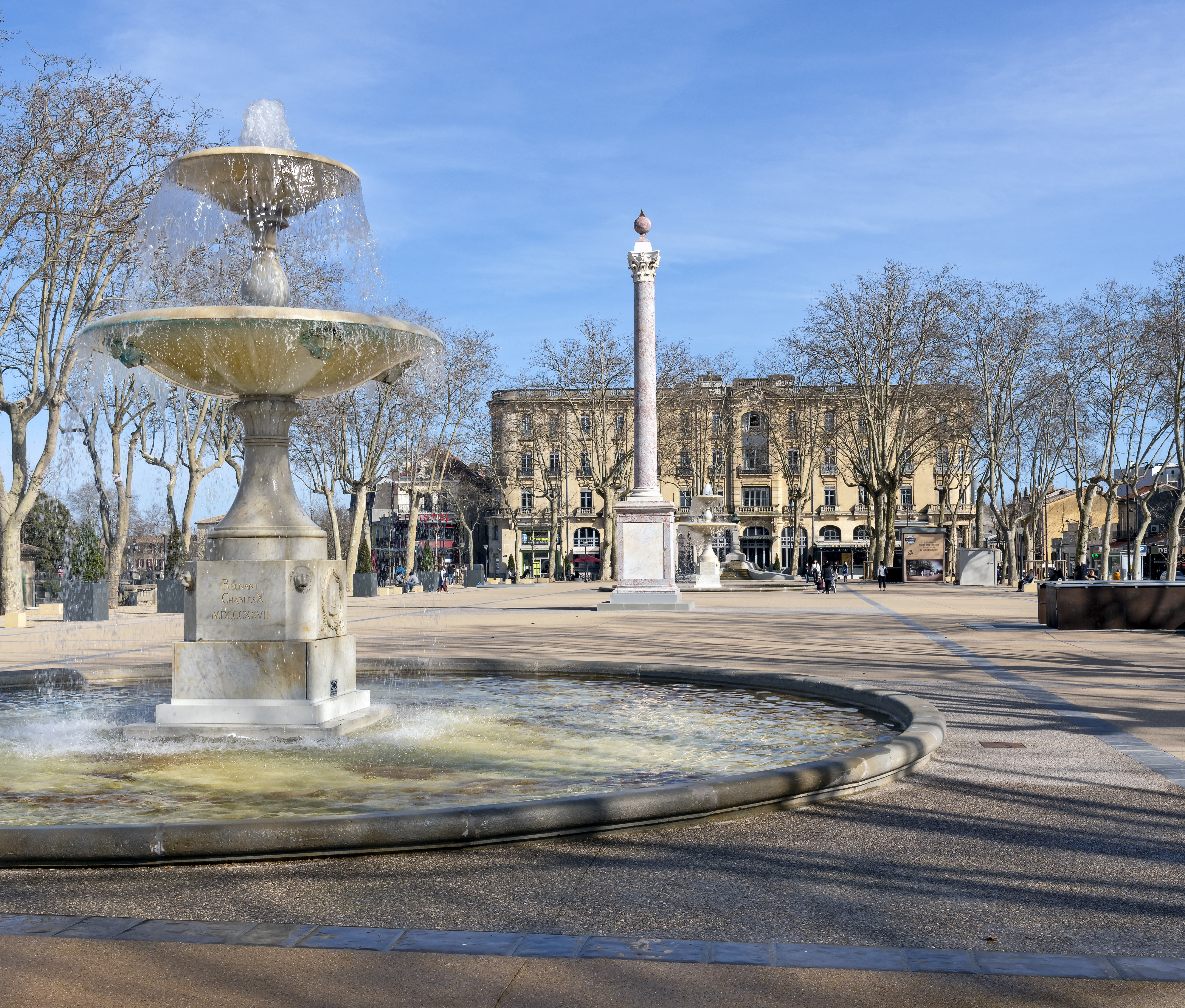
Square André-Chénier.
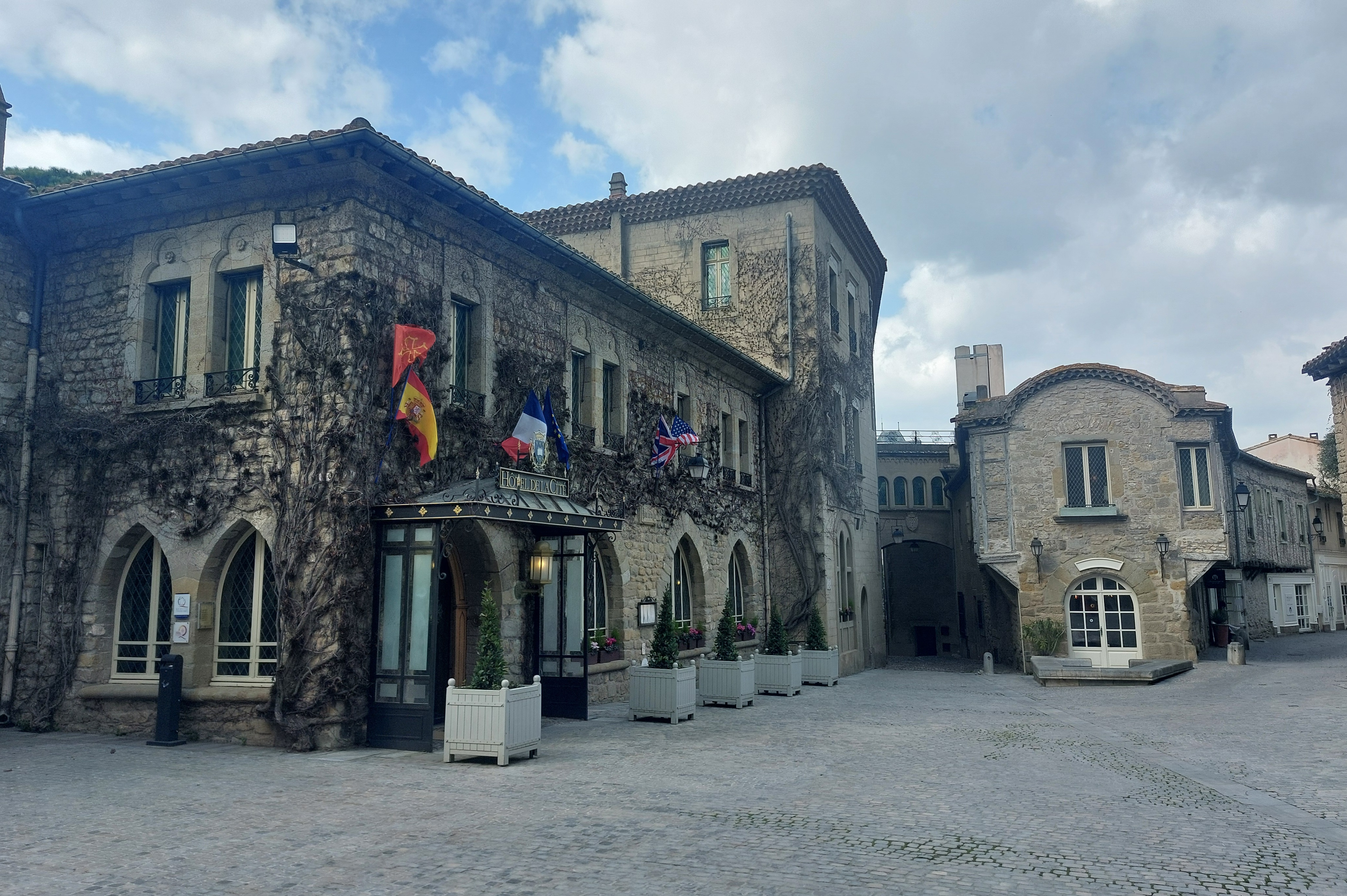
L'Hôtel de la Cité situé au cœur de la Cité médiévale.
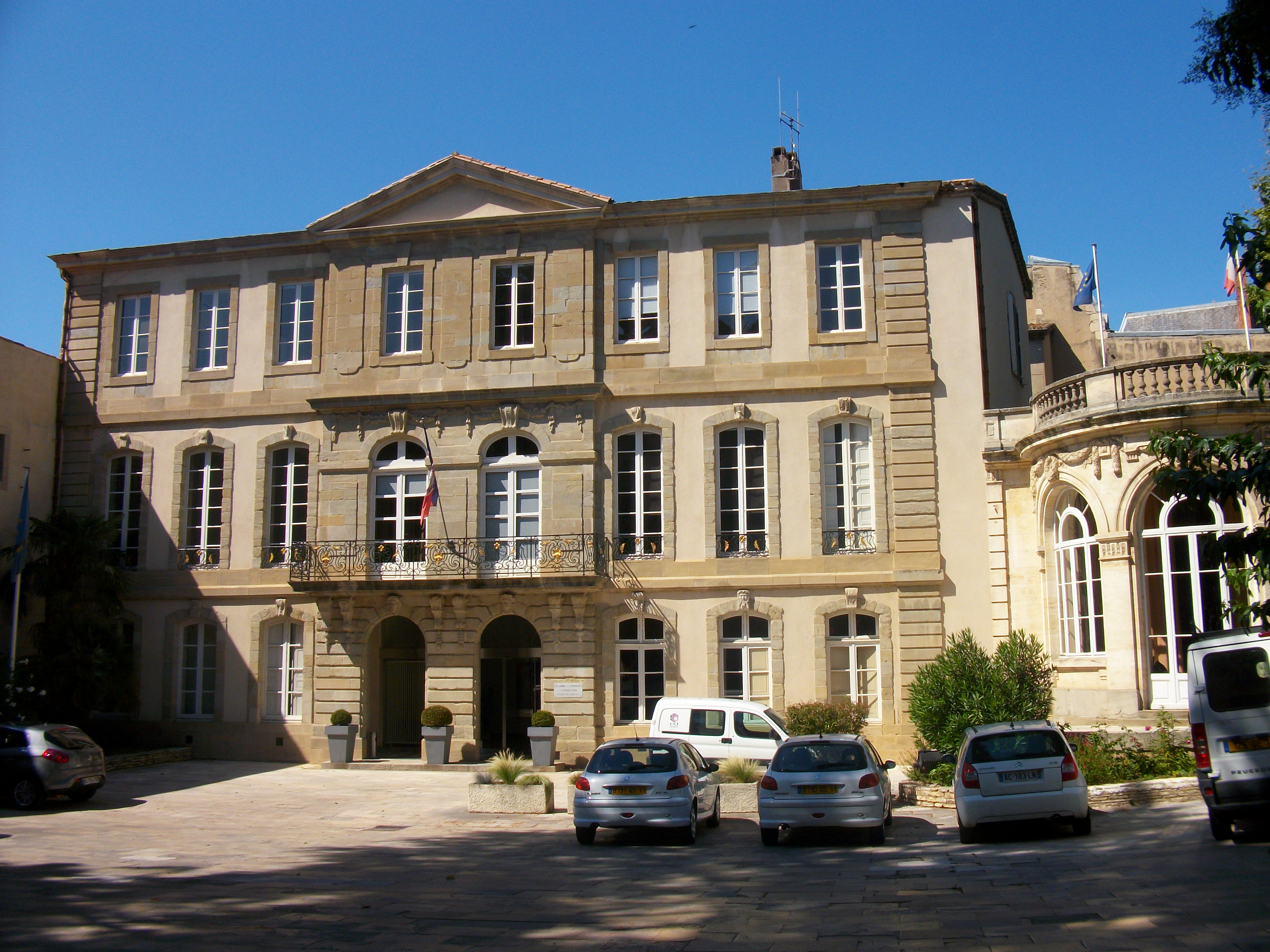
L'Hôtel de Murat, siège de la CCI Aude.

### Viticulture

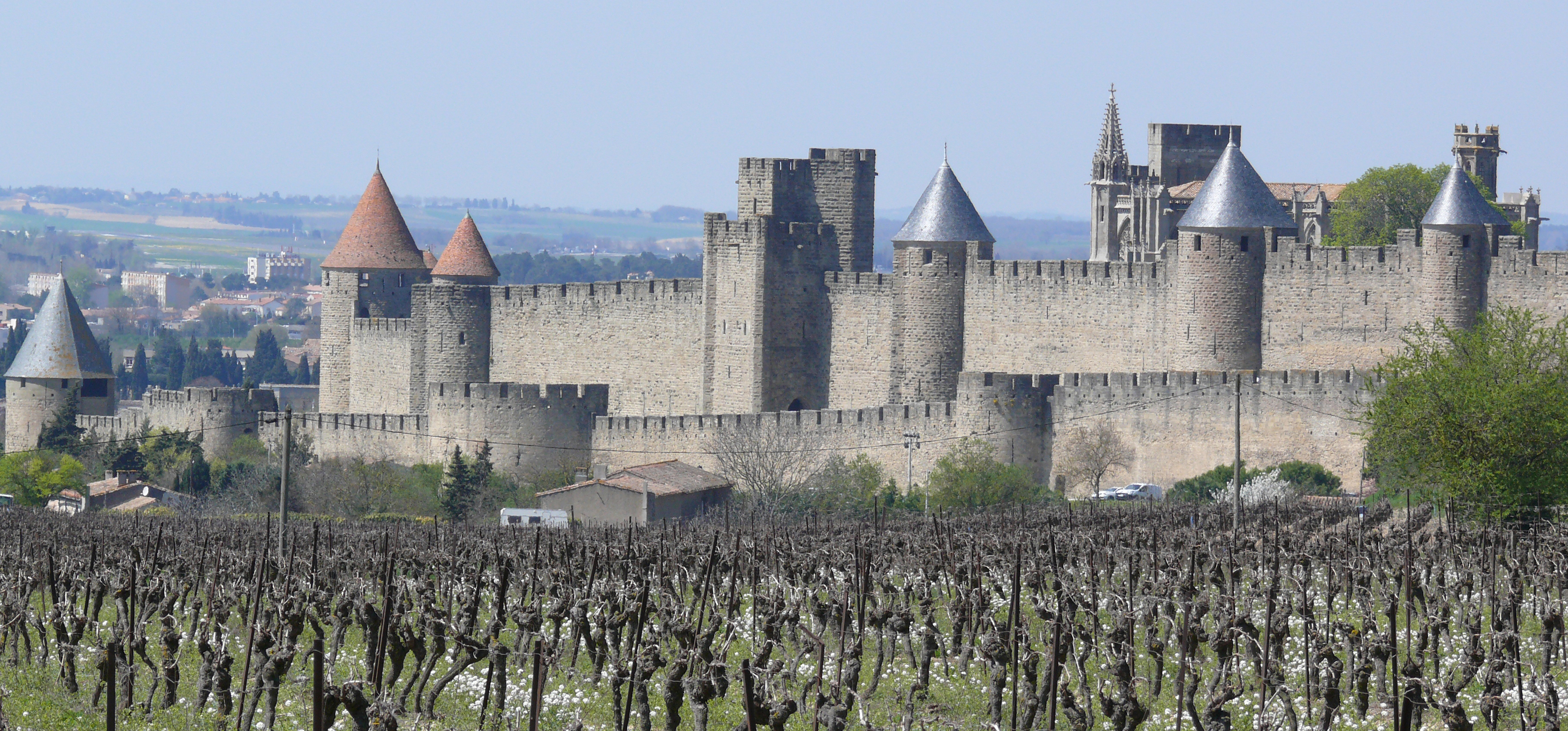
Vignoble au pied de la Cité de Carcassonne.

Un vin porte le nom de cette ville : Cité-de-carcassonne (IGP). Comme son nom l'indique, Carcassonne est une commune viticole du vignoble du Languedoc. Cependant, le vin plus connu qui peut y être produit est l'AOC Malepère, mais cette commune a l'autorisation d'y produire les IGP Pays d'Oc, Pays Cathare et Aude.

### Emploi
|                   | Tertiaire | Industrie | Construction | Agriculture |
| ----------------- | --------- | --------- | ------------ | ----------- |
| Carcassonne       | 84,97 %   | 7,66 %    | 5,52 %       | 1,85 %      |
| Moyenne nationale | 71,5 %    | 18,3 %    | 6,1 %        | 4,1 %       |

L'agriculture est très peu représentée, parmi les emplois carcassonnais, avec 1,9 %. Cet emploi a beaucoup régressé depuis 1990, comme dans une grande partie de la France. L'industrie et la construction représentent peu d'emplois, avec respectivement 7,7 % et 5,5 %. Ces taux sont le résultat de plusieurs années de désindustrialisation, comme à Limoux. Le secteur tertiaire regroupe pratiquement la totalité des emplois, avec un taux de 85 %. Le taux de Carcassonnais ayant suivi des études supérieures est de 17,4 %, contre 18,1 % en moyenne en France métropolitaine. Le taux de chômage est d’environ 10,6 % (estimation 2005), soit légèrement supérieur à la moyenne nationale (9,6 %), et le revenu moyen par ménage est d'environ 13 650 €  par an (moyenne nationale : 20 363 € par an).
En 1999, 85,8 % des Carcassonnais actifs ayant un emploi travaillaient dans la commune. La plupart des actifs travaillent à Carcassonne, car la ville regroupe la plus grande partie du bassin d'emploi de la région. 74 % des actifs avec un emploi utilisent leur voiture particulière pour leur trajet domicile/lieu de travail. Carcassonne rencontre assez peu de difficultés de circulation, et les transports en commun, peu développés, favorisent l'utilisation ce mode de transport.

## Culture locale et patrimoine

### Lieux et monuments

#### La Cité de Carcassonne
La Cité de Carcassonne, sur la rive droite de l'Aude, a été classée au patrimoine mondial de l'UNESCO en 1997. C'est le haut lieu touristique de la ville, avec près de 4 millions de visiteurs chaque année, dont près de 500 000 visites du château comtal et des remparts. C'est le deuxième site touristique le plus visité de France après le Mont-Saint-Michel.
C'est un ensemble médiéval unique en Europe de par sa taille et son état de conservation. La cité est ceinturée de deux rangées de remparts et possède un château, le château comtal et la basilique Saint-Nazaire.

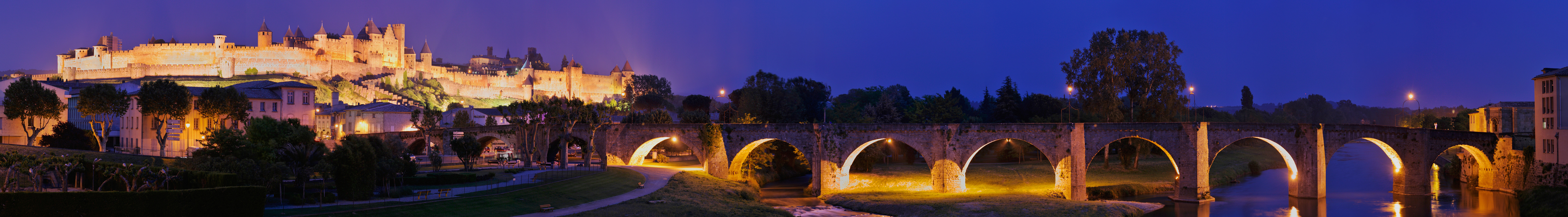
La Cité de Carcassonne et le pont Vieux traversant l'Aude.

#### Le château comtal

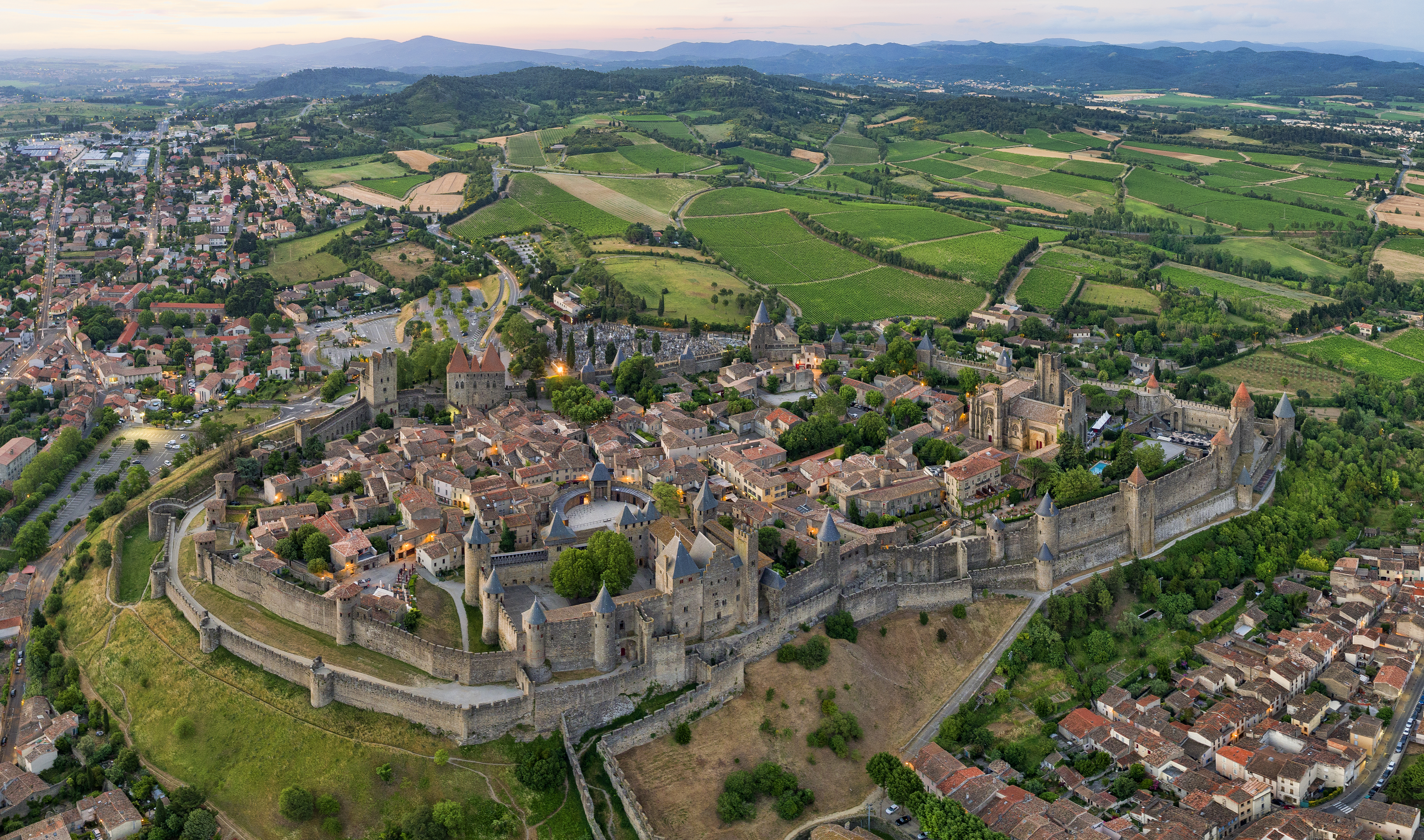
Vue aérienne de la cité.
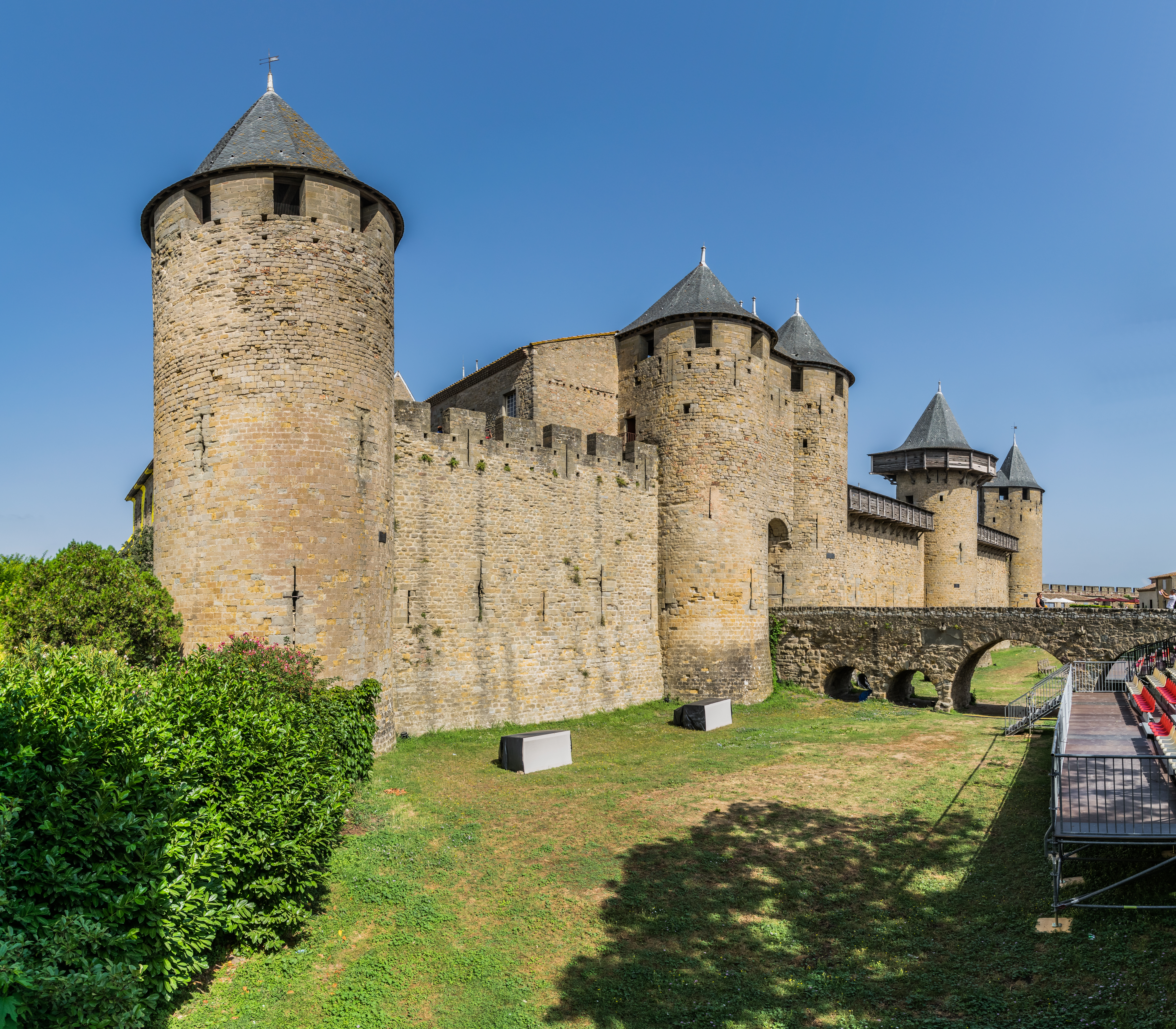
Le château comtal.
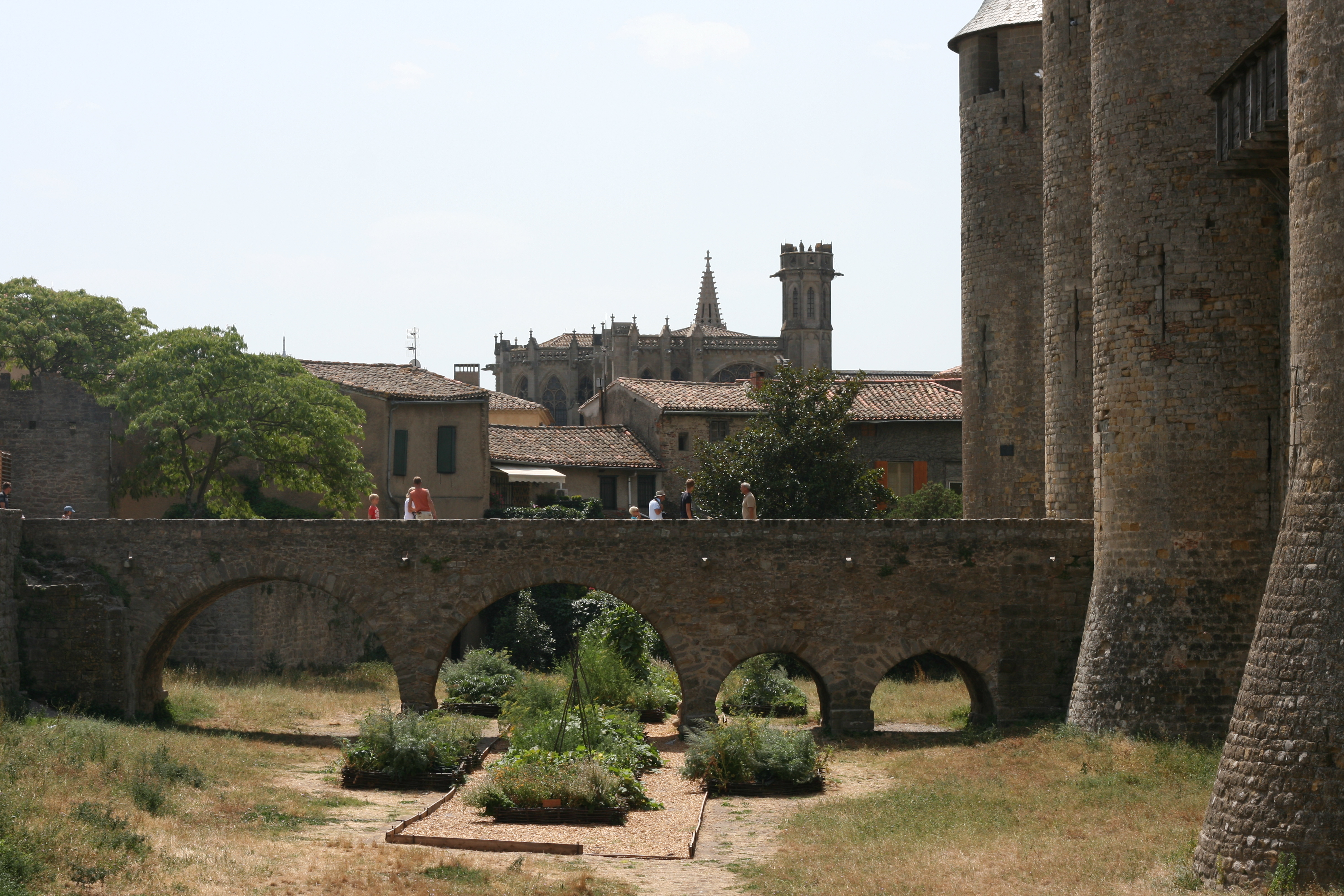
Entrée du château comtal.
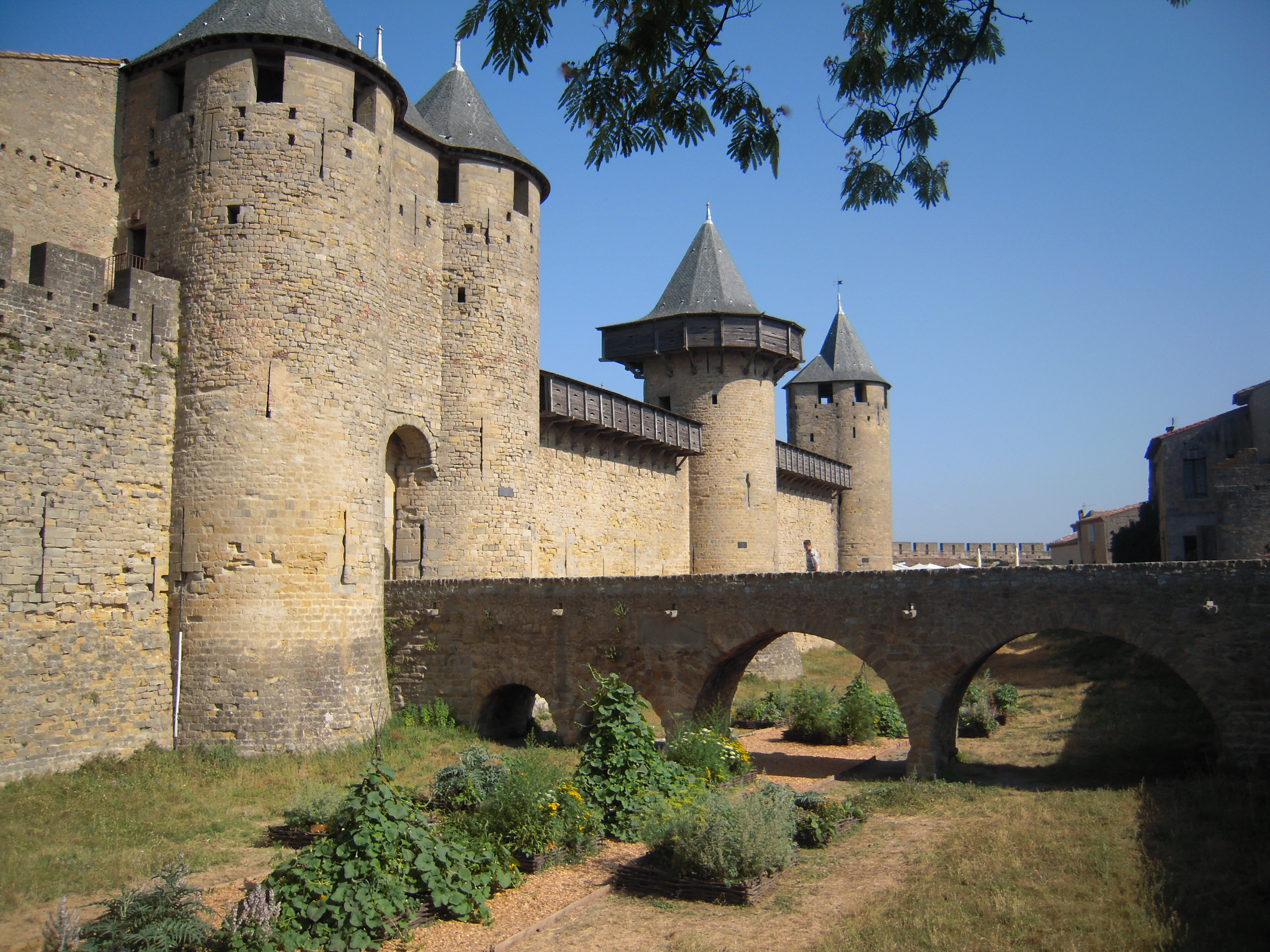
Entrée du château.
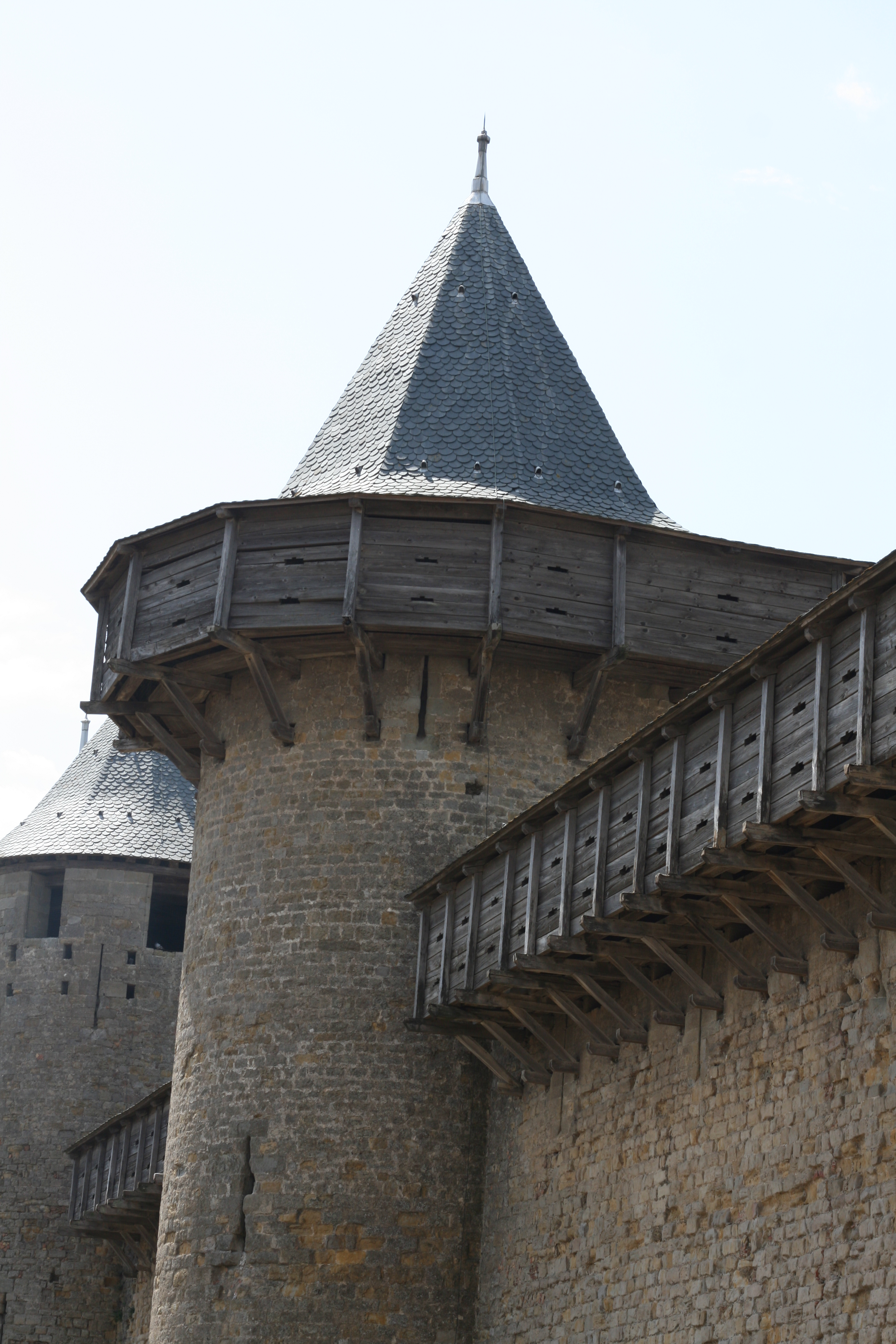
Tour du château.
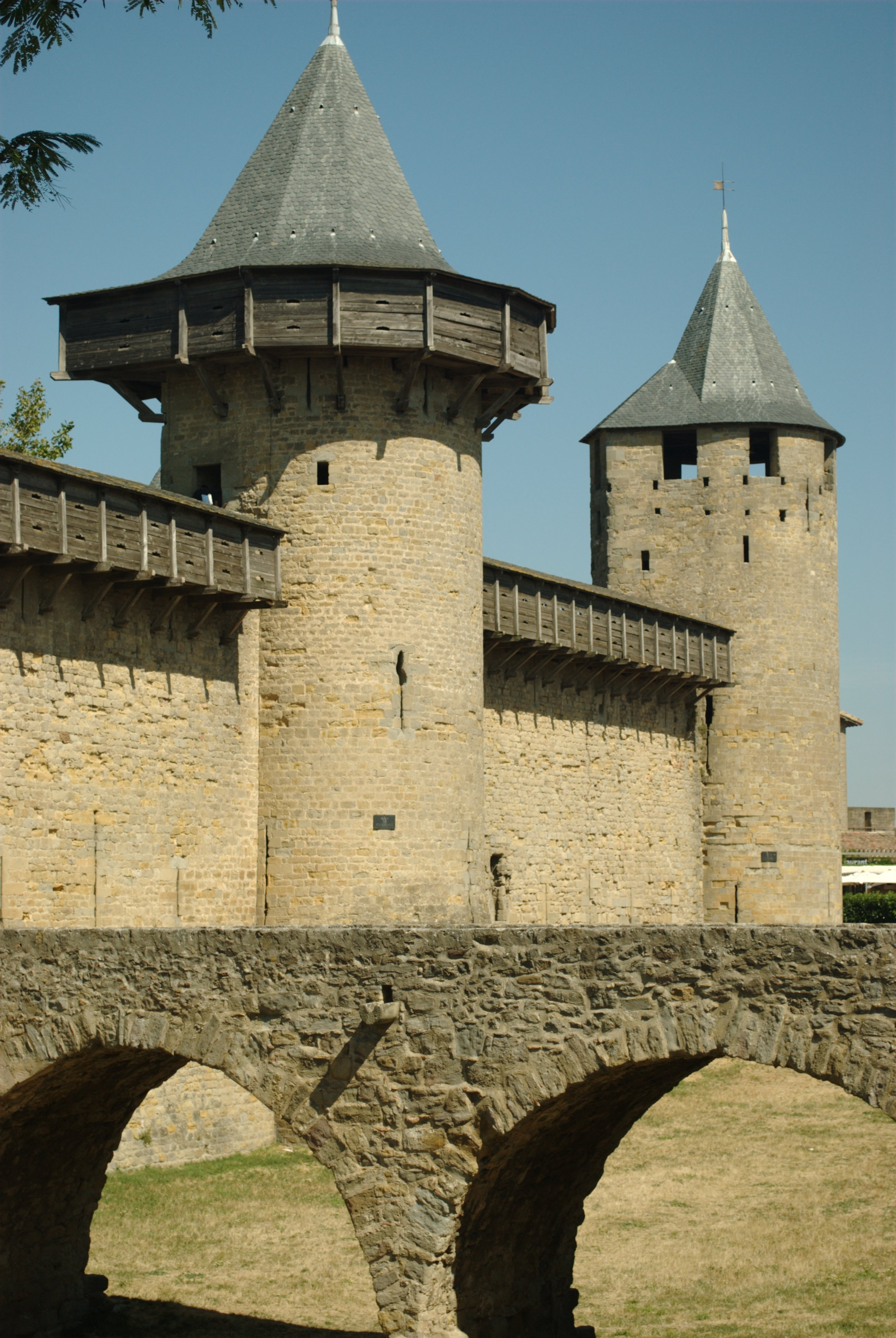
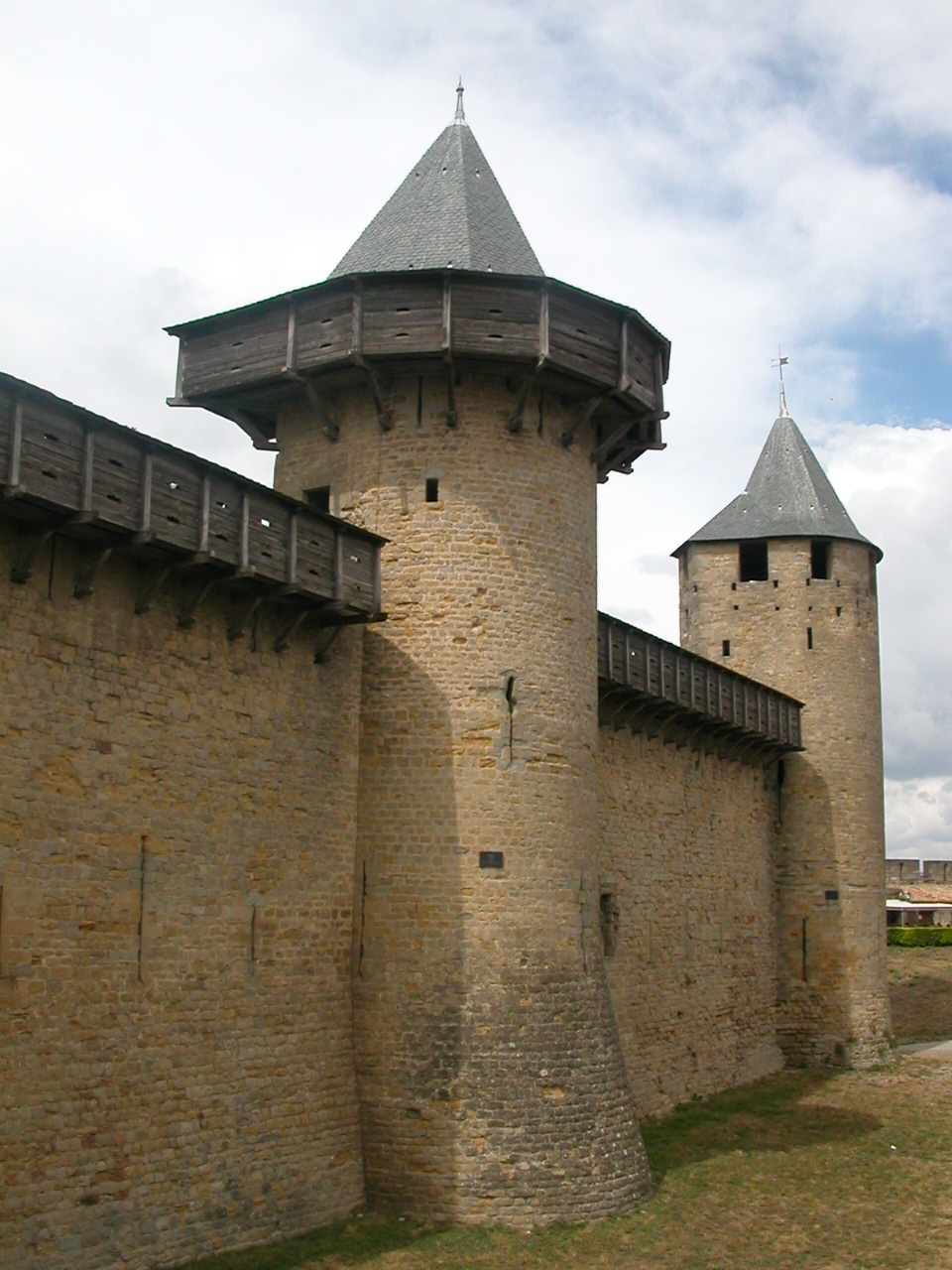
Tour du château.
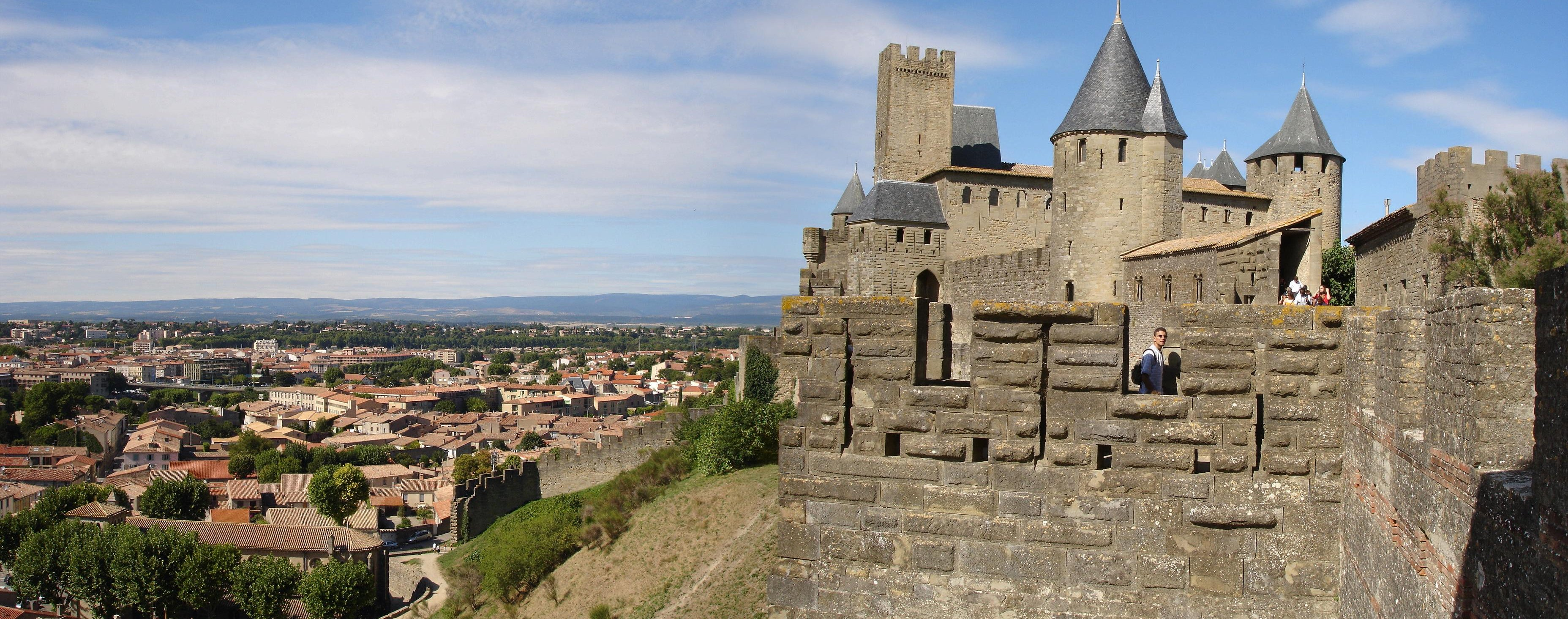
Le château comtal vu des remparts.
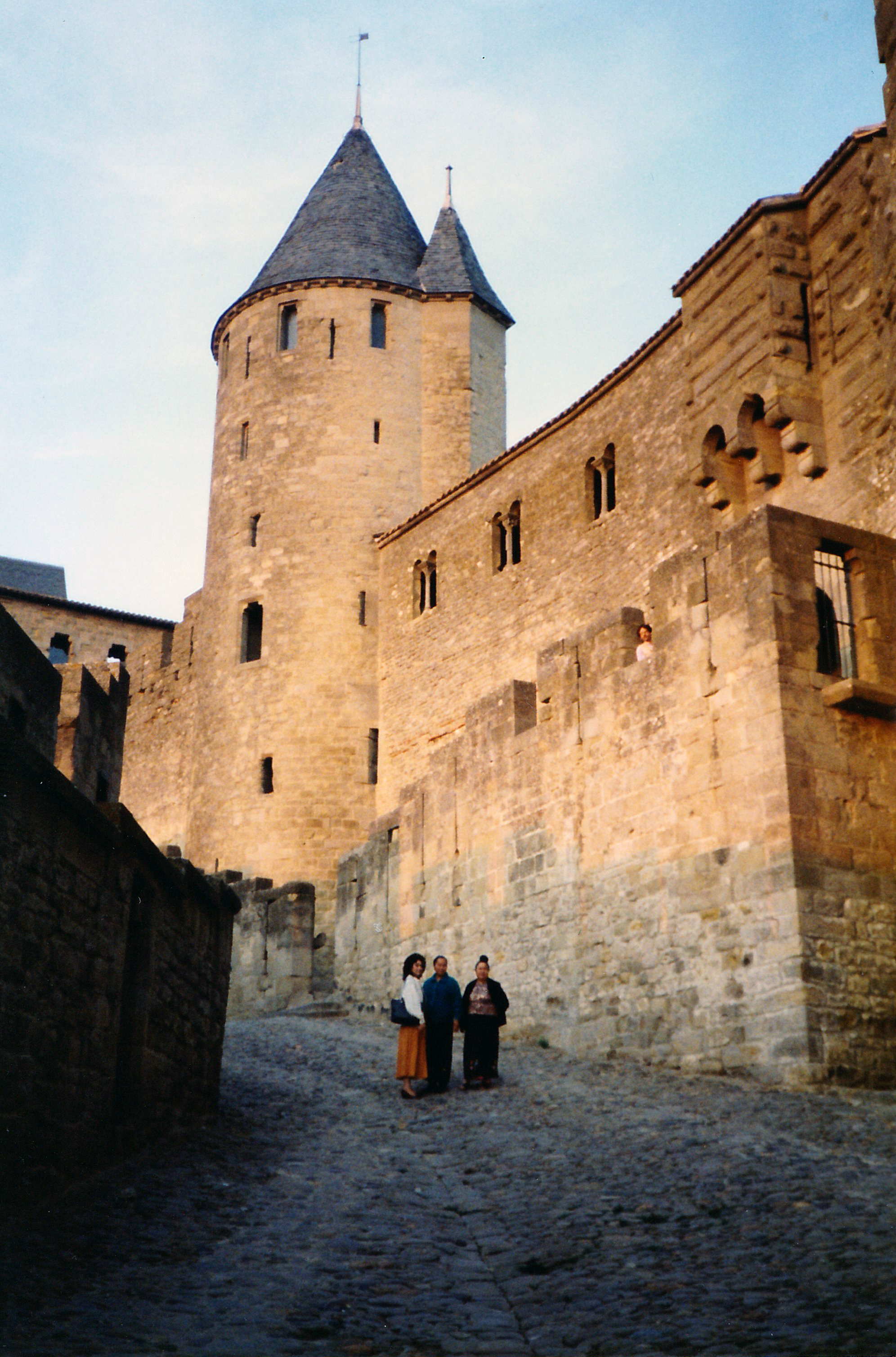
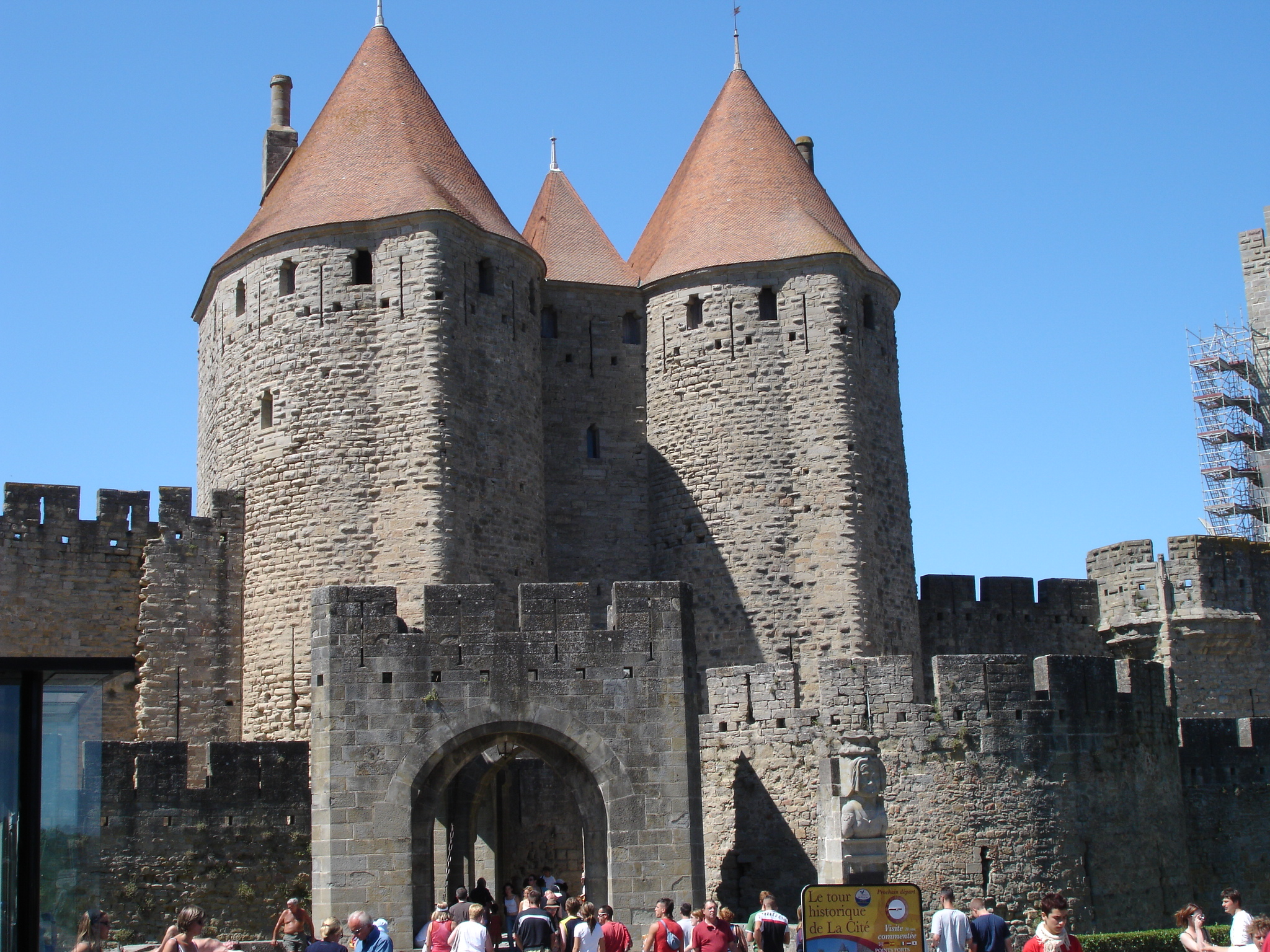
La porte narbonnaise.
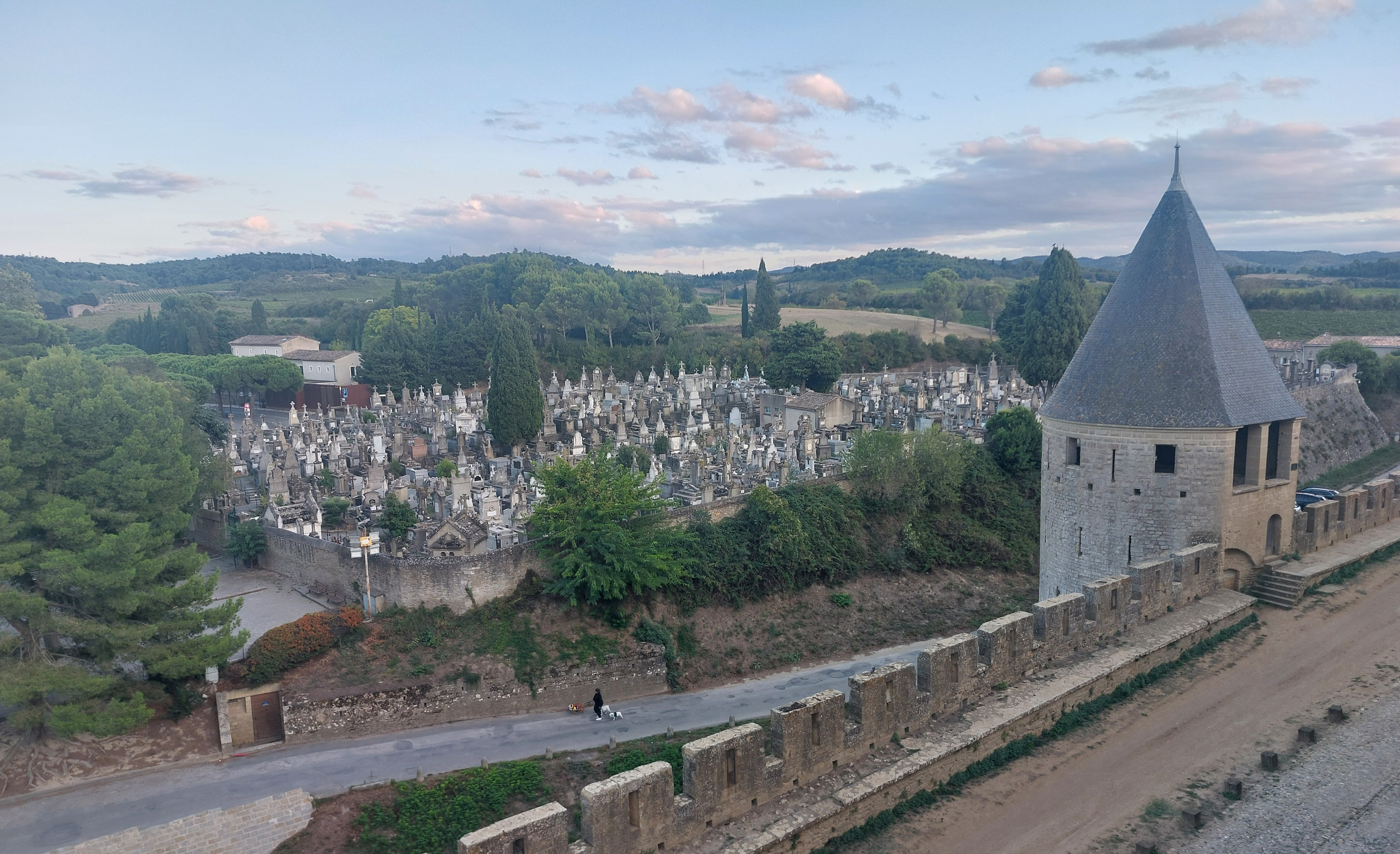
Le cimetière de la Cité situé au pied des remparts.
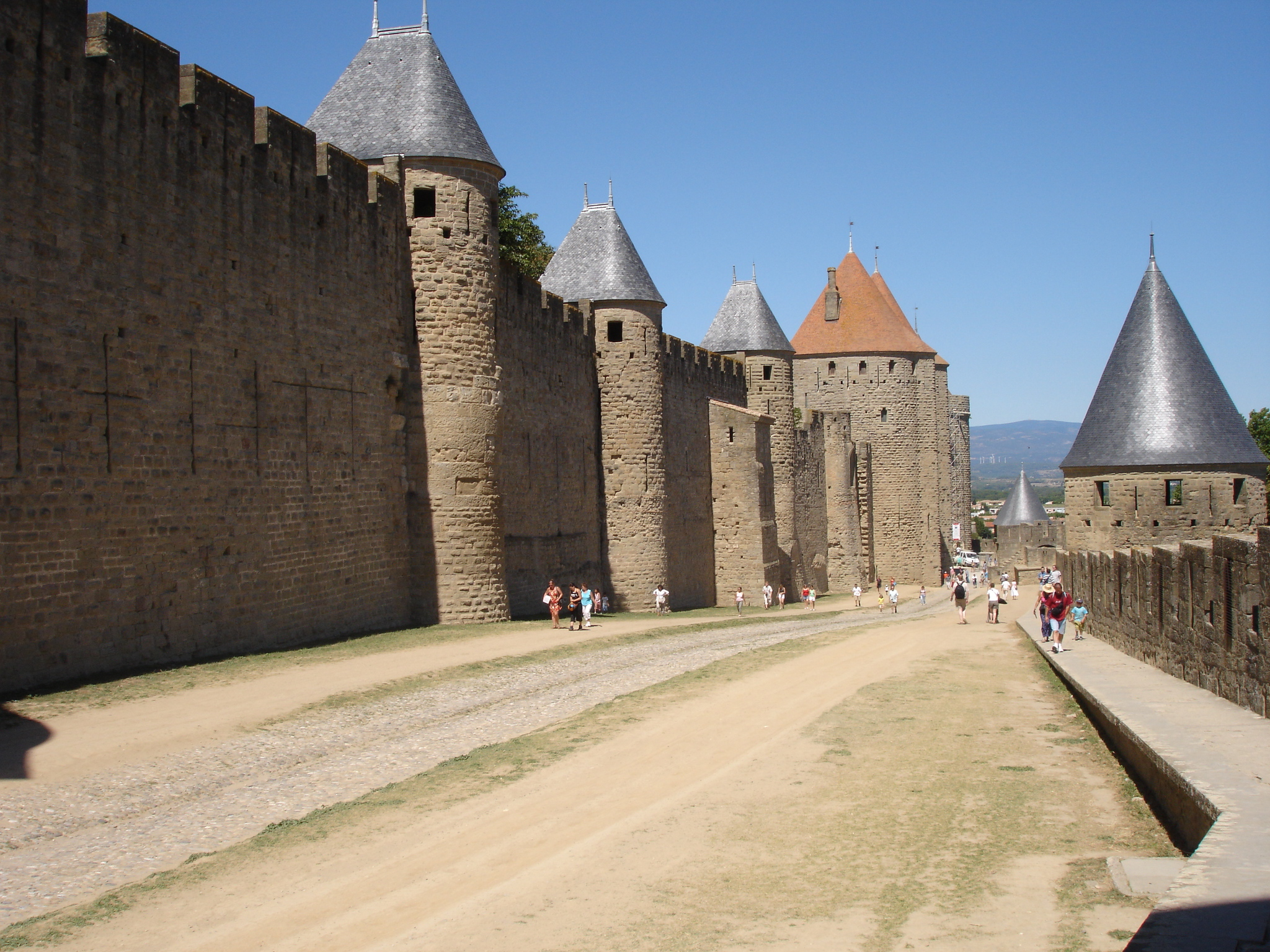
Les lices.
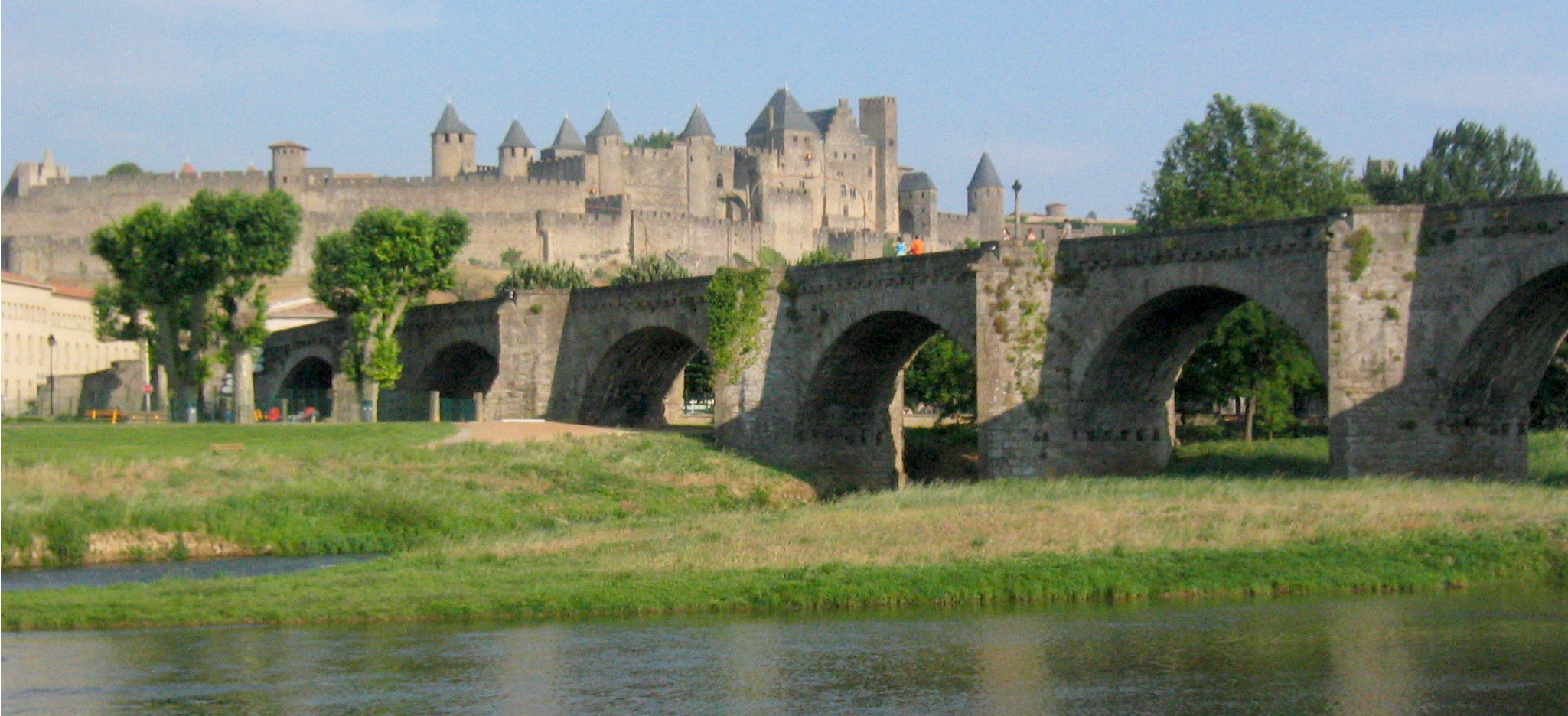
Le pont Vieux

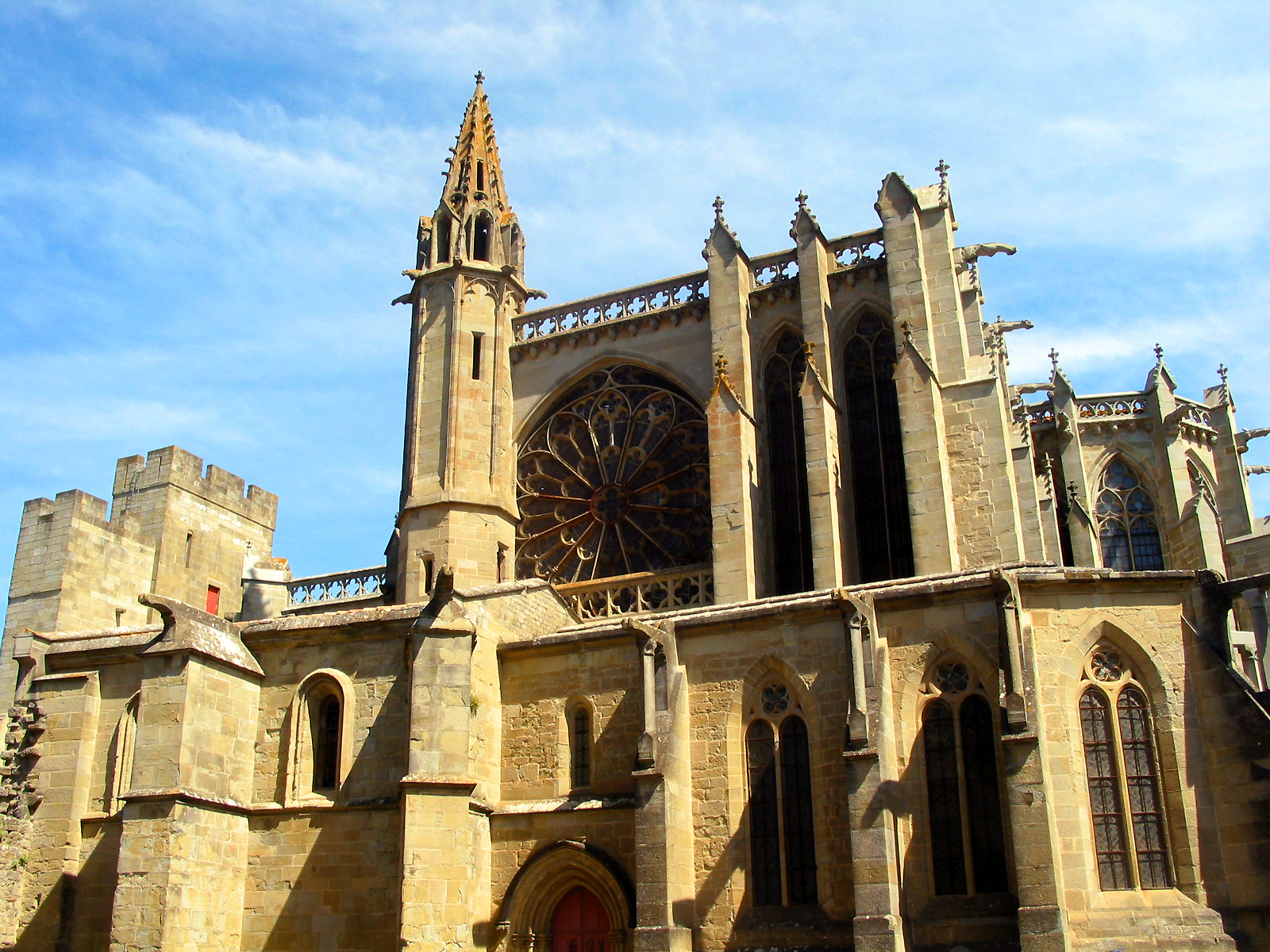
La basilique Saint-Nazaire.

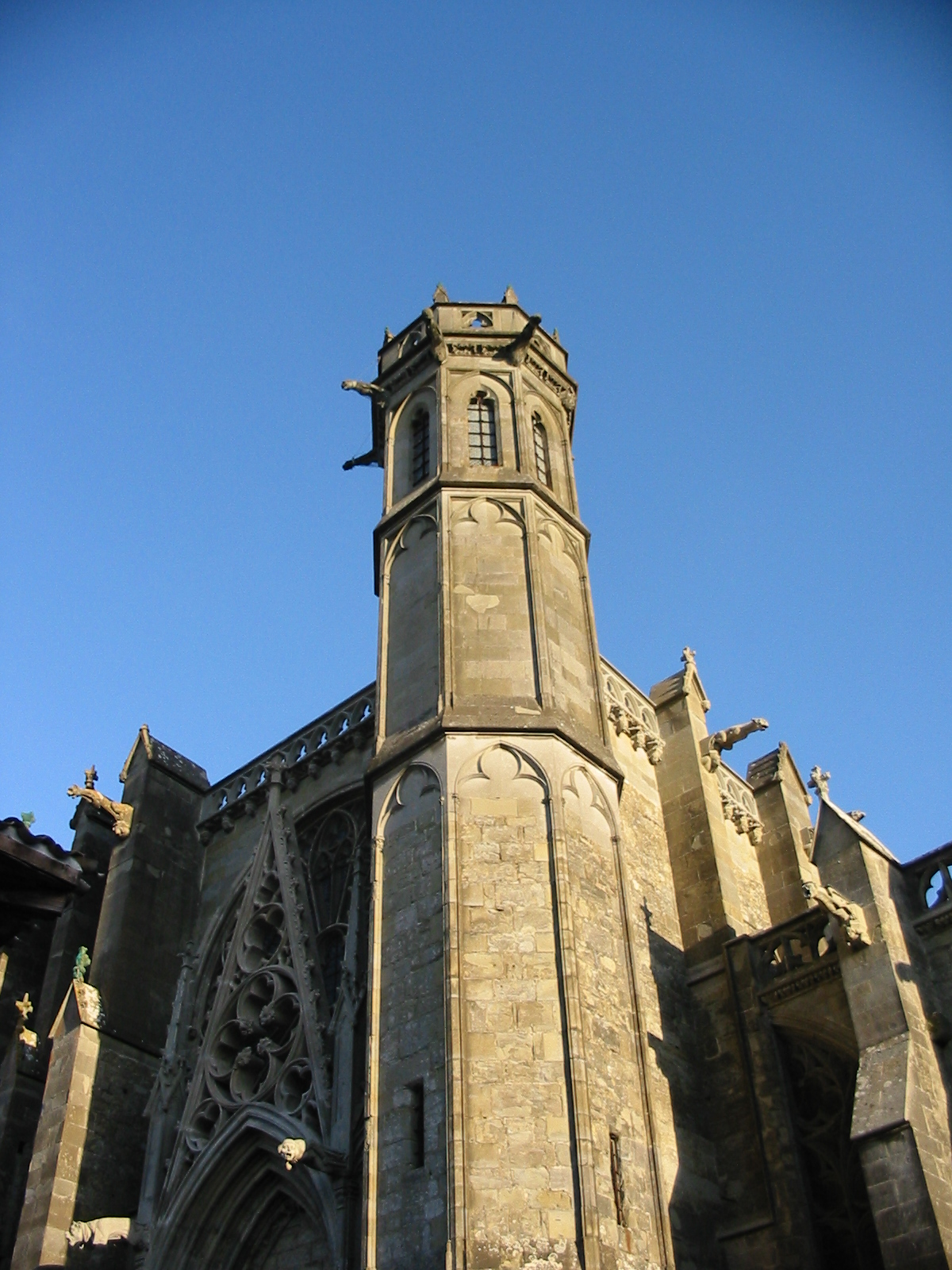
La basilique Saint-Nazaire au cœur de la Cité.

Situé au sein de la cité de Carcassonne, le château comtal est une forteresse qui hébergeait les vicomtes de Carcassonne. Certaines de ses fondations reposent sur une domus du Ier siècle. Très tôt, cet emplacement devient un lieu de pouvoir. Le nouveau château comtal a été bâti au début du XIIe siècle ; il n'en reste qu'une partie du donjon. Il connaît de nombreuses modifications au cours des siècles, en particulier en 1229 où, aux mains du pouvoir royal, il devient le siège de l'une des deux sénéchaussée du Languedoc ; la seconde étant celle de Beaucaire. De 1240 à 1250, la construction de l’enceinte est entreprise pour le fortifier. Cette ceinture est constituée d’une courtine, de tours rondes, du châtelet d'entrée, de la barbacane ainsi que du fossé.
Le château se visite toute l'année et permet d'accéder aux remparts de la cité. Il contient en outre un musée lapidaire et une exposition permanente sur la restauration de la Cité au XIXe siècle.

#### La basilique Saint-Nazaire
L'édifice a été classé au titre des monuments historiques en 1840.
La basilique Saint-Nazaire est une église d'origine romane datant du XIe siècle. C'est tout d'abord une simple église bénie et consacrée cathédrale par le pape Urbain II en 1096,. Sur son emplacement se trouvait une cathédrale carolingienne dont il ne reste aucune trace. La crypte date aussi de l'époque de la construction de la nouvelle cathédrale par la famille Trencavel, malgré son état dégradé qui fait penser le contraire. Les vitraux originaux de la basilique se trouvent dans la Sainte-Chapelle à Paris.
La cathédrale est construite en grès à l'extérieur. Elle est agrandie entre 1269 et 1330 dans le style gothique imposé par les Français devenus maîtres de la région, avec un transept et un chœur très élancés, un décor de sculptures et un ensemble de vitraux qui comptent parmi les plus beaux du sud de la France. Un prélat bâtisseur, Pierre de Rochefort, est à l'origine financière d'une grande partie des décors et de l'achèvement des voûtes. Ses armoiries sont visibles dans le chœur, l'abside et le bras sud du transept, tandis que la chapelle du collatéral nord contient le monument commémoratif de la mort du contributeur. Un autre personnage, Pierre Rodier, archevêque de Carcassonne, possède son blason dans la chapelle du collatéral sud.
La basilique Saint-Nazaire est classée au titre des monuments historiques par la liste de 1840. Les rénovations d'Eugène Viollet-le-Duc ont largement transformé son extérieur, mais l'intérieur est le plus remarquable. On observe alors les deux styles, gothique et roman, sur les vitraux, les sculptures et tous les décors de l'église. De nombreux vitraux des XIIIe et XIVe siècles sont présents sur les façades. Elles représentent des scènes de la vie du Christ et de ses apôtres.
Jusqu'au XVIIIe siècle, la cathédrale Saint-Nazaire demeure pourtant le principal centre religieux de Carcassonne. À la fin de l'Ancien Régime, le chapitre cathédral entretient même un petit corps de musique comptant un organiste, un maître de musique et au moins cinq enfants de chœur. En 1790, cependant, le chapitre est supprimé. Ce n'est qu'en 1801 que l'église est déchue de son rang de cathédrale de Carcassonne au profit de l'église Saint-Michel, située dans la bastide à l'extérieur de la Cité. Ce transfert se déroule dans un contexte de changements avec l'abandon de la cité et l'expansion de la ville basse. Elle devient basilique en 1898, par un bref du pape Léon XIII.
Une communauté de chanoines vivait à proximité de la cathédrale avec une salle capitulaire et le dortoir à l'est, le réfectoire et les cuisines au sud et les caves et écuries à l'ouest. Mais l'ensemble des bâtiments est démoli en 1792.

#### Le canal du Midi
Le canal du Midi, appelé aussi canal des Deux-Mers car il relie la mer Méditerranée à l'océan Atlantique, est une voie fluviale classée au patrimoine mondial de l'UNESCO depuis 1996. À l'origine, en 1681, le canal ne passe pas à Carcassonne et se trouve à plus de deux kilomètres de la cité à cause d'un désaccord de négociation entre Pierre-Paul Riquet, qui réclamait aux consuls de Carcassonne une aide financière de 100 000 livres pour faire passer le canal dans la ville. Cette erreur des dirigeants de la ville eut un impact sur l'économie de cette dernière, puisque le trafic fluvial ne s'y arrêtait pas, et Carcassonne ne s'épanouit pas autant que Castelnaudary. Un nouveau tracé est alors proposé pour détourner le canal dans la ville et pour construire un port fluvial. En 1810, le canal du Midi passe définitivement par Carcassonne. La ville possède désormais un axe majeur de navigation fluvial du XIXe siècle, le bassin du port, et trois ponts que sont le pont Marengo, le pont de la Paix et le pont d'Iéna.
L'arrivée du canal du Midi est générateur de nombreuses transformations urbaines dans la ville basse. Les fossés entourant les remparts de la bastide sont comblés afin de construire des grands boulevards. En 1812, un grand projet permet d'urbaniser la partie située entre le canal et la bastide. Des logements sont construits ainsi que des bâtiments pour le fonctionnement du canal durant les années qui suivirent.

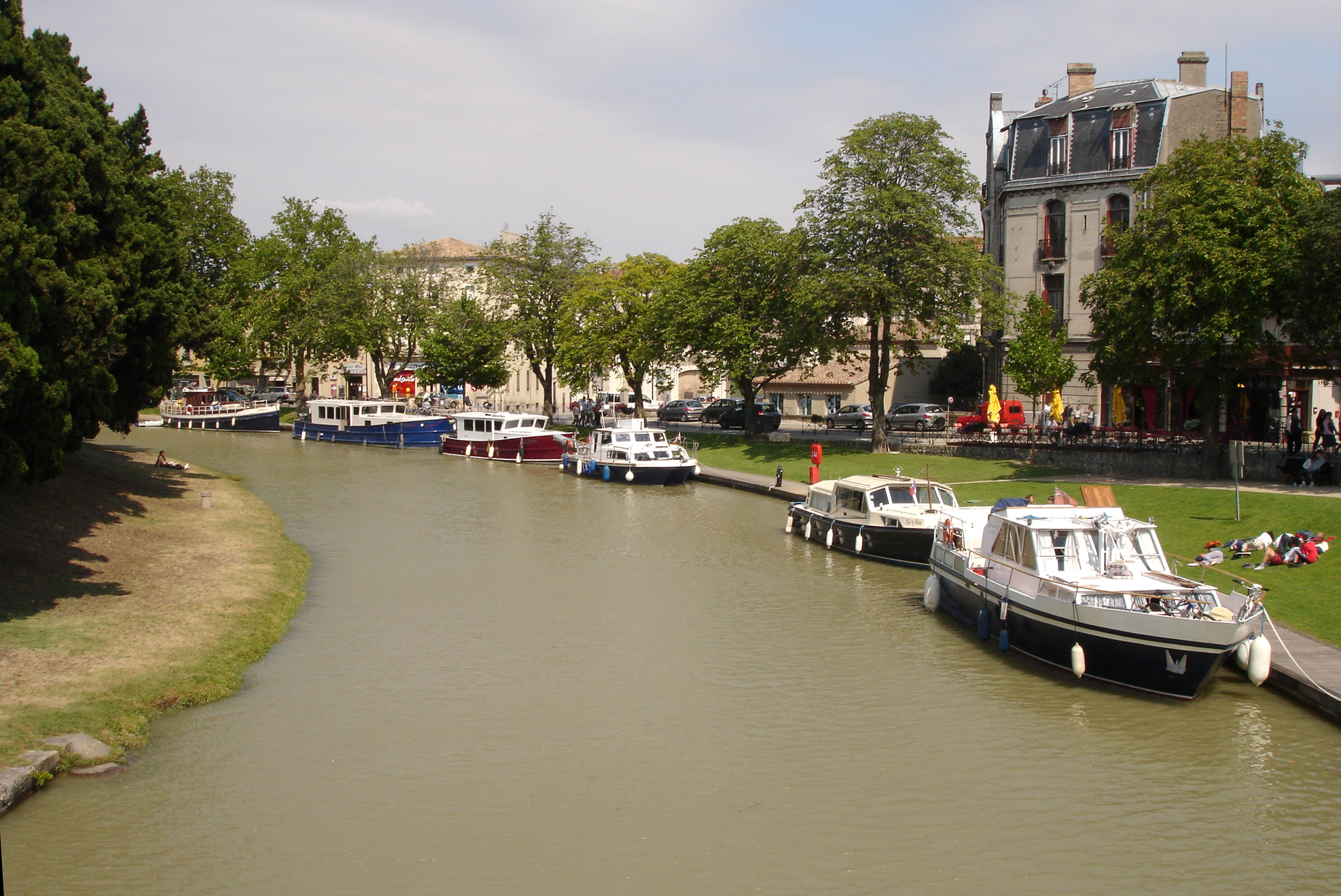
Quai du canal du Midi à Carcassonne.
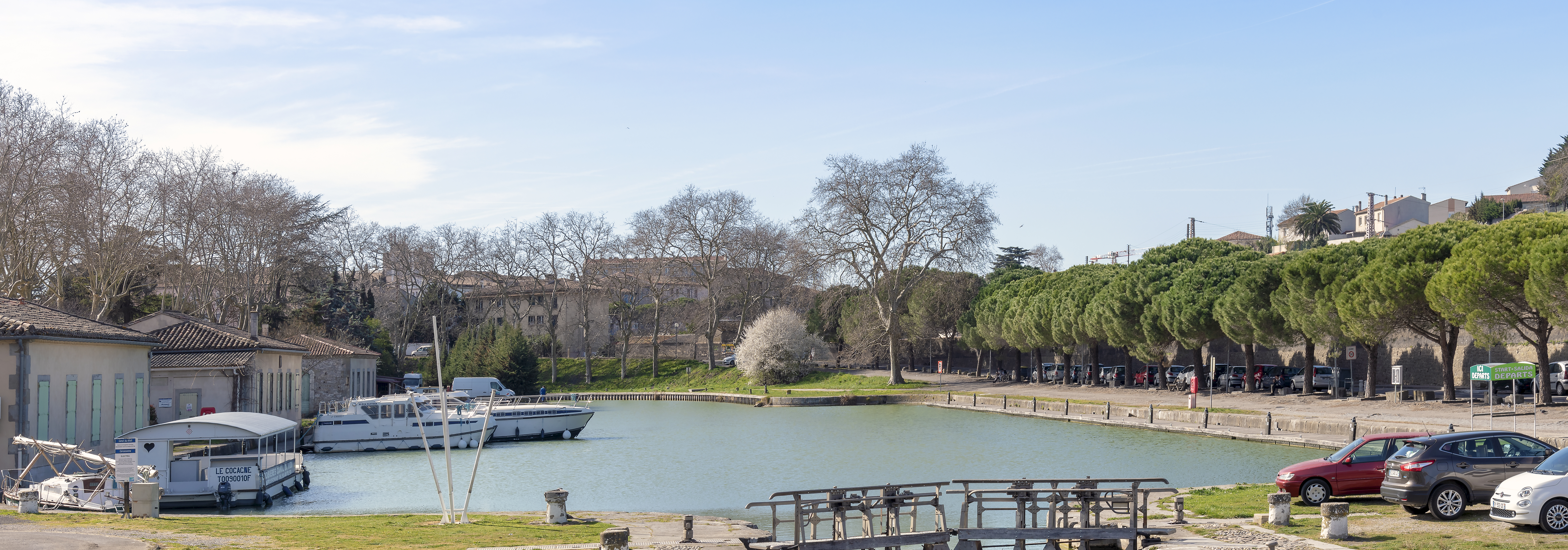
Le port de Carcassonne.
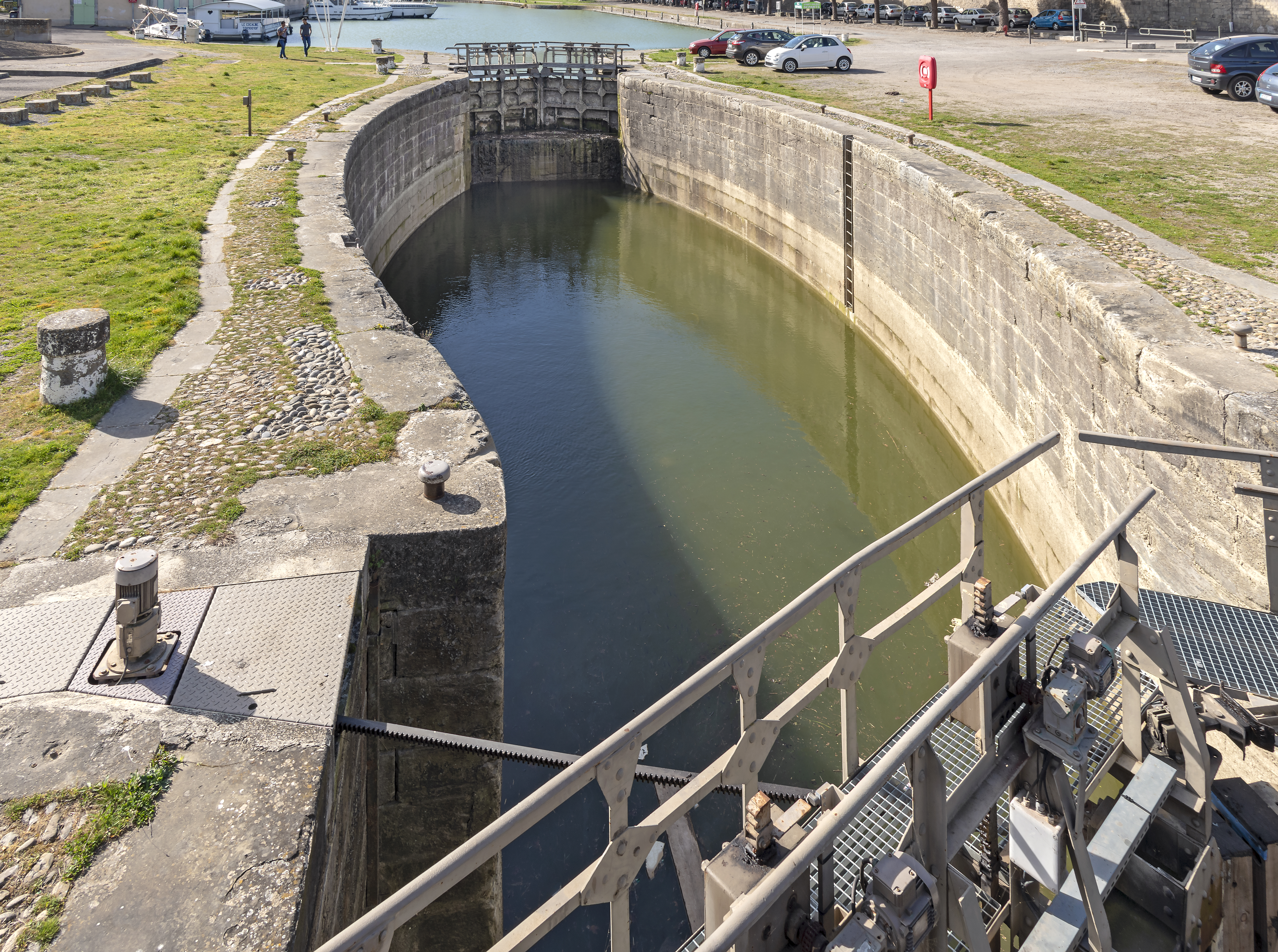
L'écluse de Carcassonne vue du pont Marengo.

#### La bastide Saint-Louis
Plus communément appelée « ville basse », elle est le centre marchand et résidentiel de Carcassonne. C'est Louis IX (Saint Louis) qui autorise la construction en 1247 d'un bourg sommairement fortifié pour loger les Carcassonnais. L’enceinte longue de 2 800 m qui entoure la ville est construite de 1355 à 1359, sous les ordres du comte d’Armagnac. La ville basse fut saccagée par Édouard de Galles, le Prince Noir, en 1355. En 1539, la bastide fut modifiée et prit son aspect actuel.

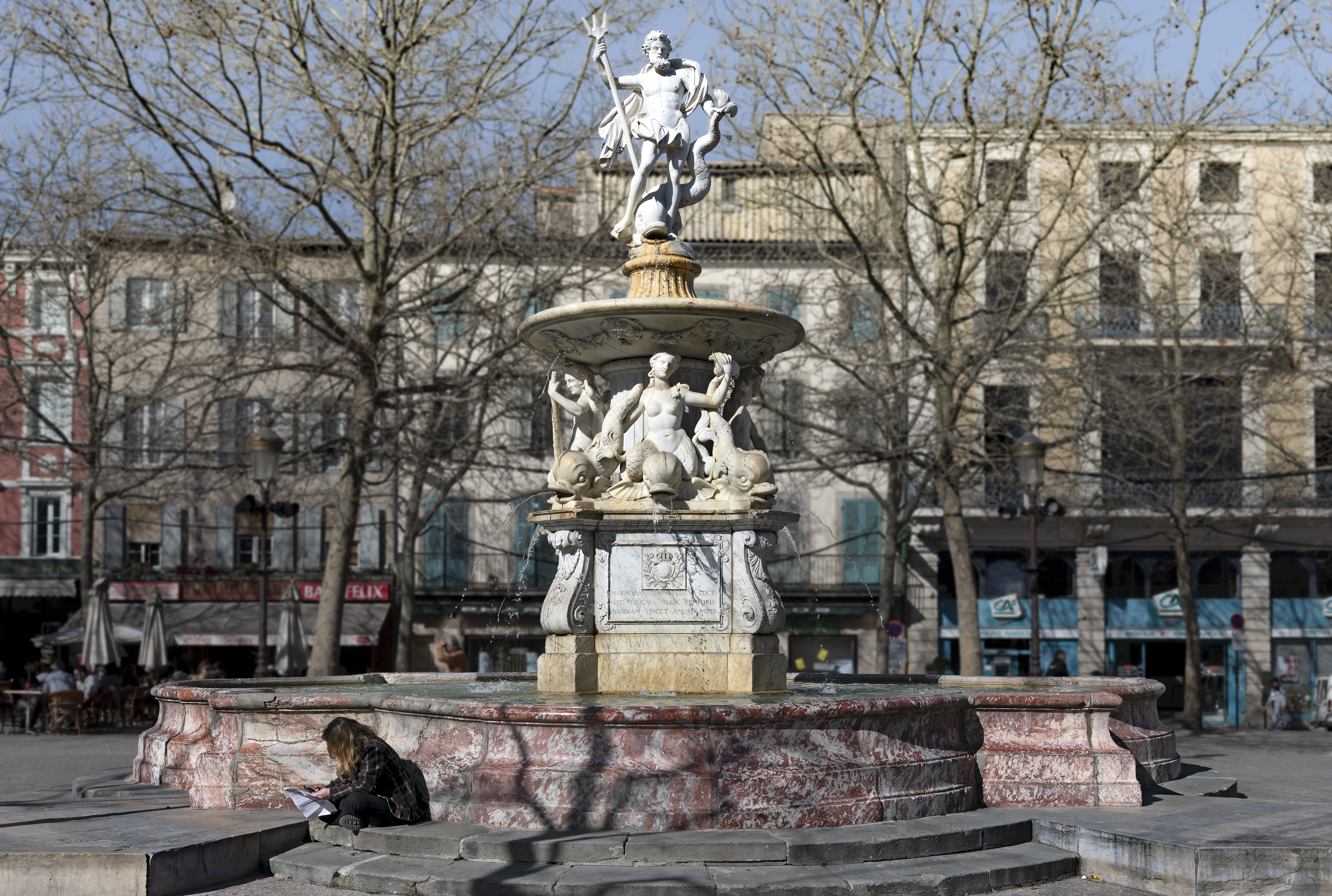
La fontaine de Neptune, place Carnot.

La bastide Saint-Louis était entourée de remparts, dont il ne reste que quelques vestiges, notamment à l'est de la ville, les remparts du bastion. Le plan de la ville basse est un plan en damier centré sur la place Carnot. Les rues étroites se coupent à angle droit et courent d'un bout à l'autre de la ville, plan typique des bastides du sud de la France. Ce découpage permettait aux défenseurs du Moyen Âge de parcourir sans obstacle la ville à cheval afin de défendre les remparts attaqués. Au centre de la ville se trouve la place Carnot, anciennement dénommée « place aux herbes », qui est la place du marché. Vers la fin du XVIe siècle, les murailles sont renforcées de quatre bastions : le bastion Saint-Martin, le bastion du Calvaire, le bastion de Montmorency et le bastion de la Tour Grosse ou des Moulins. Ces travaux interviennent durant les guerres de Religion afin de renforcer les protections de la ville basse.
La bastide est constituée en partie de rues piétonnières ou semi-piétonnières possédant de nombreux commerces. La place Carnot, située au centre, accueille en été une scène pour le festival off de la Cité proposant plusieurs spectacles gratuits.

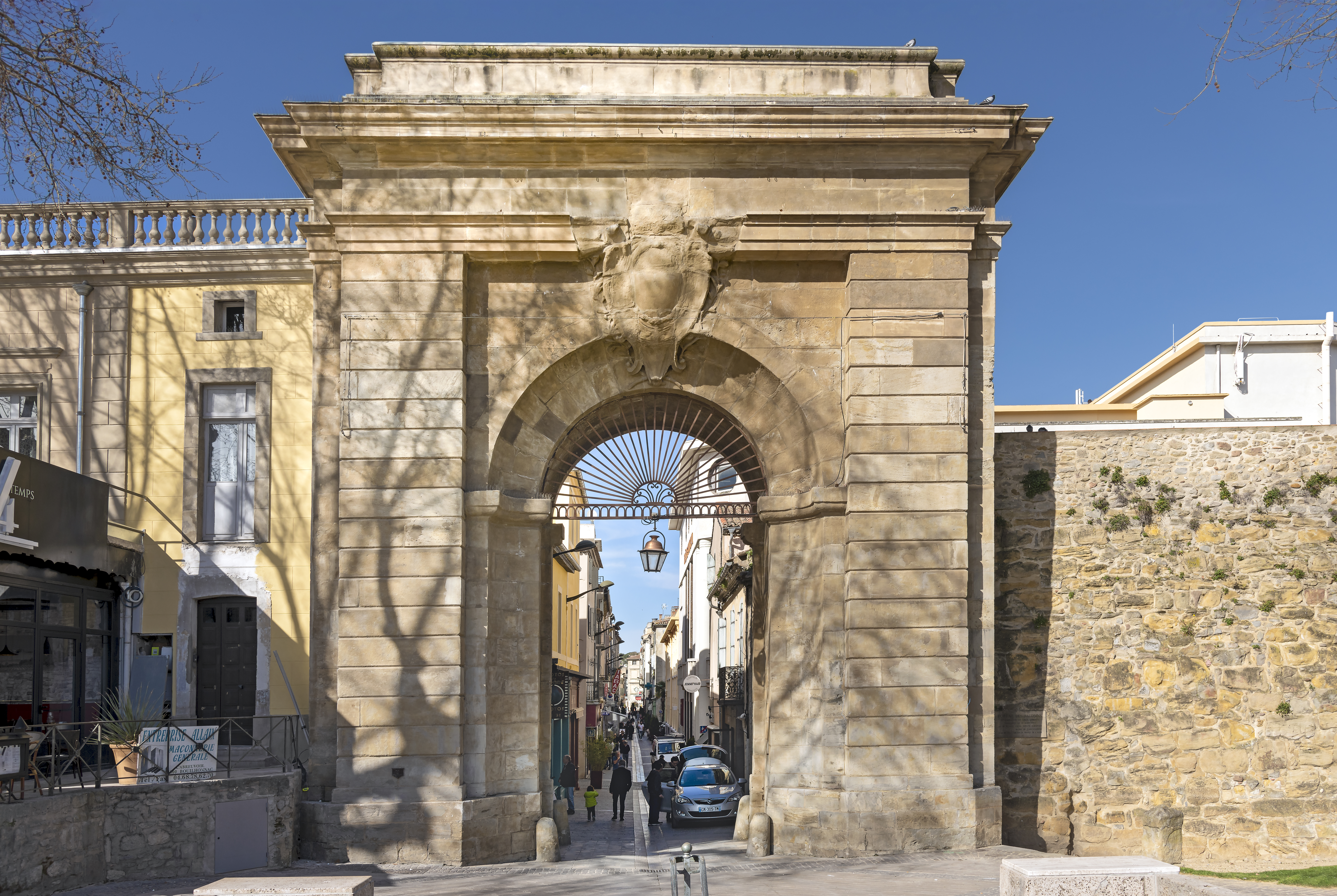
La porte monumentale des Jacobins.

La porte monumentale des Jacobins est la dernière des quatre portes qui se situaient aux quatre points cardinaux de la bastide. Ces portes permettaient le contrôle des entrées dans la bastide quand cette dernière était fortifiée.

#### Lieux de culte
Carcassonne possède plusieurs églises et chapelles :
- La cathédrale Saint-Michel. L'édifice a été classé au titre des monuments historiques en 1886[195].
- L'église Saint-Vincent[129]. L'édifice a été classé au titre des monuments historiques en 1907[196].
- Église Saint-Martin-de-Poursan. Les murs de l'abside et de la nef (du sol à la corniche inclusivement) et restes de voûte de la nef ont été inscrits au titre des monuments historiques en 1948[197].
- Église Saint-Saturnin de Grèzes. L'église Saint-Saturnin et l'ancienne maison presbytérale attenante ont été inscrits au titre des monuments historiques en 1946.
- L'église Saint-Gimer de Carcassonne. Saint Gimer était évêque de Carcassonne de 902 à 931[198]. L'église est située dans le quartier de la Barbacane et a été construite par Eugène Viollet-le-Duc de 1854 à 1859[132], à la place de la barbacane d'Aude qui a été détruite pour l'occasion. L'édifice a été inscrit au titre des monuments historiques en 2020[199],[200],[133].
- La chapelle Notre-Dame-de-la-Santé date de 1527, appelée également Notre-Dame du bout du Pont, elle est située à l'entrée du Pont Vieux.
- L'église Notre-Dame-des-Carmes de Carcassonne, est située dans la bastide Saint-Louis. Elle a été reconstruite plusieurs fois au XIVe siècle, puis au XVIIe siècle et enfin au XVIIIe siècle[136].

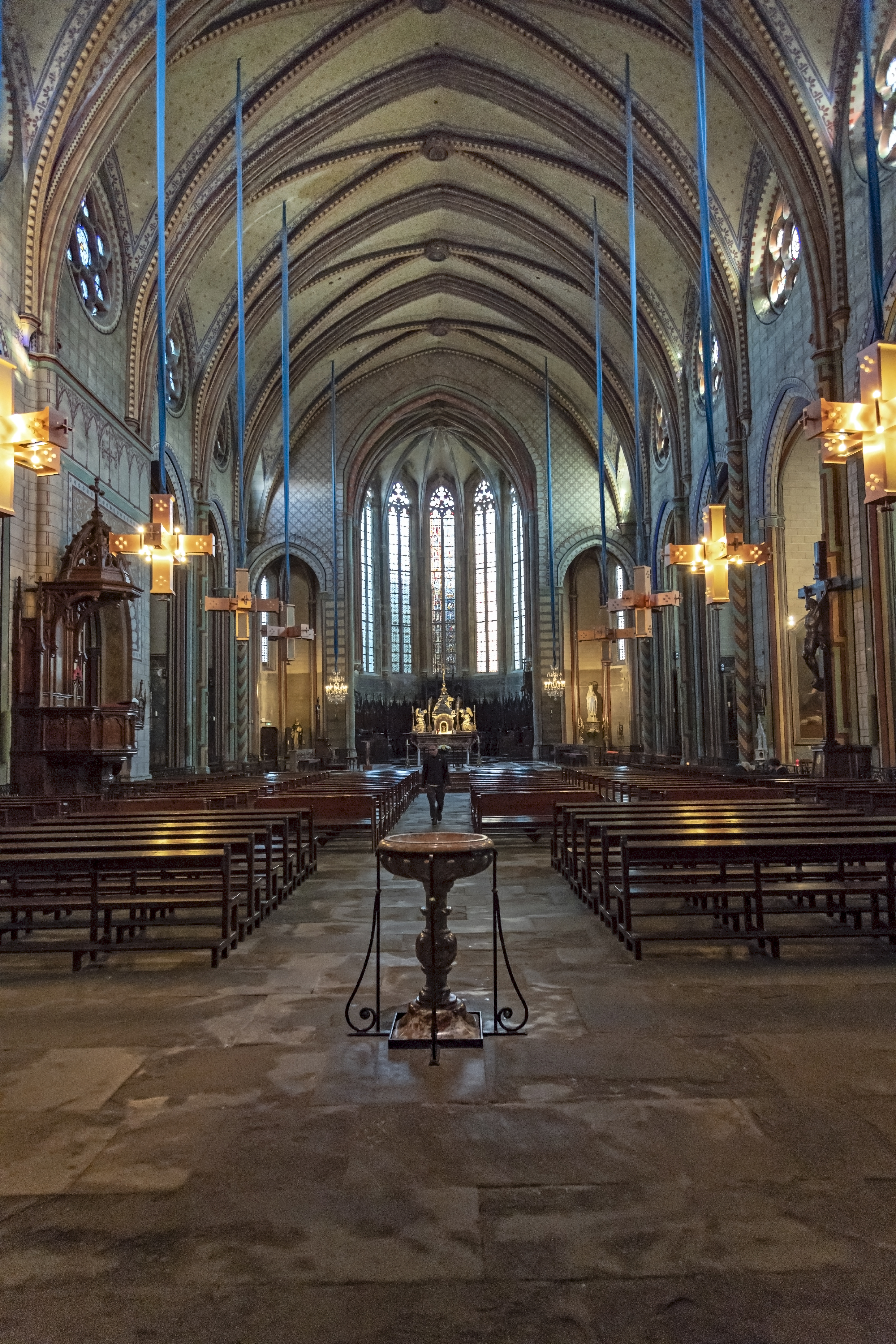
La cathédrale Saint-Michel.
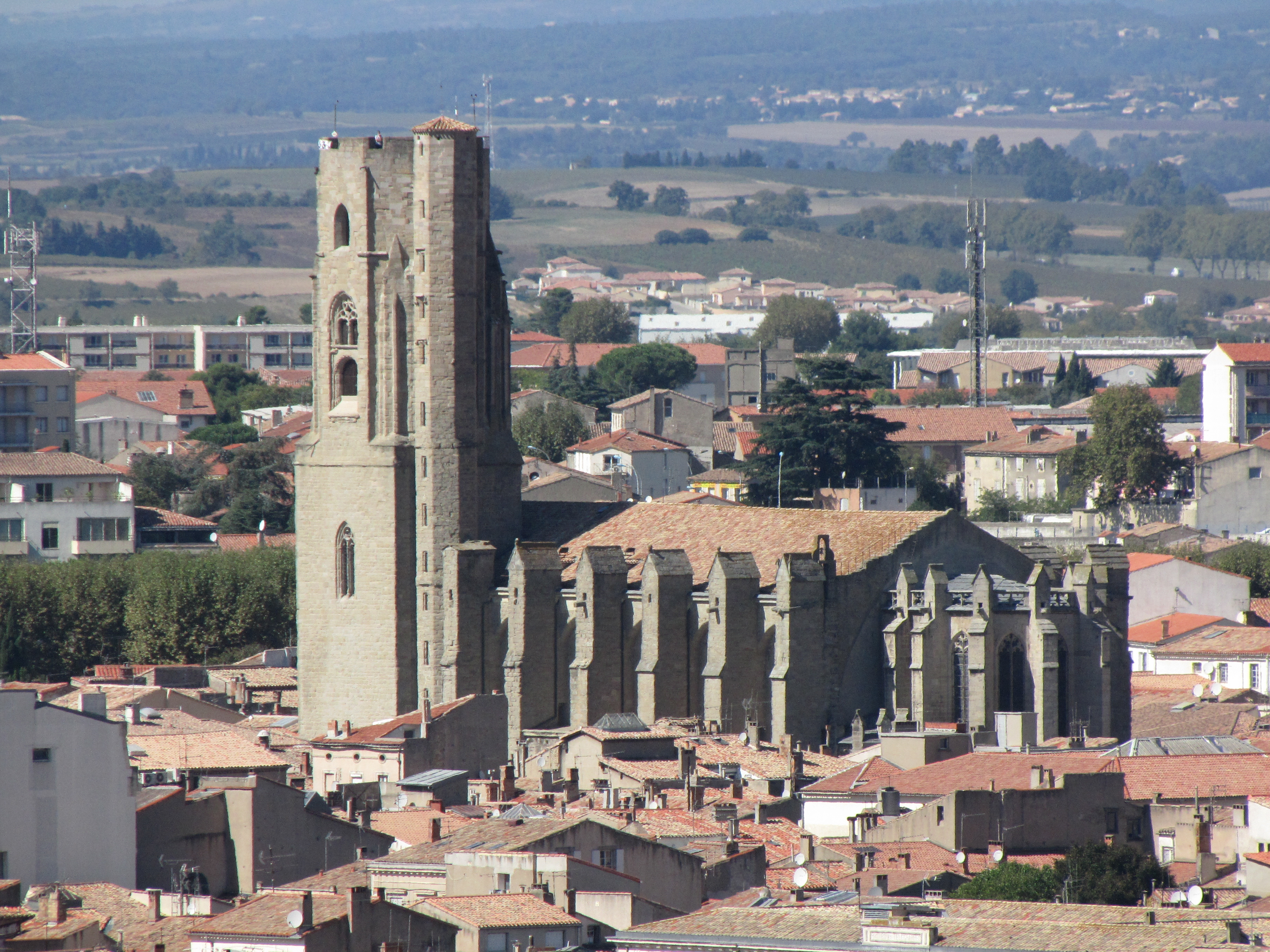
Le clocher de l'église Saint-Vincent.
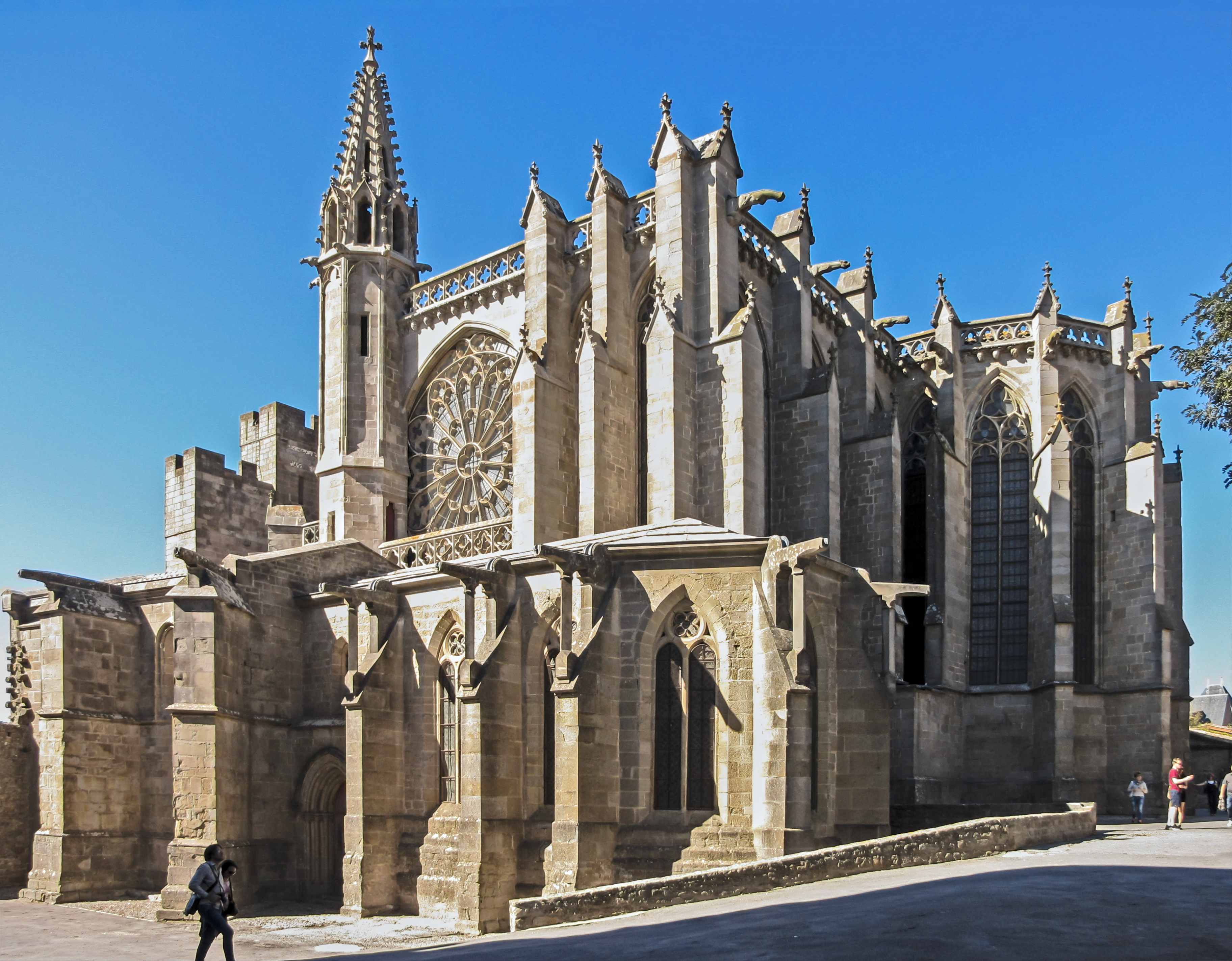
Basilique Saint-Nazaire.
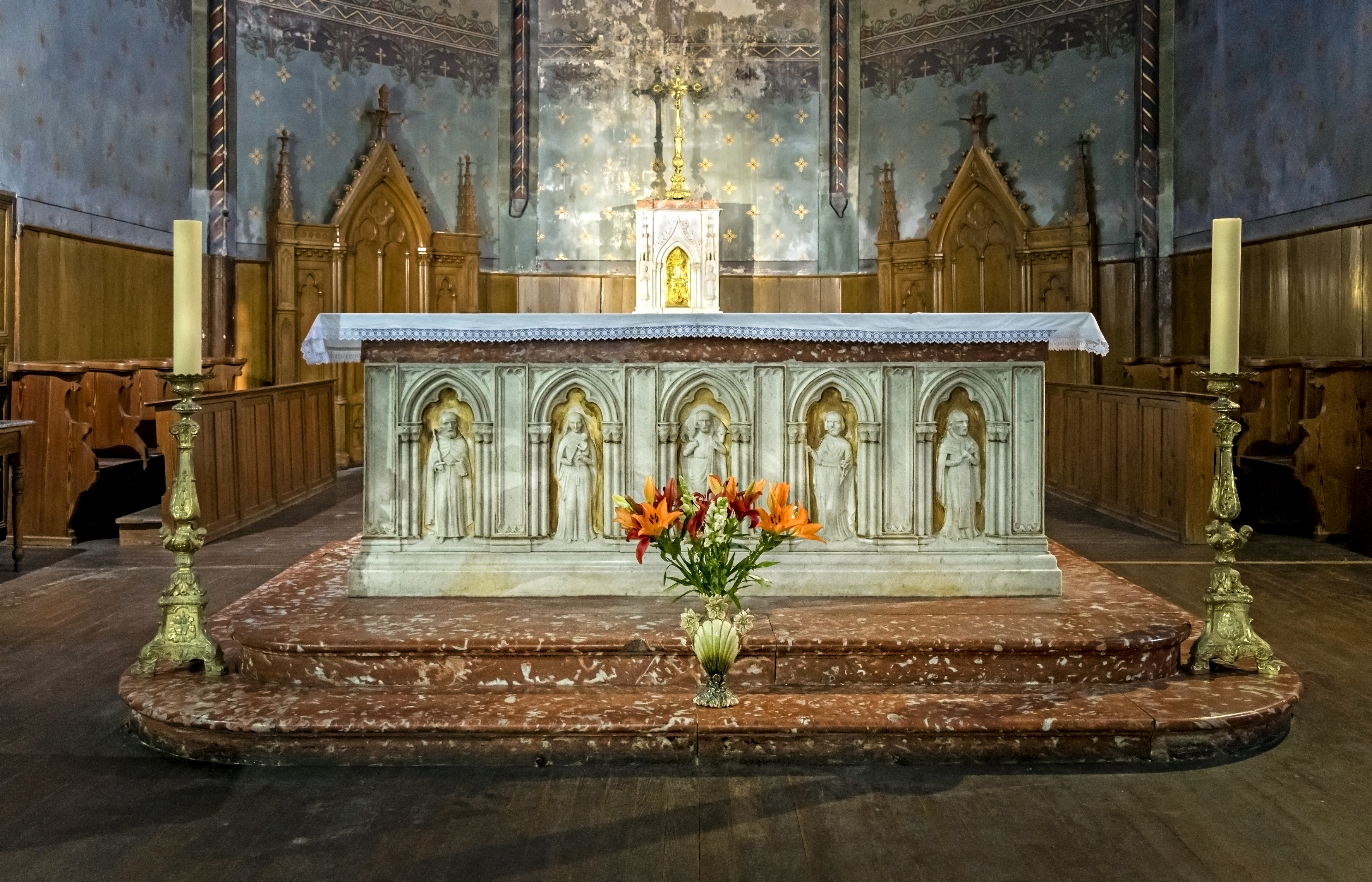
Maître autel de la chapelle des Carmes.
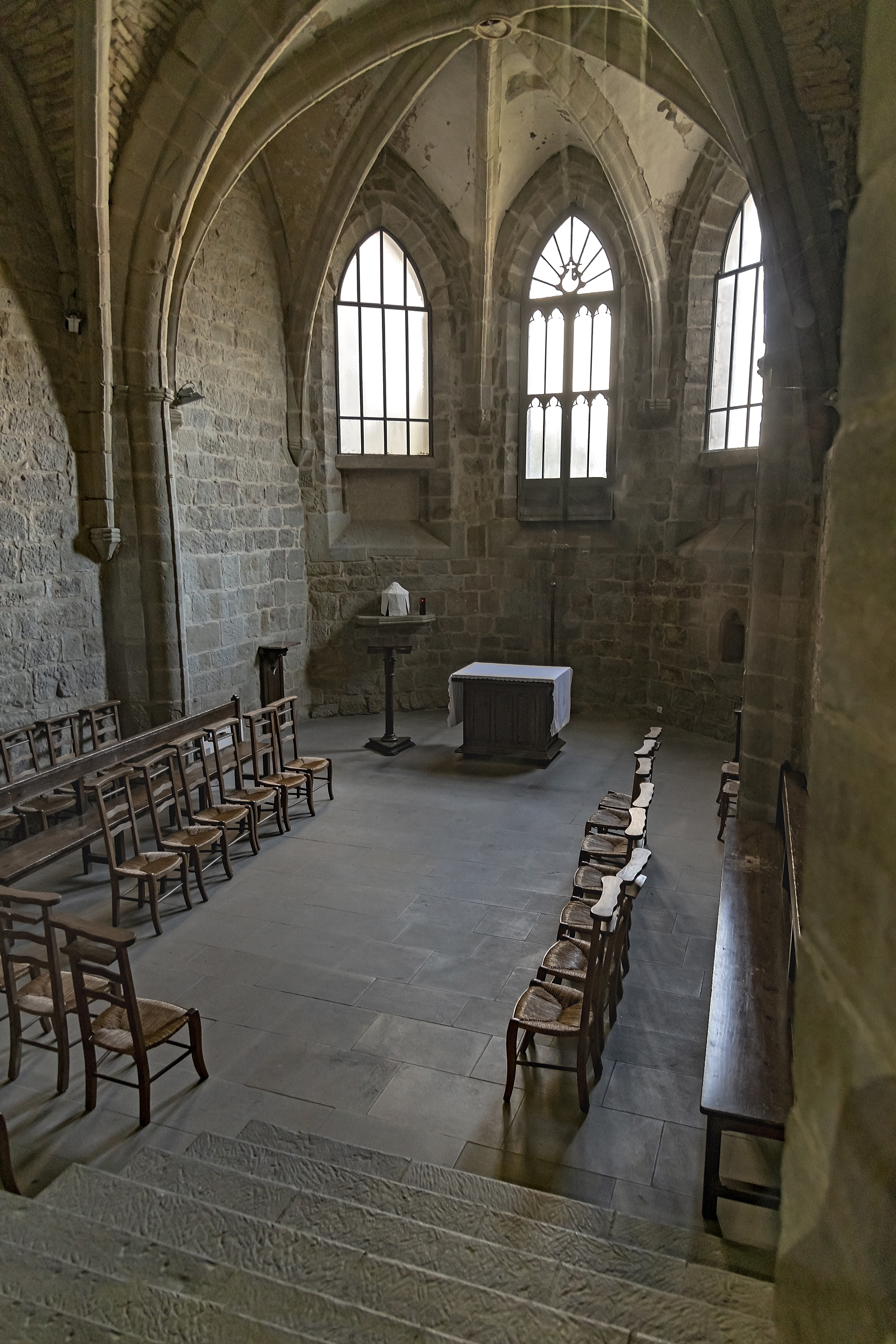
Chapelle du Saint-Sacrement dans la chapelle des Carmes.
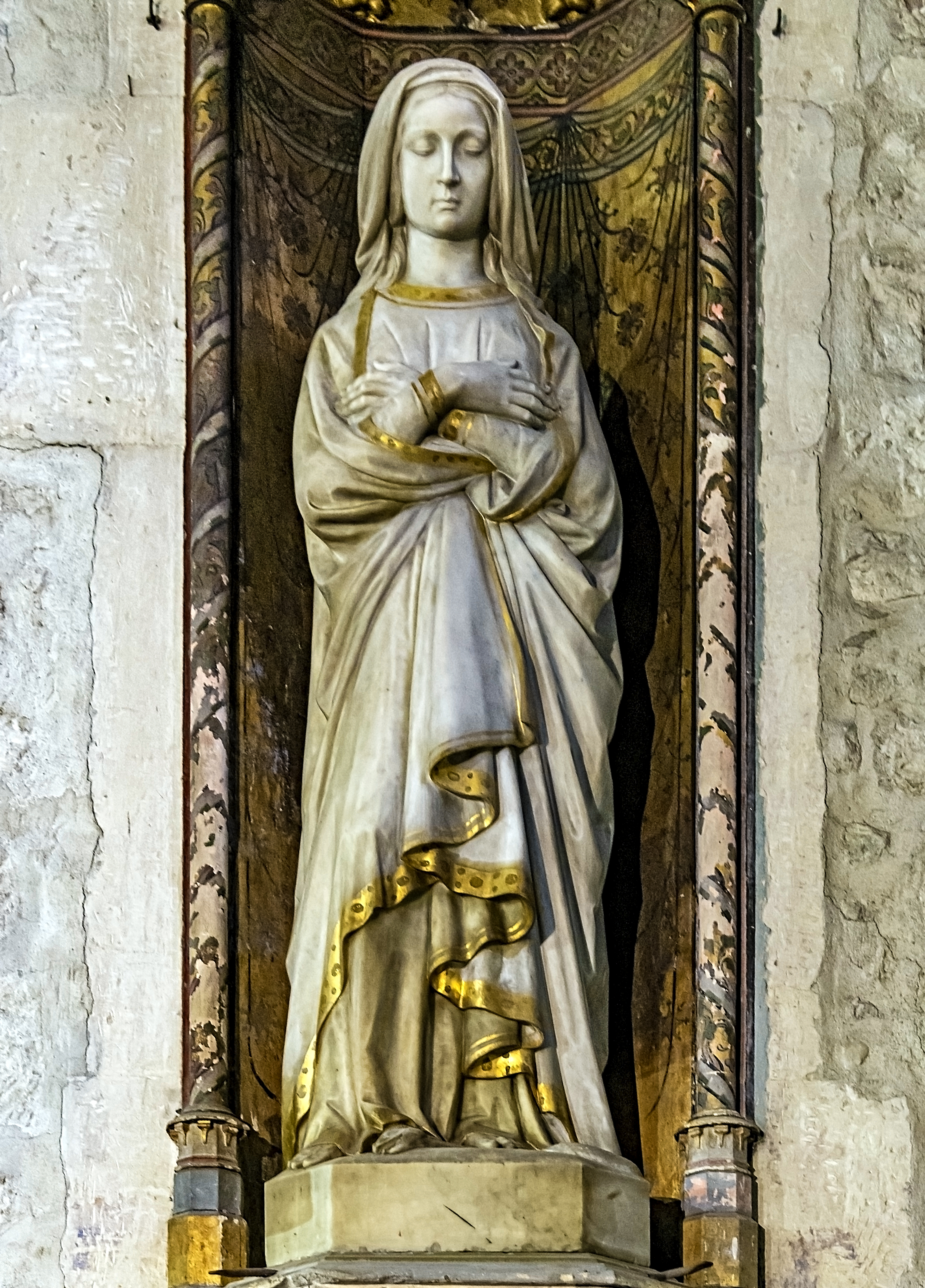
Chapelle des Carmes - L'Immaculée Conception par Perrin.

Le temple protestant de Carcassonne a été inauguré en 1890.
Trois mosquées existent, dont la plus grande est la mosquée As-Salam, inaugurée le 24 juin 2000 par le maire de la ville dans le quartier La Conte.

#### Espaces verts

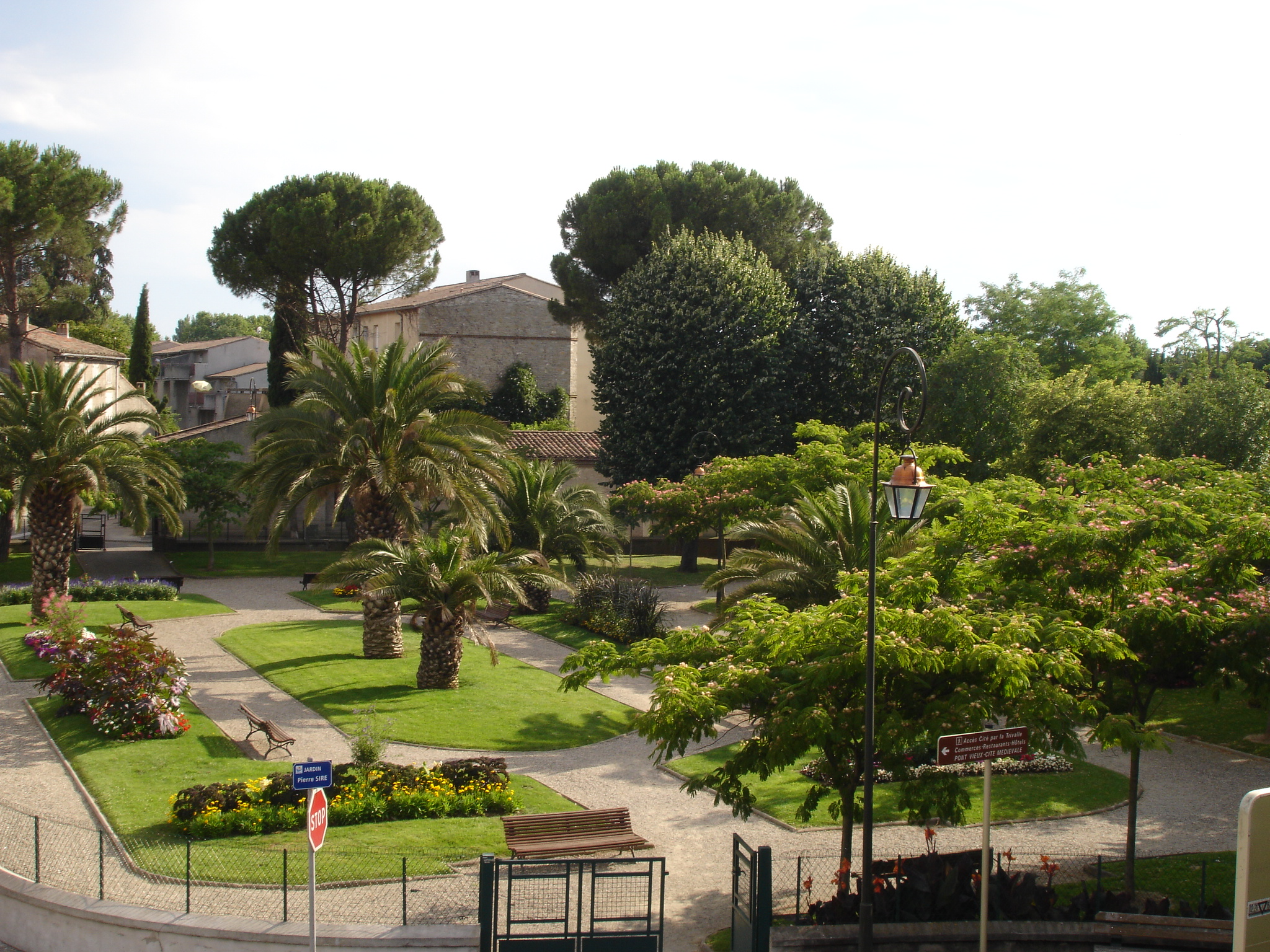
Jardin Maria-et-Pierre-Sire.

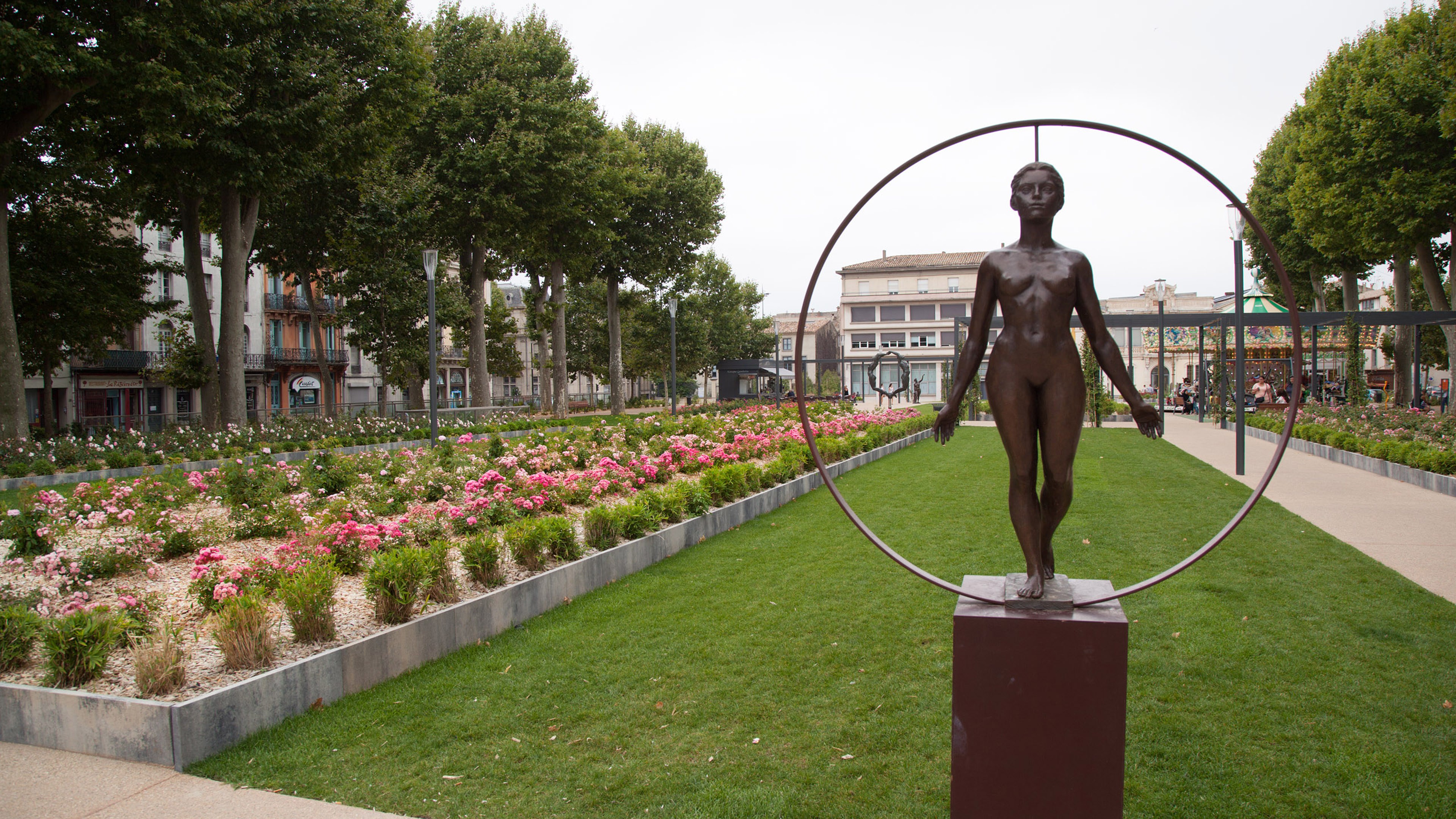
Le square Gambetta

La ville possède de nombreux espaces verts dont :
- le jardin Maria-et-Pierre-Sire, situé devant les bâtiments administratifs du quartier de la Trivalle au pied du pont de l'Aude. Son nom rend hommage à deux écrivains renommés de Carcassonne, Pierre Sire, instituteur, et Maria Sire, directrice de l'école de la Cité[201]. Le jardin possède une stèle en leur souvenir ;
- le jardin André-Chénier dénommé aussi « Jardin des plantes », situé entre le canal du Midi et la route nationale 113 en face de la gare SNCF. Il date de 1821 et honore l'abdication de Napoléon et l’entrée de Louis XVIII à Paris[202]. Il est complètement restauré, avec la remise en eaux de ses fontaines en 2018 ;
- l'esplanade Gambetta avec ses espaces engazonnés et ses deux allées de platanes, réaménagée en jardin en 2015 ;
- le jardin du marquis de Gonet dans l'ancien domaine de Prat-Mary, propriété municipale depuis 2005;
- le parc de la « Fabrique-des-Arts » ;
- le parc de l'Île au pied de cité médiévale ;
- les jardins Bellevue au bord de l'Aude.
- le jardin du Calvaire, situé Bastide Saint-Louis dans le bastion éponyme. Rouvert au public en 2011.

Carcassonne possède deux fleurs en tant que ville fleurie par le Conseil national des villes et villages fleuris de France.

#### Hôtels particuliers
Carcassonne possède de nombreux hôtels bourgeois témoins de son passé industriel et commerçant. Ces hôtels datent de l'industrie du textile entre le XVIIe et le XVIIIe siècle. La rue de Verdun (ancienne rue Mage) regroupe plusieurs de ces hôtels, comme l'hôtel Besaucèle, l'hôtel Bourlat et l'hôtel de Roux d'Alzonne, qui renferme le collège André-Chénier. Quelques hôtels sortent du lot, comme l'hôtel de Franc de Cahuzac, l'hôtel Castanier-Laporterie ou l'hôtel de Murat siège de la CCI de l'Aude.
Enfin, d'autres hôtels particuliers peuvent être signalés, comme l'hôtel de Pelletier du Claux, l'hôtel de Rolland qui renferme l'actuel hôtel de la mairie, l'hôtel de Saix, l'hôtel Roques-Guilhem, l'hôtel de Maistre et l'hôtel Saint-André.

#### Autres édifices
D'autres édifices sont caractéristiques de l'histoire et du patrimoine de la ville. Le Pont-Vieux enjambant l'Aude est long de 225 mètres et le premier à avoir relié la cité à la bastide. Actuellement réservé aux piétons, il permet d'avoir une belle vue sur les remparts de la cité et sur le quartier de la Trivalle situé en contrebas de la cité. Ce quartier abritait la manufacture royale de La Trivalle, spécialisée dans la confection de draps. Cette manufacture a été créée en 1696 à l'initiative de Colbert pour favoriser l'exportation de textile de qualité en Méditerranée orientale. Le seul bâtiment conservé se situe à l’extrémité du pont Vieux. Intégré aux bâtiments de la cité administrative, sa façade a été entièrement restaurée en 2013.
Au cœur de la bastide Saint-Louis, se trouve la halle aux grains avec sa charpente en « Bras de Jupiter » qui date de 1769.
Enfin, le monument à la Résistance est une œuvre de René Iché dont la sculpture monumentale située sur le square Gambetta, représente deux Lutteurs s'affrontant.
En février 2018 est inauguré sur le parvis de la cathédrale un nouveau monument aux morts (Première Guerre mondiale, Seconde Guerre mondiale, guerre d'Indochine et guerres d'Afrique du Nord), tandis que l'ancien, datant de 1919, est retiré.

### Gastronomie

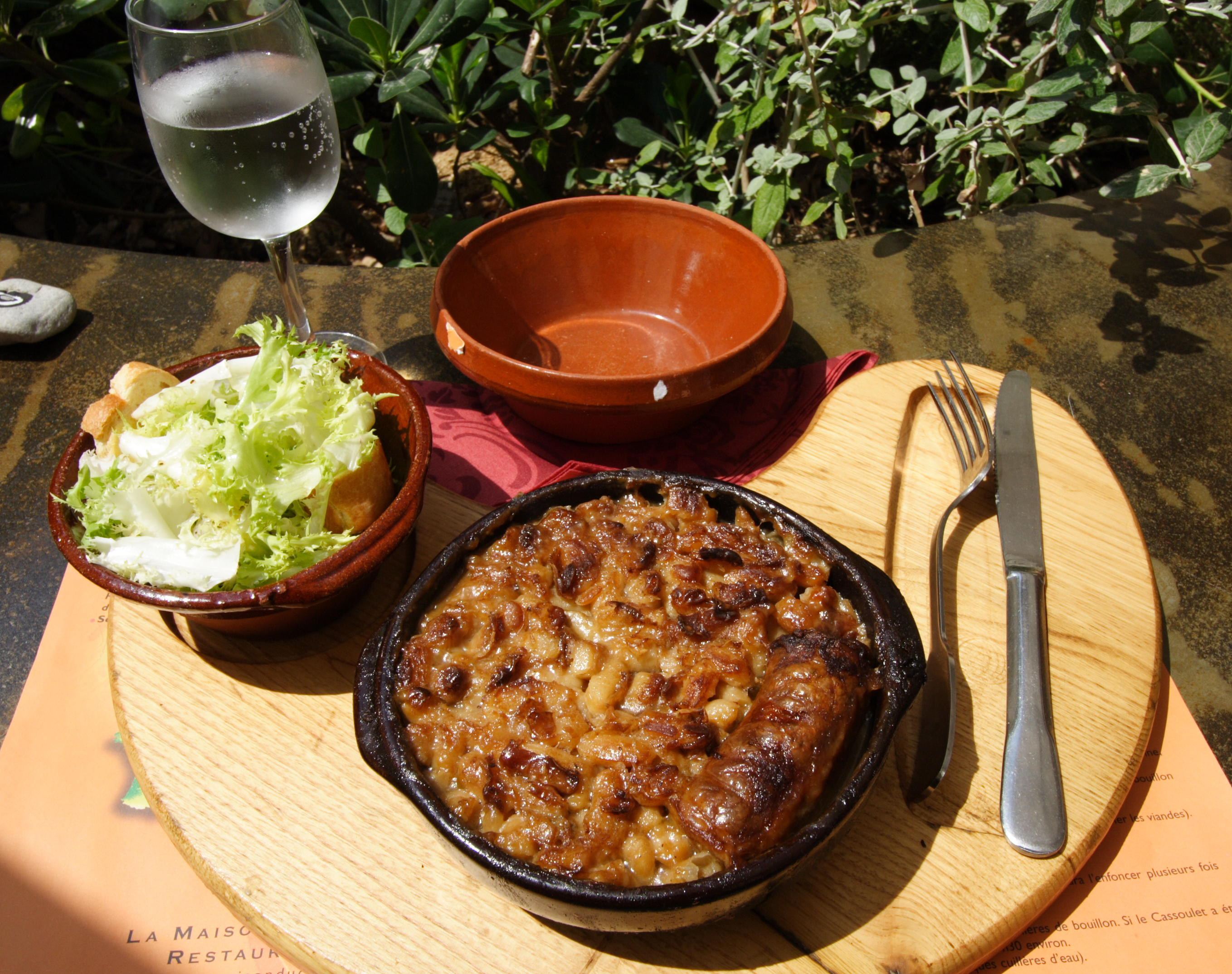
Cassole de Cassoulet de Carcassonne dans un restaurant.

La cuisine de Carcassonne est une cuisine typiquement du sud-ouest basée sur des produits fermiers tels que les volailles et légumes. Ainsi, des spécialités de Carcassonne comme le jambonneau, les gésiers de volailles confits, le confits d’oie et de canard, les petits carcassonnais, les chocolats de la Cité, les pavés de la Cité, le grès de la Cité et les briques de la Cité, peuvent être dégustés en ville. Les petits carcassonnais, les chocolats de la Cité, les pavés de la Cité, le grès de la Cité et les briques de la Cité sont des friandises à base de sucre ou de chocolat que l'on peut trouver dans les boutiques de la cité de Carcassonne.
La région carcassonnaise offre d'autres spécialités, comme les pâtés de foie d'oie ou de canard, la salade d'artichaut au foie sec, le cassoulet (composé de haricots secs, de couennes et de viandes de porc, de saucisse et de confits d'oie ou de canard) et les fricassées de haricots ou de fèves. Le cassoulet de Carcassonne se différencie de ses homologues de Castelnaudary et de Toulouse par l'ajout de viande de perdrix.
D'autres spécialités sont proches du terroir languedocien, comme les escargots à la Languedocienne (composés d'oignons, de jambon, de tomates, et de persillade), la bourride de Bages, les bouillabaisses et le flan de Saint-Jean du Minervois (composé de muscat de Saint-Jean, de miel des Corbières et d’œufs).
Plusieurs vignobles autour de Carcassonne produisent des vins de terroirs utilisés dans de nombreuses spécialités, comme les daubes ou civets au vin des Corbières ou du Minervois. Ainsi, on retrouve près de Carcassonne le vignoble du Cabardès situé au nord, le vignoble des Corbières situé au sud-est, le vignoble des Côtes de la Malepère qui entoure Carcassonne et le vignoble du Minervois au nord-est.
La distillerie Sabatier, fondée par Michel Sabatier en 1885 fabriquait la Micheline, une liqueur, et l'Or-Kina, un apéritif. En 2020, ils sont produits par la maison Cabanel.

### Patrimoine culturel
La ville de Carcassonne possède plusieurs installations pour promouvoir la culture. Deux théâtres existent dans la ville. Le théâtre Jean-Deschamps à ciel ouvert installé au cœur de la cité offre un lieu de spectacle privilégié pour le festival de la cité qui se déroule chaque été. Le théâtre municipal Jean-Alary propose aussi plusieurs pièces tout au long de l'année. C'est un théâtre aux caractéristiques de l'entre-deux-guerres (sobre et fonctionnel), construit en 1933 par les architectes R. Esparseil et Marcel Oudin, il se trouve sur l'emplacement de l'ancien couvent des Dominicains. Les décors intérieurs peints sont les œuvres de J.-N. Garrigues et de G.-J. Jaulmes. Immeuble classé au titre des monuments historiques. Deux autres salles de spectacles existent : l'auditorium dans l'ancienne chapelle du collège des Jésuites et le Chapeau rouge rue Trivalle au pied de la Cité.
Le musée des Beaux-Arts de Carcassonne est situé dans l’ancien Présidial sur les boulevards plantés de platanes de la ville basse. Il abrite, notamment, une longue vue ayant servi à Napoléon lors de son voyage retour de l'île d'Elbe en 1815. L'objet avait été oublié après l'incendie des archives du musée en 1942. Il est réapparu en janvier 2011 grâce à une lecture d'Alain Pignon, animateur du blog Chroniques de Carcassonne. Le musée offre une collection de peinture occidentale du XVIIe au XIXe siècle, une collection de faïences, des tapisseries et des objets d’art.
La bibliothèque, placée depuis janvier 2010 sous la tutelle de la communauté d'agglomération du Carcassonnais, possède un fonds important de documents anciens et précieux. Elle abrite par exemple le seul manuscrit connu du Roman de Flamenca, considéré comme un prototype de l'amour courtois, les archives de Guillaume Peyrusse, trésorier de Napoléon 1er, ou également, celles du philosophe Ferdinand Alquié. Un projet de grande médiathèque est en cours mais il est repoussé depuis de nombreuses années, tout comme les autres chantiers attenants (constitution d'un catalogue informatisé, mise à jour des collections, etc.). En 2010, la nouvelle majorité a brusquement mis fin au projet du site prat-mary, en phase finale du concours d'architecte. Depuis 2010, la plupart des fonds ne sont plus accessibles au public. De l'ancienne bibliothèque municipale, il subsiste une section pour enfant, baptisée « Grain d'Aile » sous les halles couvertes et pour adultes dénommée « Grain de Sel » située rue Fédou. En août 2011, la mise au rebut accidentelle d'ouvrages patrimoniaux a suscité une importante polémique.
Le multiplexe Cap Cinéma - CGR  a ouvert ses portes dans la zone du Pont Rouge depuis le 27 octobre 2007 avec neuf salles de cinéma soit 1 828 places, une halte garderie et plusieurs restaurants. Carcassonne possède également cinq salles de cinéma en centre-ville, au Colisée, gérées également par le groupe CGR. Ce cinéma se consacre essentiellement à l'art et l'essai. En réalité, l'association « Les Amis du Cinoch » loue la salle au groupe CGR afin de diffuser sa programmation art et essai. La société Cap Cinéma, avant son rachat par le groupe CGR (Circuit Georges-Raymond) en 2017, possédait une autre salle le cinéma l'Odéum qui a fermé ses portes lors de l'ouverture du multiplexe. Cette salle, dont la façade est de style Art déco, a été rachetée par la mairie pour en faire un centre de congrès, dont le réaménagement a été annulé pour cause d'amiante.
Un ancien secrétaire de la mairie de Carcassonne, Édouard Lacombe, a composé un hymne à la cité « La carcassouneso ». Il était originaire de Venerque dans la Haute-Garonne où il repose dans son cimetière.
L'Association des Amis de la Ville et de la Cité de Carcassonne cofondée en 1927 par Pierre Embry, le premier conservateur de la Cité, est l'une des plus importantes associations au service du patrimoine. Son but premier est d'enrichir les collections des musées et de la bibliothèque d'agglomération de Carcassonne par des achats ou des dons (tableaux, orfèvrerie, sculptures, ouvrages). Elle a participé à la création du dépôt lapidaire au château comtal. En 2016, elle a déposé au Musée des beaux-arts, un dauphin en pierre du XVIIe siècle, seul témoignage de l'ancienne fontaine monumentale de la place principale de la bastide Saint-Louis, la place Carnot, ancienne place aux herbes. En 2020, de nouveau, un tableau de Jacques Gamelin et une paire de flambeaux du XVIIIe siècle ont rejoint les collections du Musée. Elle fait découvrir également la patrimoine en participant chaque année aux Journées Européennes et en organisant des visites et des conférences,.
Deux sociétés savantes perpétuent la connaissance du patrimoine culturel et historique de la ville et de sa région, il s'agit de l'Académie des arts et des sciences de Carcassonne et de la Société d'études scientifiques de l'Aude.

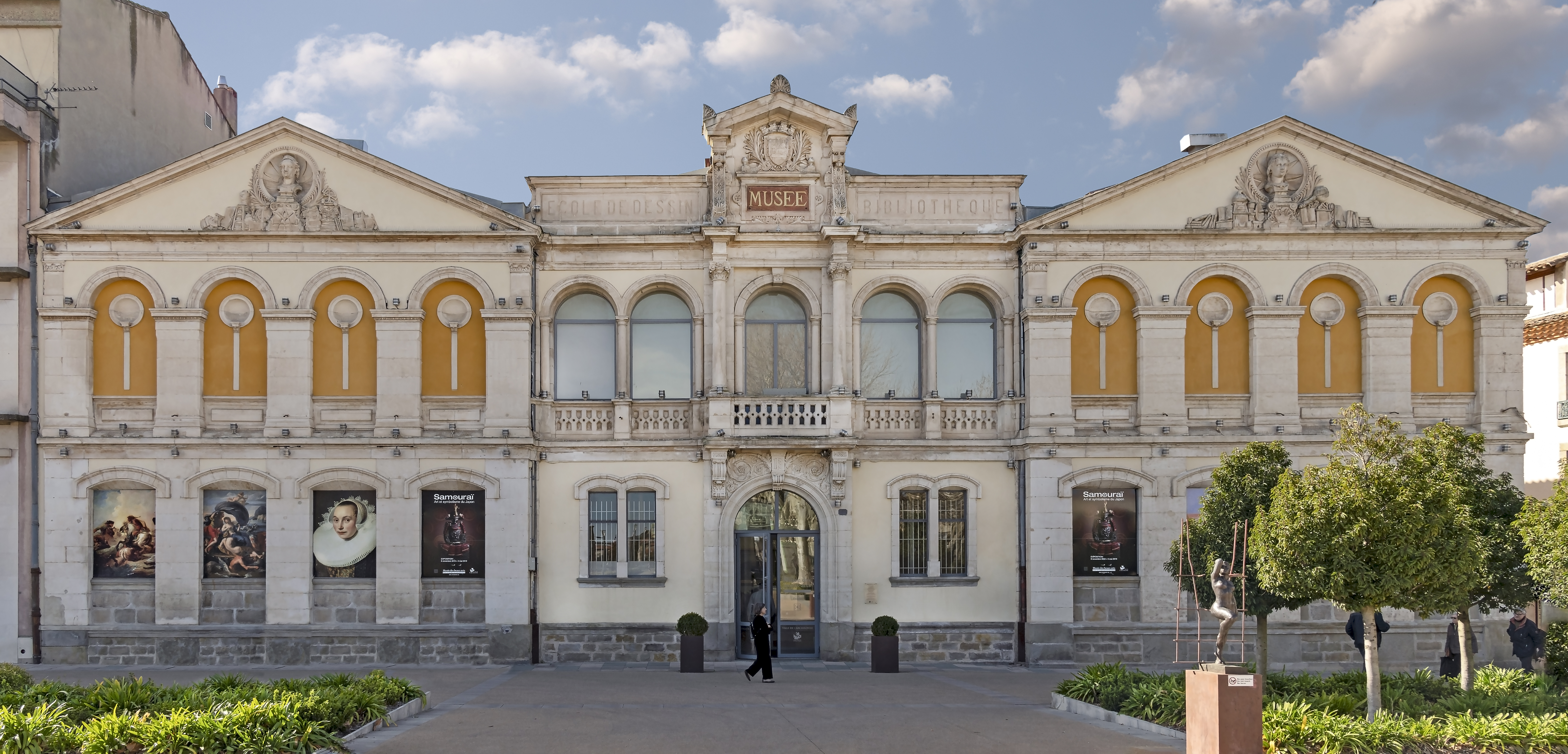
Façade principale du Musée des beaux-arts de Carcassonne.
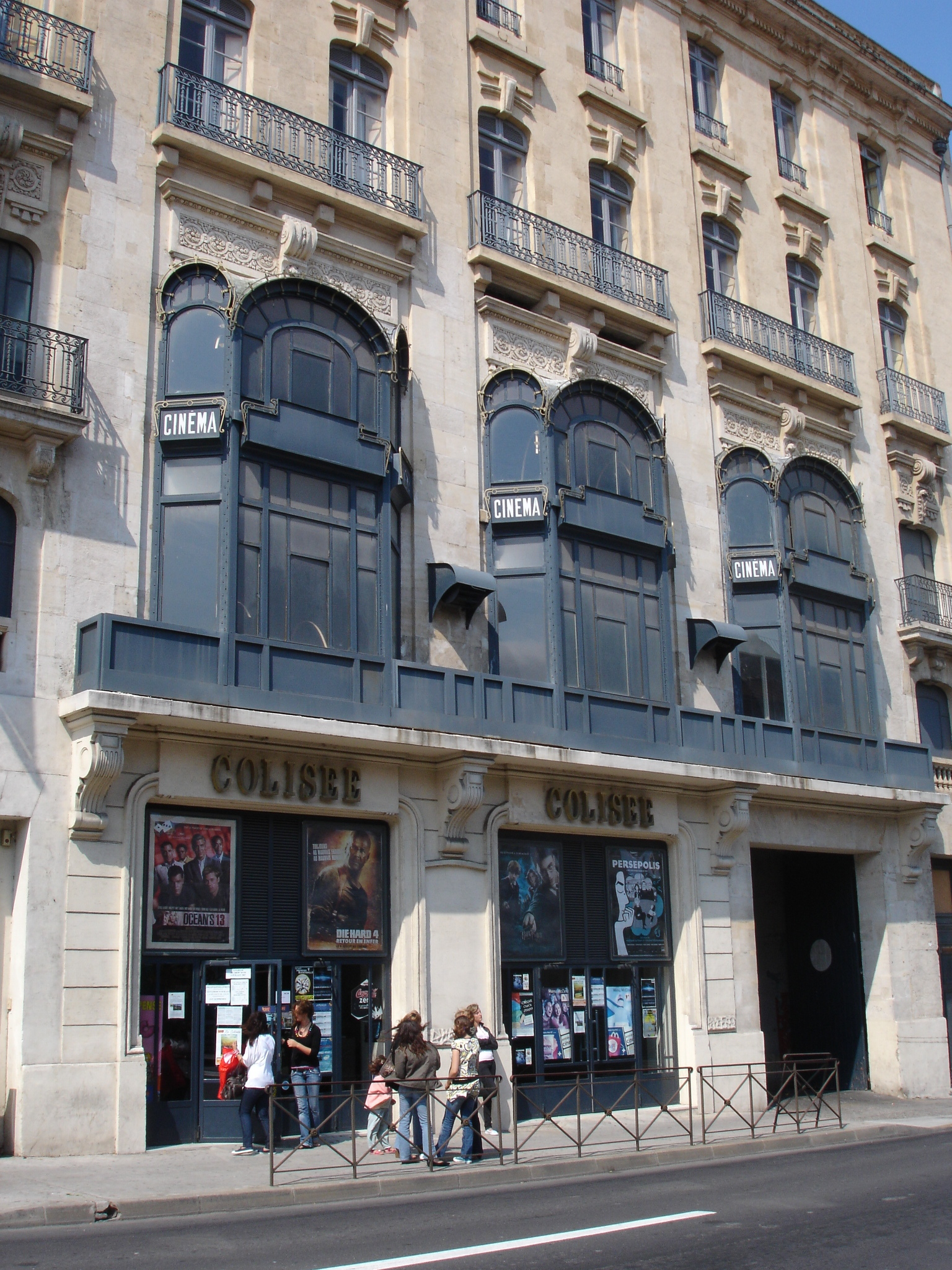
Cinéma le Colisée géré par le groupe CGR.
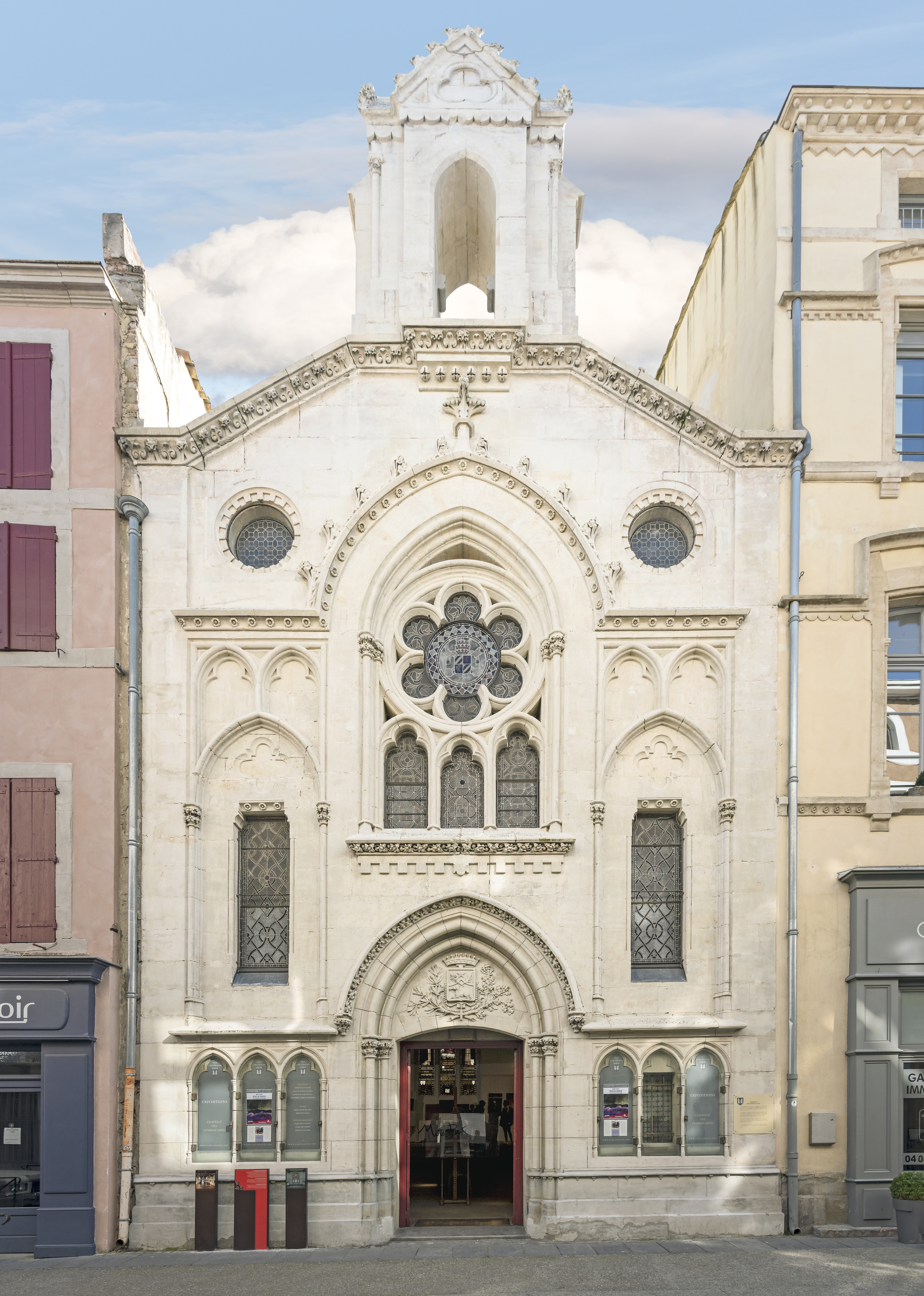
Centre d'exposition chapelle des Dominicaines.

### Carcassonne à l'écran
De nombreuses scènes de films ou téléfilms ont été tournées à Carcassonne :
- Le Retour du croisé, Serment de fiancés, Le Remords et La guitare enchantée de Louis Feuillade en 1908 ;
- Le Miracle des loups de Raymond Bernard en 1924 ;
- Le Tournoi dans la cité de Jean Renoir en 1928 ;
- La Merveilleuse Vie de Jeanne d'Arc, fille de Lorraine de Marco de Gastyne en 1929 ;
- Sans famille de Marc Allégret en 1934 ;
- Adémaï au Moyen Âge de Jean de Marguenat en 1935 ;
- La Fiancée des ténèbres de Serge de Poligny en 1944 ;
- Le Miracle des loups d'André Hunebelle en 1961 ;
- Le Corniaud de Gérard Oury en 1965 ;
- Le Lion en hiver d'Anthony Harvey en 1968 ;
- Casimir le grand d'Ewa Czeslaw en 1974 ;
- Mes petites amoureuses de Jean Eustache en 1974 ;
- Une glace avec deux boules de Christian Lara en 1982 ;
- La Promise de Franc Roddam en 1985 ;
- Robin des Bois, prince des voleurs de Kevin Reynolds en 1991 ;
- Les Visiteurs de Jean-Marie Poiré en 1992 ;
- Le Destin de Youssef Chahine en 1997 ;
- D'Artagnan de Peter Hyams en 2001 ;
- Inguélézi de François Dupeyron en 2004 ;
- Les Chevaliers du roi de Pieter Verhoeff en 2008 ;
- Vie Sauvage de Cédric Kahn en 2014 ;
- Les Hommes du feu de Pierre Jolivet en 2016 ;
- Selon la police de Frédéric Videau en 2020.
- Overdose de Olivier Marchal en 2021.
- La Fille et le Garçon (film, 2022) de Jean-Marie Besset

#### Téléfilms et web-série
- Les Cathares de Stellio Lorenzi en 1965.
- Quentin Durward de Gilles Grangier en 1971.
- La tisane des sarments de Jean-Claude Morin en 1980.
- Jeanne d'Arc, le pouvoir et l'innocence de Pierre Badel en 1988.
- Je, François Villon, voleur, assassin, poète... de Serge Meynard en 2006.
- Labyrinthe de Christopher Smith en 2011.
- Noob de Fabien Fournier en 2012 et 2013.
- Meurtres à Carcassonne de Julien Despaux en 2014.

### Héraldique
|  | Carcassonne – blason actuel Il se décrit ainsi : D'azur semé de fleurs de lys d'or au portail de ville flanqué de deux tours couvertes d'argent, maçonné, ajouré et ouvert de sable, la porte coulissée aussi d'argent surmontée d'un écusson de gueules chargé d'un agneau pascal d'argent à la tête contournée nimbée d'or, portant un panonceau aussi d'argent surchargé d'une croisette du champ. Ce blason est le résultat d'une recomposition à partir des blasons jadis distincts de la ville haute et de la ville basse, celui de la ville basse remplaçant au-dessus de la porte un précédent « de France moderne ». Toutefois on trouve de nombreuses variantes : - le champ de l'écu n'est pas toujours semé de fleurs de lis ; - les tours sont parfois blasonnées comme couvertes, en précisant en clocher ; - le champ de l'écusson est parfois lui aussi semé de fleur de lys d'or, et même bordé « cousu » d'azur… (reste du précédent de France : azur et fleurs de lis ?...) ; - l'agneau pascal et ses accessoires sont très variablement décrits (tête contournée ou non, nimbé ou non, lequel nimbe est parfois crucifère, et ainsi que la croix, tantôt d'argent, tantôt d'or). La raison invoquée pour ces nombreuses variations, en particulier pour l'écusson, est sa petite taille rendant difficile la lecture des détails. |

|  | Carcassonne – ville haute - Selon Malte-Brun (La France illustrée, 1882) : D'azur à un portail de ville, accompagné de deux tours crénelées d'argent et surmonté d'un écusson d'azur à trois fleurs de lis d'or, 2 et 1. Malte-Brun ne donne pas toujours des blasonnements rigoureux : ici le portail de ville (qui est une muraille équipée d'une porte) est confondu avec la porte elle-même : c'est la porte qui est surmontée de l'écusson, non le portail, ce dernier flanqué et non accompagné de deux tours. Ces armoiries de la ville haute représentent le pouvoir. |

|  | Carcassonne – ville basse - Selon Malte-Brun (La France illustrée, 1882) : D'azur semé de fleurs de lis d'or sans nombre, au besant d'or mis en cœur, chargé d'un tourteau de gueules, surchargé d'un agneau pascal d'argent supportant une croix d'or avec un guidon d'argent chargé d'une croix de sable. - Devise : « HIC OVES BENE NATÆ AGNUM COMITANTUR » Ici aussi ainsi, on trouve deux anomalies : sans nombre, synonyme de semé fait pléonasme ; supportant signifie posé dessus, ce qui n'est pas le cas de la croix qui est en fait simplement portée, si on n'utilise pas le terme spécifique de croisé normalement utilisé ici. Un blasonnement plus correct serait : D'azur semé de fleurs de lis d'or, au besant du même mis en cœur, chargé d'un tourteau de gueules, surchargé d'un agneau pascal d'argent croisé d'or, le guidon aussi d'argent chargé d'une croix de sable. Ces armoiries de la ville basse représentent la très puissante industrie de la laine. |

### Médaille d'honneur de la Ville

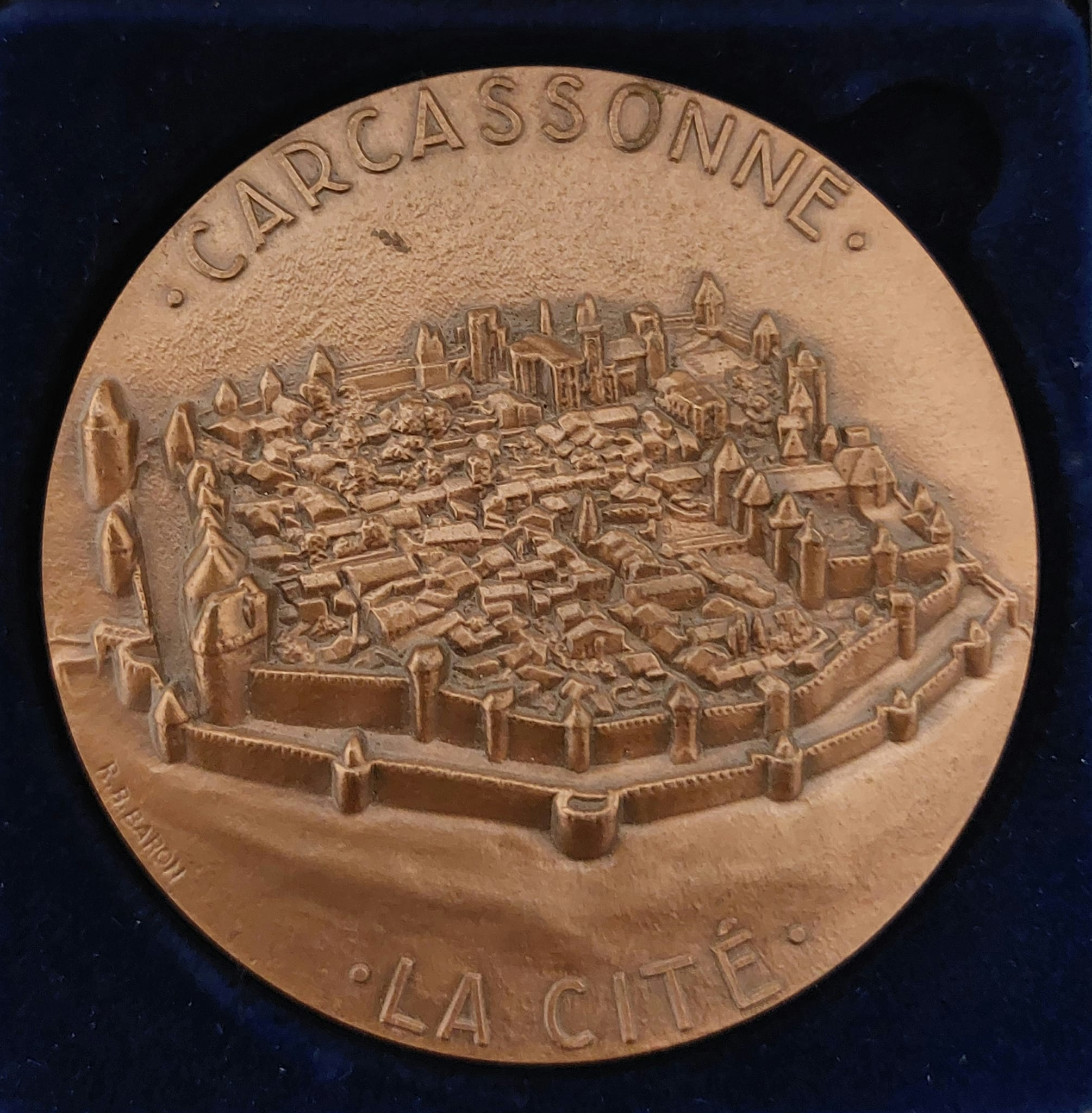
Avers de la médaille d'honneur de la ville.
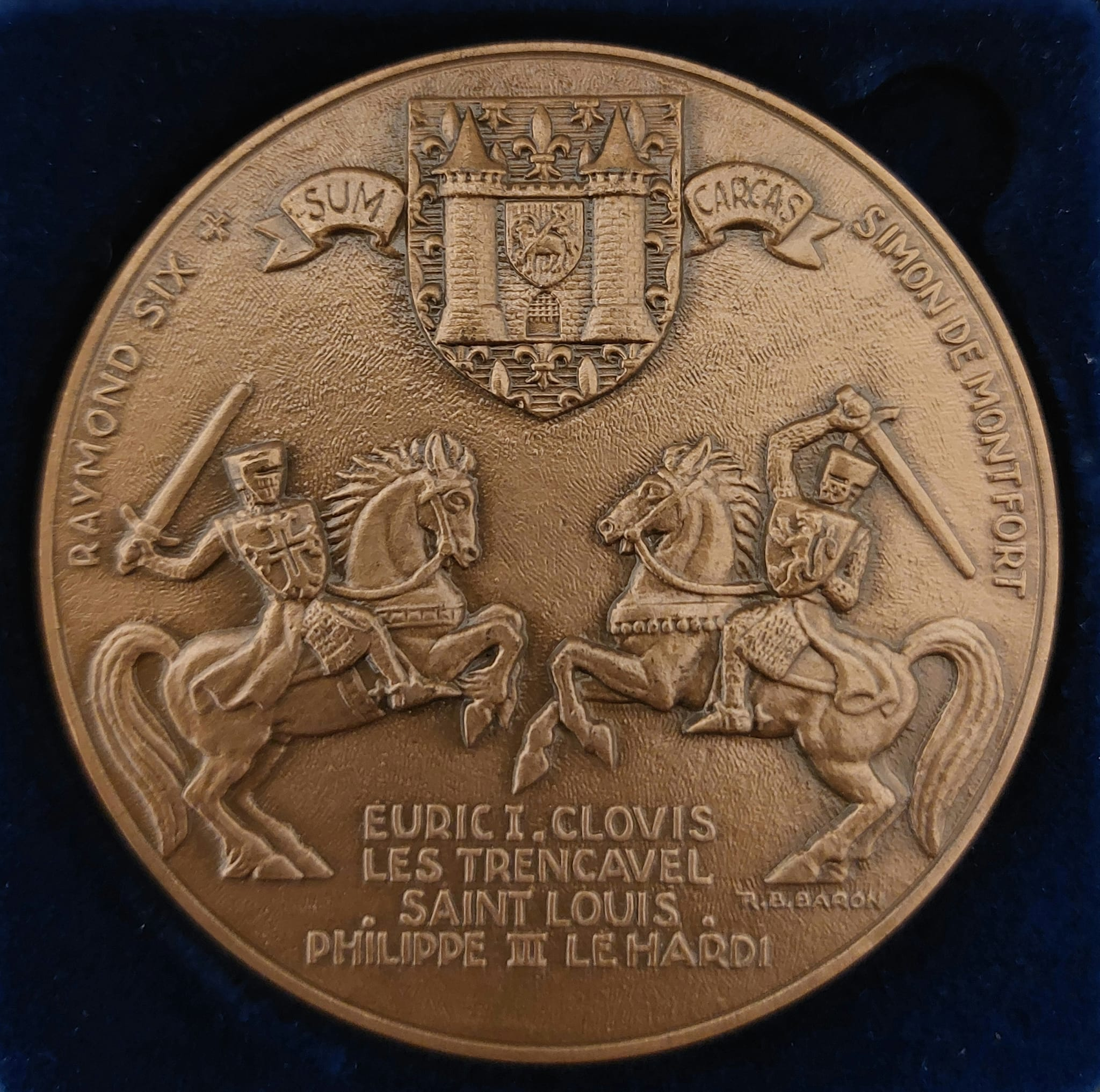
Revers de la médaille d'honneur de la ville.

La médaille est gravée par Roger-Bertrand Baron (1907-1994) pour la Monnaie de Paris. L'avers représente la Cité de Carcassonne. Le Revers représente Raymond VI Trencavel et Simon de Montford, sur un cheval cabré, tenant écu et épée. Les armes de Carcassonne entourée de la devise de la ville « Sum Carca » portant l'agneau pascal d'argent auréolé, les surplombes. Les noms de Euric 1, Clovis, les Trencavel, Saint-Louis (Louis IX) et Philippe III le Hardi sonts inscrits sous les cavaliers.

### Dossiers
- « Carcassonne. Plus de 6000 ans d’histoire », Histoire de l’Antiquité à nos jours,‎ hors série no 56, juillet 2019, p. 66 (ISSN 1632-0859, présentation en ligne)
- Gauthier Langlois, La rébellion contre le roi, le siège de la Cité de Carcassonne (1240), dans Archéothéma  no 23, juillet-août 2012, p. 45-50.
- Agnès Bergeret, Isabelle Rémy, Hélène Réveillas, Arnaud Gaillard, « Carcassonne, le couvent des franciscains », dans Archéologie du Midi Médiéval, 2007, no 25 25, p. 165-170
- Collectif, Mémoires de la Société des Arts et des Sciences de Carcassonne, 2e série, t. 2, Carcassonne, N.B. : une parution par année, (1906)

### Bandes dessinées
- Gilles Chaillet, Vasco - Le diable et le Cathare, éditions Le Lombard, 1988  (ISBN 2-80361-655-6)
- Gilles Chaillet, Vasco - Le chemin de Montségur, éditions Le Lombard, 1989  (ISBN 2-8036-0752-2)
- Nicolas Van de Walle, Jacques Martin, Les voyages de Jehn - Carcassonne, éditions Casterman, 2006  (ISBN 2-203-32220-9)
- Nathalie Louveau, Monique Subra-Jourdain, Carcassonne Bastide - Carcassonne Cité, éditions du Cabardès, 2006  (ISBN 2-9526802-0-5)
- Laurent-Frédéric Bollée, Lucas Malisan, Les amants de Carcassonne, éditions du Patrimoine - Glénat, 2012  (ISBN 978-2-7234-8882-2)
- Phil Castaza, Jean-Marie Cuzin, Claude Marquié, L'histoire de Carcassonne, éditions du Signe, 2013  (ISBN 978-2-7468-2982-4)
- Gauthier Langlois (dir. et scénario), Yigaël (dessin), Charles Peytavie (scénario), Jean-Michel Arroyo (dessin), Éric Lambert (dessin), Emmanuel Nhieu (dessin), Claude-Marie Robion (scénario), Christian Boube (dessin), Yves Renda (dessin), Fabienne Calvayrac (scénario) et Weissengel (dessin), Au fil des siècles : Histoire(s) de Carcassonne, Albi, Grand Sud, coll. « Histoire(s) », 2013, 42 p., 24 × 32 cm, couverture couleur, relié (ISBN 978-2-36378-043-0, présentation en ligne)

#### Bases de données et dictionnaires
- Ressources relatives à la géographie :   - Digital Atlas of the Roman Empire
  - Insee (communes)
  - Ldh/EHESS/Cassini
- Ressource relative à la santé :   - Fichier national des établissements sanitaires et sociaux
- Ressource relative à plusieurs domaines :   - Annuaire du service public français
- Ressource relative aux beaux-arts :   - Grove Art Online
- Ressource relative à la musique :   - MusicBrainz
- Notices dans des dictionnaires ou encyclopédies généralistes :   - Britannica
  - Den Store Danske Encyklopædi
  - Enciclopedia italiana
  - Enciclopedia De Agostini
  - Gran Enciclopèdia Catalana
  - Hrvatska Enciklopedija
  - Internetowa encyklopedia PWN
  - Larousse
  - Store norske leksikon
  - Treccani
  - Universalis
- Notices d'autorité :   - VIAF
  - BnF (données)
  - LCCN
  - GND
  - Espagne
  - Israël
  - Tchéquie